# Weiche (Schienenverkehr)

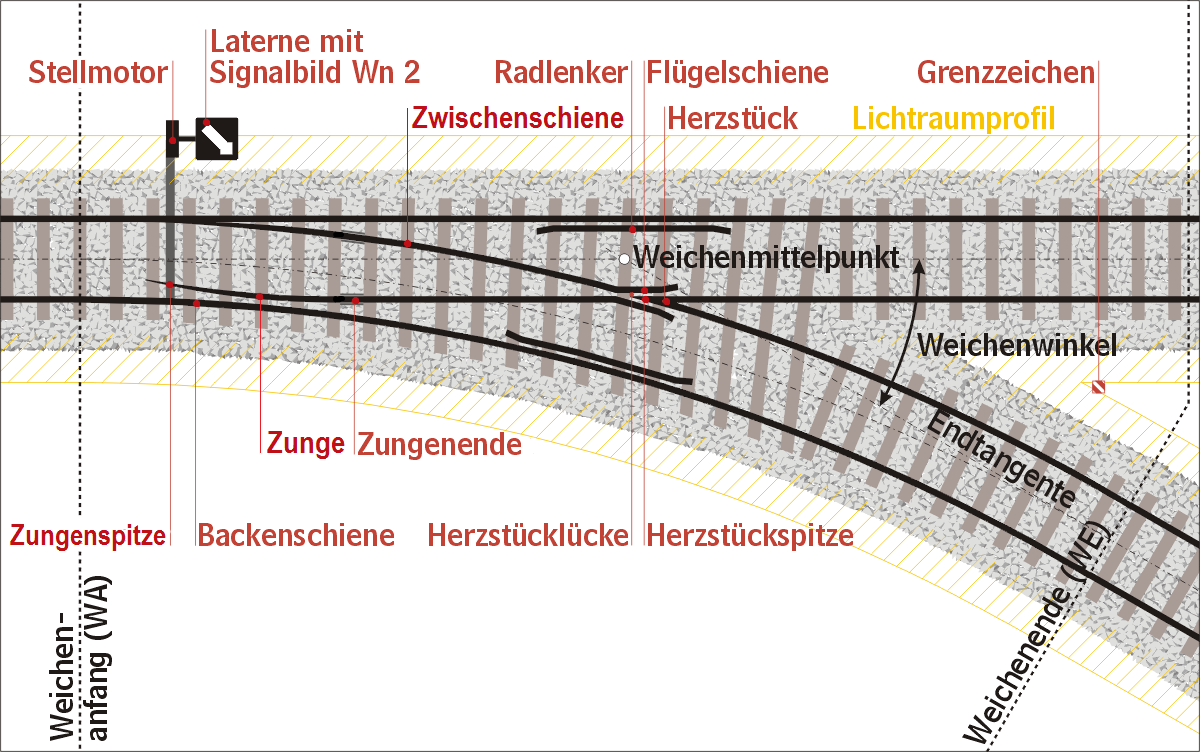
Schematische Darstellung einer Zungenweiche

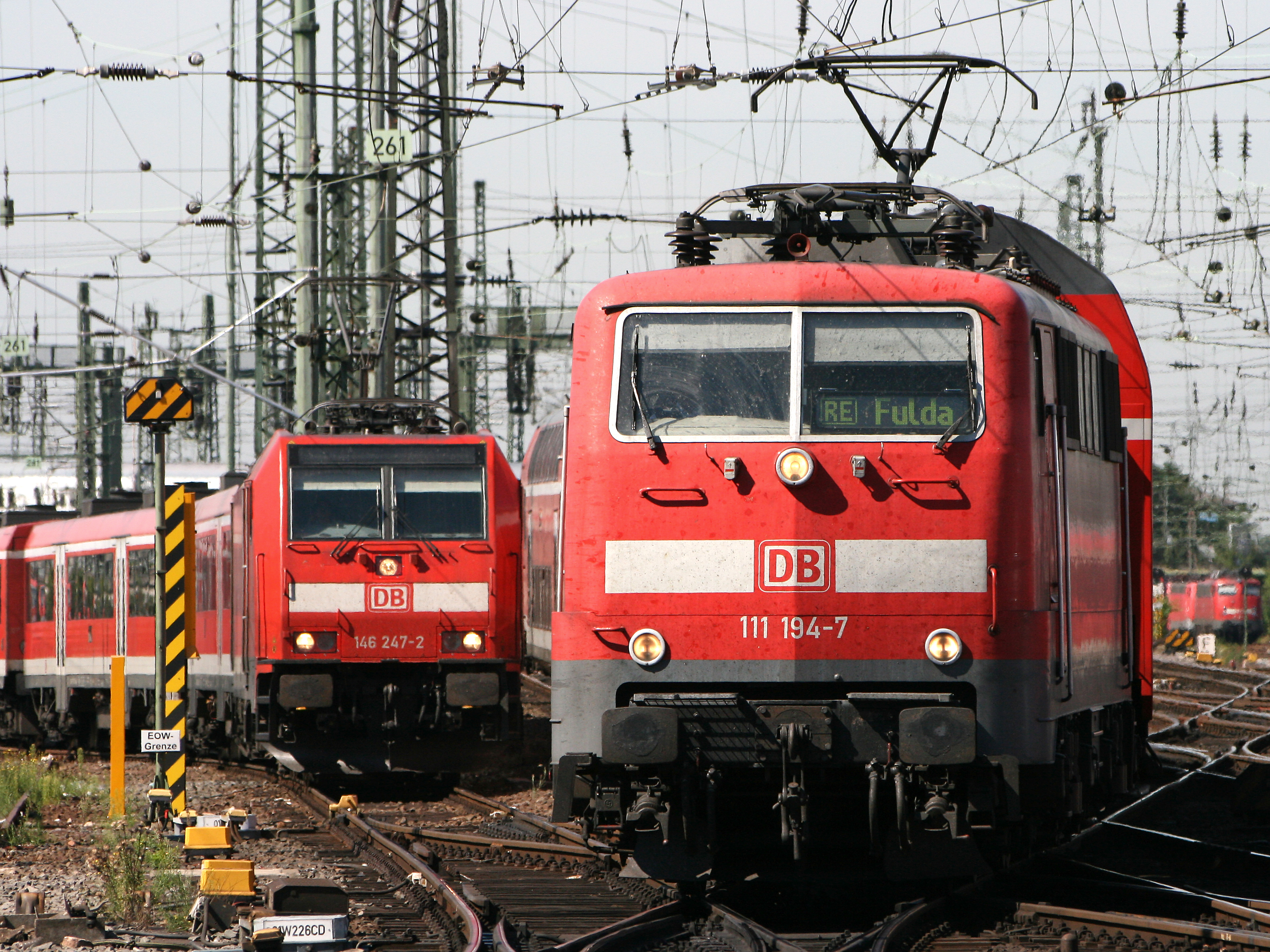
Ein Zug überfährt mehrere Weichen, um auf ein anderes Gleis zu gelangen

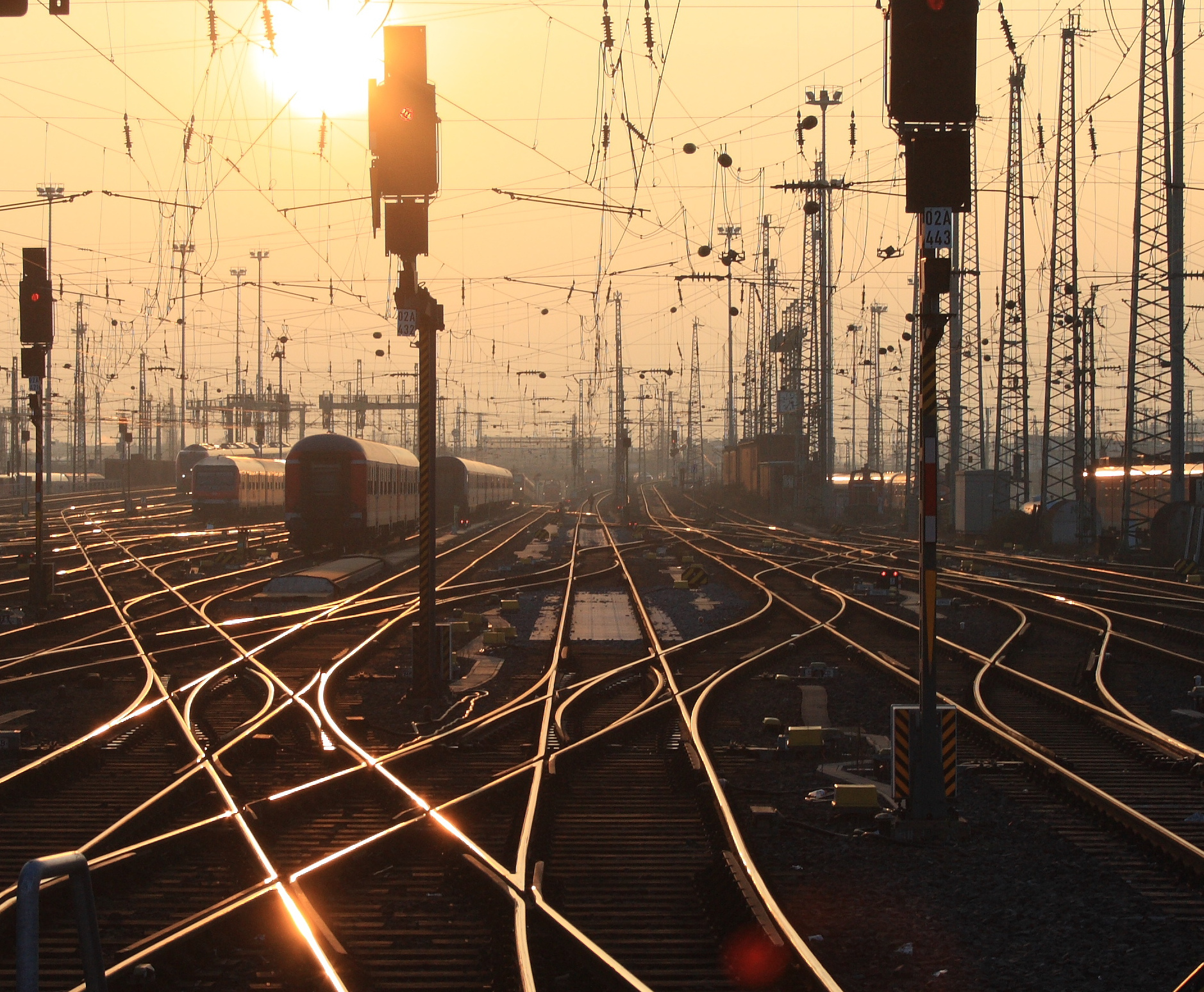
Einfache Weichen und Kreuzungsweichen im Frankfurter Hauptbahnhof

Weichen sind Anlagen des Eisenbahnoberbaus, die es Schienenfahrzeugen ermöglichen, ohne Unterbrechung der Fahrt von einem Gleis auf ein anderes zu wechseln. Weichen gabeln ein Gleis in zwei oder mehr Gleise und ermöglichen so beispielsweise den Bau von Bahnhöfen und Schienennetzen. Weichen erfordern wegen der Spurführung im Gleis bewegliche Bauteile und sind daher relativ aufwändige Anlagen, auf die bei Abzweigungen für nicht spurgebundene Landfahrzeuge verzichtet werden kann.
Andere Oberbaukonstruktionen zum Gleiswechsel sind Schiebebühnen oder Drehscheiben, die dafür jedoch eine Fahrtunterbrechung erfordern. In Abgrenzung zur Weiche in einer Obus-Oberleitung und in einer Magnetschwebebahn heißt sie ausführlicher Gleisweiche. Veraltet, sowie im Bergbau, wird sie auch Wechsel genannt.

## Funktion

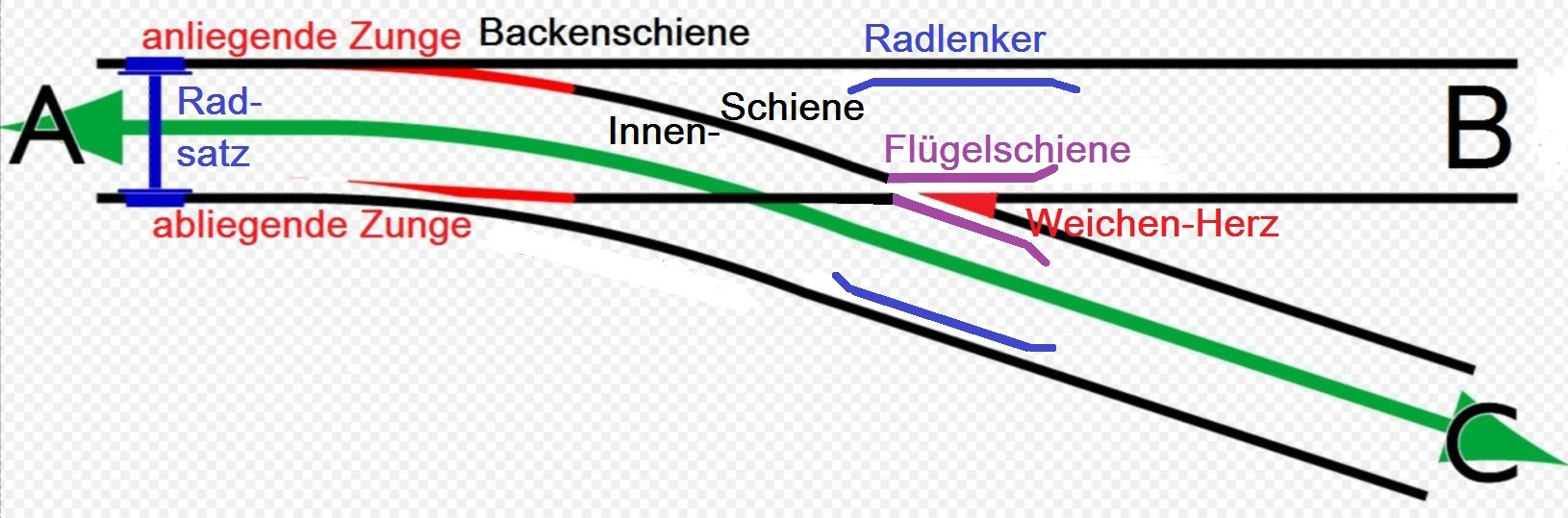
Zungenweiche, schematisch
Sie ist für die Fahrt von A nach C bzw. von C nach A gestellt.

Beispiel: Zungenweiche (siehe nebenstehende Abbildung)
Für die Lösung der Gesamtaufgabe Gabelung in zwei Gleise werden im Detail die beiden Schienen in je zwei Schienenpaare geteilt. Den bei A ankommenden Schienen (Backenschienen) werden je eine wegführende Schiene (Zunge oder Zungenschiene) beigefügt. Beide Zungen sind zwangsweise gemeinsam horizontal schwenkbar. Wenn eine an der Backenschiene anliegt, bleibt der anderen ein Abstand (Zungenaufschlag) zwischen Zunge und Backenschiene. Die bei der anliegenden Zunge ankommenden Räder des Fahrzeugs werden mithilfe ihrer Spurkränze auf die Zunge überführt, während die gegenüberliegenden auf der Backenschiene weiterrollen. Deren Spurkränze durchlaufen den Abstand zwischen Backenschiene und abliegender Zunge. Die jeweils anliegende Zunge bildet mit der gegenüberliegenden Backenschiene das benutzbare der beiden weiterführenden Gleise. Die die Zungen fortsetzenden Zwischenschienen kreuzen sich am Ende der Gabelung im Herzstück. Dort besteht je eine Fahrkantenlücke für den Durchlauf der Spurkränze durch den anderen Strang. Die Herzstücklücke wird von den abknickenden Flügelschienen und der Herzstückspitze gebildet. Die Räder sinken in die Herzstücklücken nicht ein, da sie breit genug sind, um bis zum Ende der Lücken auf den abgeknickten Flügelschienen weiter rollen zu können. Die gegenüber vom Herzstück liegenden Radlenker führen das jeweilige äußere Rad der Radsätze so, dass ein Anlaufen eines Spurkranzes an die Herzstückspitze vermieden wird.
Die Funktion ist seitenverkehrt für beide Weichenstellungen (in die linke oder rechte Richtung) gleich. Bei umgekehrter Fahrtrichtung aus B oder C muss auf die passende Weichenstellung geachtet werden.

## Begriff
Der Begriff Weiche stammt vom Ausweichen in Ausweichstellen in der Flussschifffahrt.

## Geschichte

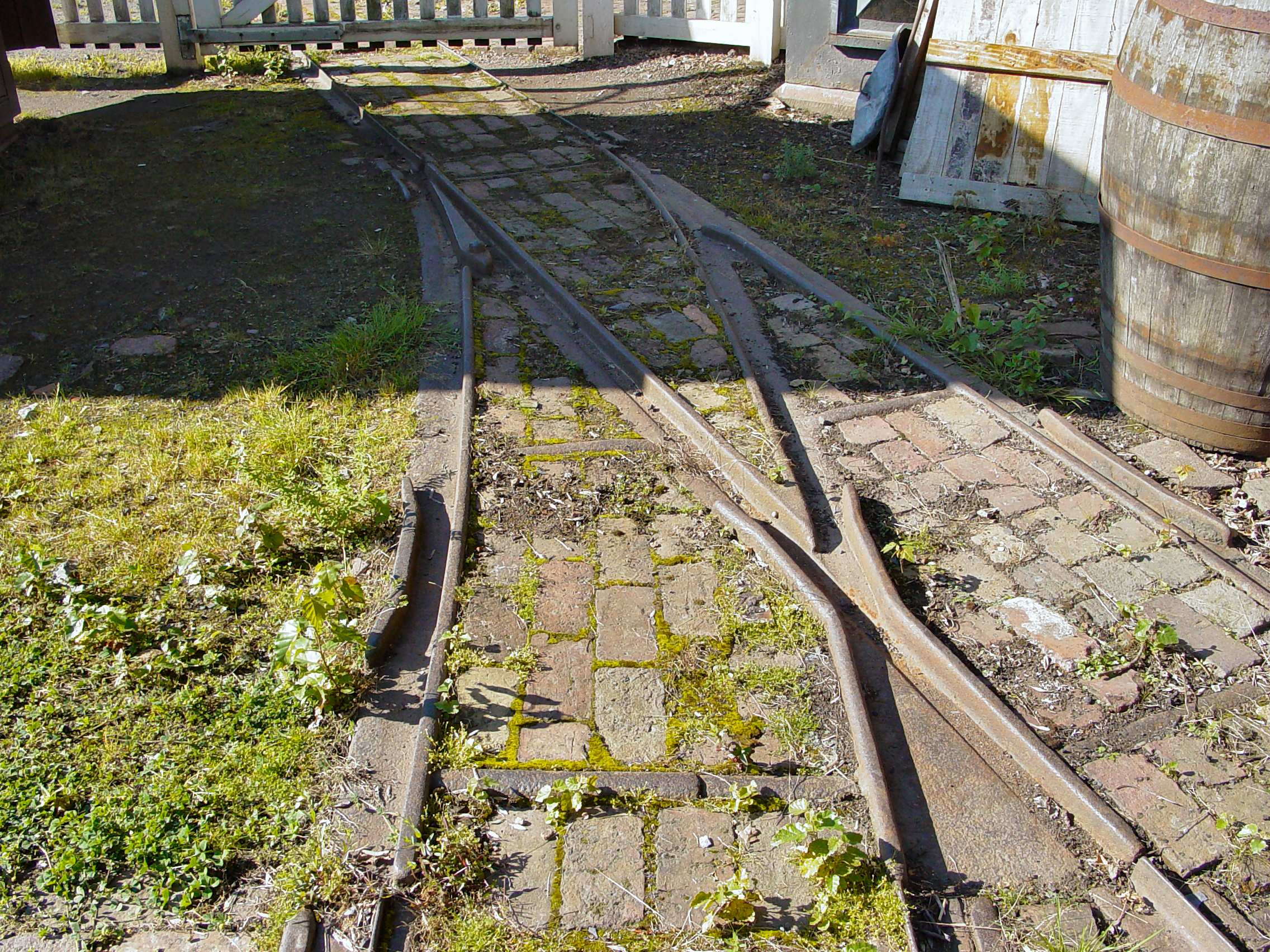
Weiche mit gusseisernen Schienen, angefertigt von Trevithick um 1803

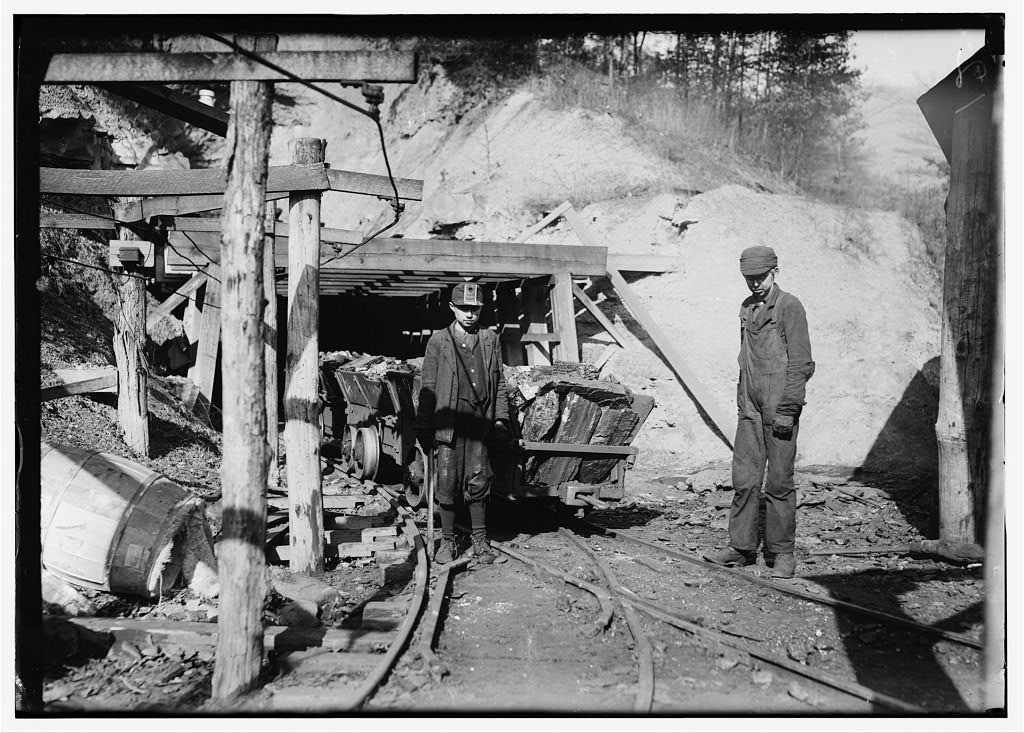
Eingang zur Knoxville Iron Company mine in der Nähe des Coal Creek. Foto von 1910

### Eisenbahn
Die Entwicklung der Weichen begann im Kohlebergbau. Bei den ersten gusseisernen Winkelschienenweichen von John Curr aus dem Jahr 1776 mussten Menschen oder Tiere den Hunt in die gewünschte Richtung ziehen. Im Jahre 1797 beschrieb John Curr erstmals eine Konstruktion mit einer verstellbaren Zunge. 1832 wurde erstmals ein Patent für eine Eisenbahnweiche von Charles Fox (1810–1874 in England) erwähnt. Die im Bild rechts zu sehende Bauart von Richard Trevithick ist zwar noch für spurkranzlose Laufräder bestimmt, nimmt aber schon alle späteren Elemente einer Zungenweiche, der heute am häufigsten verwendeten Bauform vorweg.
Vor der Verwendung im Eisenbahnwesen bezeichnete der deutsche Begriff Weiche eine Ausweichstelle in der Schifffahrt.
Für verschiedene Situationen und Anwendungszwecke haben sich unterschiedliche Bauformen herausgebildet. Die Zungenweiche soll in Deutschland erstmals 1852 bei der Hannoverschen Staatsbahn die Schleppweiche abgelöst haben.
Jede Bahnverwaltung verwendete zunächst eigene Weichenkonstruktionen. Auch nach der Bildung der Länderbahnverwaltungen in Deutschland blieb es dabei. Nach der Gründung der Deutschen Reichsbahn im Jahr 1920 bestand dringender Handlungsbedarf zur Verringerung der Menge an unterschiedlichen und nicht gegeneinander austauschbaren Teilen. Außerdem sollten die geometrischen Eigenschaften der Weichen vereinheitlicht werden, um aufwändige Anpassungsarbeiten zu vermeiden. Nachdem 1922 das damals neue Schienenprofil S 49 eingeführt worden war, sollte es auch für die Weichen der Einheitsbauart verwendet werden. 1931 wurden die Reichsbahnweichen als Regelbauarten mit weitgehend gleichen Merkmalen eingeführt. Vereinheitlicht wurden auch die Anschlussmaße für Weichenverschlüsse, Weichenstellvorrichtungen und Zusatzeinrichtungen. Später wurden diese Bauarten verbessert; so entfielen bei Neubauten ältere Typen von Weichenverschlüssen wie Hakenspitzenverschlüsse und Gelenkzungen.
Bis in die 1980er Jahre hinein waren Weichen in Deutschland typischerweise mit 40 bis 100 km/h im abzweigenden Strang befahrbar. Mit der Erhöhung der Streckengeschwindigkeit auf den (ab 1973 gebauten und ab 1987 in Betrieb genommenen) Eisenbahn-Neubaustrecken der Deutschen Bundesbahn (DB) gewannen bei ihr die Geschwindigkeitsreduzierungen im abzweigenden Strang von Weichen zunehmend an Bedeutung, was in der DDR bei der Deutschen Reichsbahn bis nach der Wiedervereinigung keine Rolle spielte: Hier verblieb es mit ganz wenigen Ausnahmen beim Standard der Geschwindigkeitsreduzierung für den abzweigenden Strang auf 40 bis 100 km/h, was mit Einführung des Hl-Signalsystems ab 1959 auch differenziert signalisiert werden konnte.
Schon in den 1960er Jahren wurde bei der DB für den Neubau des Hauptbahnhofs Ludwigshafen die mit 130 km/h im Abzweig befahrbare Weichenform (EW 60-2500-1:26,5-fb) entwickelt, die dann auch in den Abzweigstellen und Überleitstellen der Neubaustrecken der DB verbaut wurde. 
Für Abzweigstellen wurden darüber hinaus ab 1984 für die DB Schnellfahrweichen entwickelt, die mit 160 bzw. 200 km/h im Abzweig befahren werden konnten. Sie kommen heute an einer Reihe von Verknüpfungspunkten der Schnellfahrstrecken zum Einsatz. 
Die 200-km/h-Weichen galten bei ihrer Einführung, Ende der 1980er Jahre, als die längsten fertigungstechnisch  produzierbaren Einheiten.
Ende 2019 waren im Netz der Deutschen Bahn 65 639 Weichen mit rückläufiger Tendenz in Betrieb. 
2015 waren im Streckennetz der Deutschen Bahn 71 441 Weichen in Betrieb, davon 720 Hochgeschwindigkeitsweichen. 48 000 Weichen verfügten über eine Weichenheizung und 8500 über eine Abdeckung des Weichenverschlusses. Ende 2015 plante das Unternehmen, bis 2018 weitere 26 000 Weichen mit Systemen zur Verfügbarkeitsprognose von Weichen auszurüsten. Bis 2020 sollten alle „wesentlichen“ Weichen (30 000) damit ausgerüstet sein. Damit sollte die Zahl der Störungen um bis zu 50 Prozent verringert werden. Bis Ende 2016 sollten die ersten 5000 Weichen ausgerüstet werden. Bis Ende 2020 waren mehr als 28 000 Weichen entsprechend ausgerüstet, bis dahin seien 4600 Defekte damit verhindert worden. Die Deutsche Bahn gibt für Weichenbauteile jährlich 30 Millionen Euro aus. Der Wiederbeschaffungswert sämtlicher Weichen der DB InfraGO wurde im Jahr 2024 mit 22,7 Mrd. Euro angegeben, die durchschnittliche Zustandsnote mit 3,05.
Die geforderte Verfügbarkeit von Weichen im Sinne der Leit- und Sicherungstechnik entsprach bei der Deutschen Bahn 2018 einer mittleren Betriebsdauer zwischen zwei Ausfällen von 143 000 Stunden, bei einer mittleren Ausfallzeit von zwei Stunden.

### Straßenbahn und Sonderbauformen
Eine weit größere Differenzierung von Weichen ist bei Straßenbahnen zu finden: Da die für Eisenbahnen ausgearbeiteten und immer weiter differenzierten Standards, die historisch auf den Betrieb von Dampflokomotiven ausgelegt waren, sich als sinnvoll auf die Verhältnisse der mit geringer Geschwindigkeit befahrenen und obwohl teilweise zunächst so bezeichneter „Straßen-Eisenbahnen“ (= „Straßenbahn“) benannten und zunächst rein innerstädtischen Bahnen übertragen ließen, trennten sich diese Wege schnell: Trotz Beachtung der Entwicklungen im Eisenbahnverkehr wurde eine Vielzahl von Einzellösungen entwickelt, eingeführt und in Teilen normiert, die wiederum im Eisenbahnverkehr mit seiner historischen Entwicklung anwachsender Zuglasten und/oder Zuglängen nicht übernommen wurden: „Vorsortierweichen“ oder „vorgezogene Zungenvorrichtungen“ sind typische Beispiele im Straßenbahnbetrieb, die bei der Eisenbahn sehr selten sind. „Doppelte Kreuzungsweichen“ werden im Straßenbahnbetrieb schon aus Kosten- und Wartungsgründen vermieden.
Eine weitere Differenzierung brachte die ebenfalls rasche – und in Teilen parallel laufende – Entwicklung von Eisenbahn-Sonderformen, wie Schienenseilbahnen, Kabelstraßenbahnen und Zahnradbahnen oder die Entwicklung der seitlich liegenden Stromschienen. Alle deren Weichenkonstruktionen mussten nunmehr auch den Antrieb der Züge (Seil, Zahnrad, Strom) selbst mit berücksichtigen. Als Sonderbauformen sind sie – je nach Konzessionierung – aber beiden Seiten zuzurechnen: Die berühmt gewordene Wuppertaler Schwebebahn als Einschienenbahn mit ihren Weichen-Sonderkonstruktionen war zunächst als Eisenbahn konzessioniert und ist seit 1943 konzessionsrechtlich eine Straßenbahn.

## Steuerung von Weichen

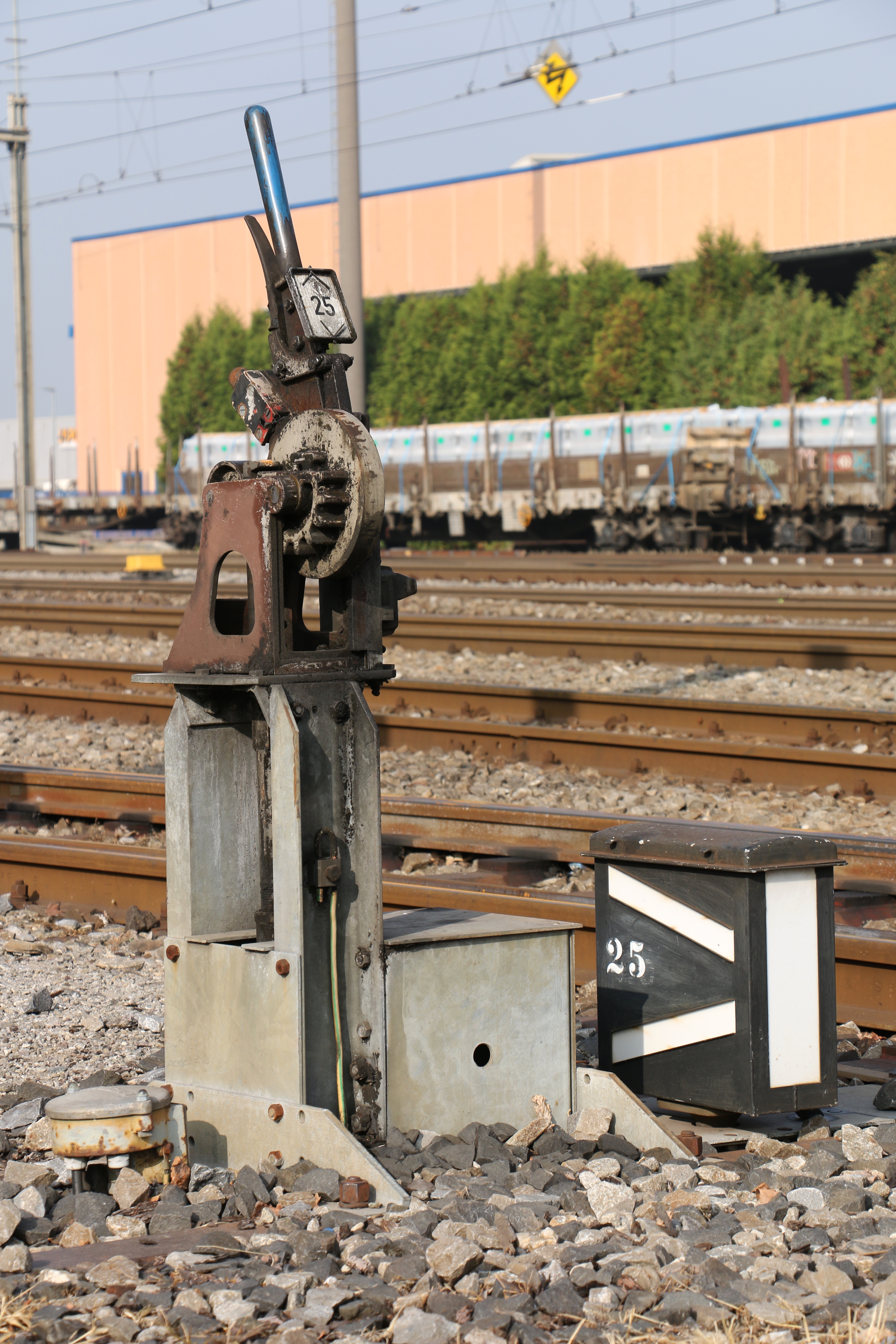
Handstelleinrichtung Schweizer Bauart mit Weichenhebel Bauform Bruchsal G, Bahnhof Cadenazzo

Man unterscheidet zunächst ortsgestellte und ferngestellte Weichen.

### Ortsgestellt
Ortsgestellte Weichen sind häufig mechanisch ortsgestellte Weichen, auch „Handweichen“ genannt und in Deutschland mit MOW abgekürzt, bei denen die Umstellung durch die Muskelkraft des Bedieners auf den Umstellhebel wirkt und über die Bockstange auf die Zungenverbindungsstange, die Zungenvorrichtung und gegebenenfalls den Weichenverschluss übertragen wird. Das Handgewicht oder eine Verriegelung des Umstellhebels hält die Weiche in der jeweiligen Endlage fest.
In der Schweiz gibt es bei Handweichen, die im intensiven Rangierbetrieb genutzt werden, eine abweichende Bauart: An Stelle des üblichen Handgewichtes gibt es einen Bock, auf dem ein in mechanischen Stellwerken verwendeter Gestängeweichenhebel steht. Er ist über Winkelhebel mit der Schieberstange verbunden. Vorteilhaft ist, dass sich ein Bediener nicht tief bücken und ein schweres Handgewicht heben muss. In Großbritannien und Ländern mit vergleichbarer Eisenbahnsicherungstechnik ist es die Regel, dass nicht von Stellwerken aus gestellte Weichen über in der Nähe aufgestellte Weichenhebel auf so genannten „ground frames“ bedient werden.
Mittlerweile gibt es auch immer mehr elektrisch ortsgestellte Weichen (EOW).

### Ferngestellt
Ferngestellte Weichen werden in der Regel von einem Stellwerk bedient und durch Eisenbahnsignale signaltechnisch gesichert. Sie sind passive Fahrwegelemente, die durch von außen wirkende Kräfte umgestellt werden, und deren richtige Lage vom Stellwerk überwacht wird. Zur Überwachung der Gleisbelegung durch Fahrzeuge werden in modernen Stellwerken Gleisfreimeldeanlagen eingesetzt; wo diese nicht vorhanden sind, muss das Freisein durch Hinsehen festgestellt werden, da besetzte Weichen nicht umgestellt werden dürfen.

### Steuerung bei Straßenbahnen

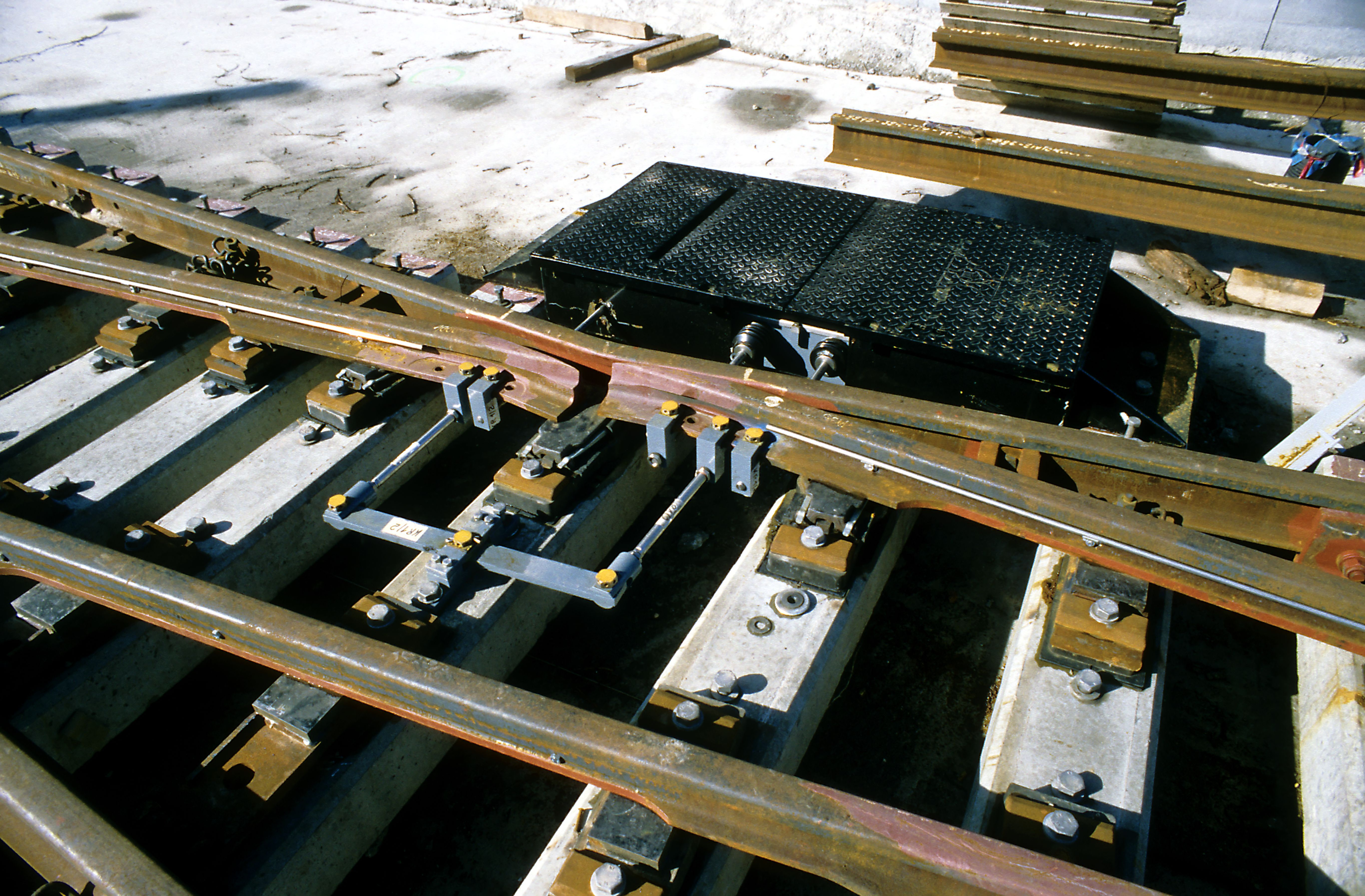
Eingedeckter Antrieb für bewegliche Doppelherzstückspitzen in Zwickau Stadthalle, Bauzustand Februar 1999

In klassischen Straßenbahnnetzen gibt es in der Regel eine vom Triebwagenfahrer bzw. durch den Bordrechner des Fahrzeugs oder das Betriebsleitsystem betätigte Weichensteuerung. Normalerweise werden die Weichen dabei selbsttätig anhand der am Bordrechner eingestellten Linien- oder Kursnummer geschaltet. Der Fahrer hat in der Regel zusätzlich die Möglichkeit, Weichen manuell umzustellen, um beispielsweise bei Betriebsstörungen eine Ausweichroute fahren zu können. Im Störungsfall oder bei Rangierfahrten können die Weichen auch von Hand mittels eines im oder am Triebwagen mitgeführten Weichenstelleisens umgestellt werden. Straßenbahnweichen, die im Regelbetrieb nur stumpf befahren werden, sind in der Regel Rückfallweichen. Die Weichenzungen werden beim Befahren durch die Räder des Fahrzeugs in die benötigte Lage gedrückt und laufen nach dem Befahren in die Grundstellung zurück. Es gibt auch Weichen, die nach einem Auffahrvorgang die neue Lage beibehalten.
Bis Mitte der 1990er Jahre war es vielfach üblich, Weichen mit der Fahrleitungsspannung umzustellen. Die Weichenantriebe bestanden dazu aus einer Zugspule („Solenoid“) mit einem beweglichen Anker und einer Feder, die über Hebel ein Kippverhalten erzeugte. Neben dem Fahrdraht wurde vor der jeweiligen Weiche ein dagegen isolierter und etwas tiefer hängender Schleifkontakt eingebaut. Der Zugmagnet des Weichenantriebes lag zwischen dem Fahrdraht und dem Schleifkontakt. Befuhr man den Schleifkontakt mit einer definierten Stromaufnahme, üblich war die erste Fahrstufe, floss der Oberstrom von der Fahrleitung über den Zugmagnet des Weichenantriebes zum Fahrleitungskontakt und von dort über Fahrschalter, Widerstände und Fahrmotoren zum Gleis. Der Zugmagnet zog den Anker an, durch die Masseträgheit und unterstützt durch die Festhaltefeder lief der Antrieb in die andere Endlage. Sollte die Weiche nicht umgestellt werden, befuhr man den Kontakt mit dem Fahrschalter in Nullstellung. In einigen Städten hatten die Weichen auch Vorzugslagen, dann wurde beispielsweise in Rechtslage immer stromlos und in Linkslage mit Stromfluss gefahren. Problematisch wurde das Verfahren durch zusätzliche Verbraucher wie Licht, Heizung, Umformer, Klimaanlage oder die Bremsstromrückspeisung. Der dadurch fließende Strom konnte zum Umstellen einer Weiche ausreichen. Anfangs mussten die Triebwagenführer die Nebenverbraucher einzeln ausschalten, später wurden dafür Schütze eingebaut. An Stelle des ersten Fahrkontaktes des Fahrschalters wurde außerdem ein definierter Widerstand zwischen Stromabnehmer und Gleis eingeschaltet.
Musste ein Fahrzeug im Bereich eines Fahrleitungskontaktes anfahren, dann war es nicht zu vermeiden, dass sich die zugehörige Weiche umstellte. Hier war dann der Einsatz von Vorsortierweichen nötig. Mehrere Triebwagen im Zug mit angelegten Stromabnehmern verschärften das Problem und führten schließlich zum Verbot von oberstromabhängigen Weichenschaltungen.
Seit 1996 darf in Deutschland die Weichensteuerung wegen der Fehleranfälligkeit daher nicht mehr von der Stromaufnahme des Wagens abhängen. Moderne Steuerungen arbeiten mit induktiver Meldeübertragung, Funk- oder Infrarotsteuerung. Weichenantriebe für den Einsatz im Straßenraum befinden sich meist im Gleis, gelegentlich auch daneben, jedoch immer mit befahrbarer Abdeckung auf Fahrbahnhöhe. Die Stellwege und Zungenaufschläge sind im Vergleich zu Fernbahnverhältnissen deutlich kleiner, damit die Fahrbahndecke sicher befahr- und begehbar bleibt.
Auf unabhängigen Bahnkörpern erfolgt die Weichensteuerung mitunter, bei Stadt- und U-Bahn-Netzen generell vergleichbar mit Eisenbahnnetzen von Stellwerken mit Fahrstraßensicherung. Weichenantriebe und -verschlüsse entsprechen dann in der Regel den bei Eisenbahnen üblichen Bauarten.

## Befahrungsweisen
Eine Weiche wird entweder
- spitz (Anfahrt auf die Weichenspitze zu mit der Möglichkeit einer Fahrt nach links oder rechts) oder
- stumpf (Anfahrt aus Richtung Herzstück)

befahren.
Beim spitzen Befahren kann es zu einer Entgleisung kommen, wenn die anliegende Weichenzunge nicht vollständig an der Backenschiene anliegt (etwa aufgrund von Fremdkörpern zwischen den beiden). Allerdings bewirkt diese Stellung bei fernbedienten Weichen eine Störungsmeldung auf dem Stellwerk, zusätzlich ist das Einstellen von Fahrstraßen, die über diese Weiche führen oder für die sie Flankenschutz bieten soll, nicht möglich. Bei ortsbedienten Weichen erreicht die Handstelleinrichtung ebenfalls keine Endlage, vorhandene Handverschlüsse lassen sich nicht verschließen. Im Rangierbetrieb muss sich der Weichenbediener vor dem Befahren von der Lage der Weichenzungen durch Hinsehen überzeugen. Eine Entgleisung wird außerdem erfolgen, wenn die Weiche unter einem von der Spitze her laufenden Fahrzeug oder einer Fahrzeuggruppe umgestellt wird, sodass ein Teil der Fahrzeuge oder Radsätze nach links, ein anderer nach rechts fährt. Dieser Vorgang wird umgangssprachlich als Gabelfahrt bezeichnet. Erreicht ein Radsatz die Weichenspitze, wenn sich die Zungen in Mittellage befinden, dann führt das unmittelbar zur Entgleisung. Dieser Fall wird zweispurig fahren genannt. Beide Fälle kommen insbesondere im Ablaufbetrieb ohne selbsttätige Gleisfreimeldung vor.
Beim stumpfen Befahren einer Weiche, die für die andere Richtung gestellt ist, wird sie aufgefahren (früher häufig und in der Schweiz noch heute als Aufschneiden bezeichnet). Dabei wird die Weiche von der ersten darüberlaufenden Achse in die andere Stellung gebracht. Je nach Bauart der Weiche und vorgenommener Festhaltung der Zungen (z. B. mit oder ohne Verriegelung) kann dies ein zulässiger Vorgang (siehe Rückfallweiche) oder unzulässig sein. Das Auffahren kann zur Beschädigung von Teilen des Weichenantriebes führen. Nicht verriegelte Weichen nehmen durch das Auffahren i. d. R. keinen Schaden. Nach einem Auffahrvorgang ist eine Weiche fahrbahnseitig und sicherungstechnisch zu überprüfen, weil der Spitzenverschluss nicht wirksam werden kann und es eventuell doch zu einer Beschädigung kam.

## Bestandteile einer Weiche
Im Folgenden werden die Bestandteile einer einfachen Weiche, von der ein Zweiggleis von einem Stammgleis abzweigt, betrachtet. Die Betrachtung beginnt von der Spitze her, wo die Aufspaltung der Schienen anfängt. Sie folgt der Darstellung der im ersten Bild gezeigten Weiche mit dem Abzweig nach rechts.

### Zungenvorrichtung

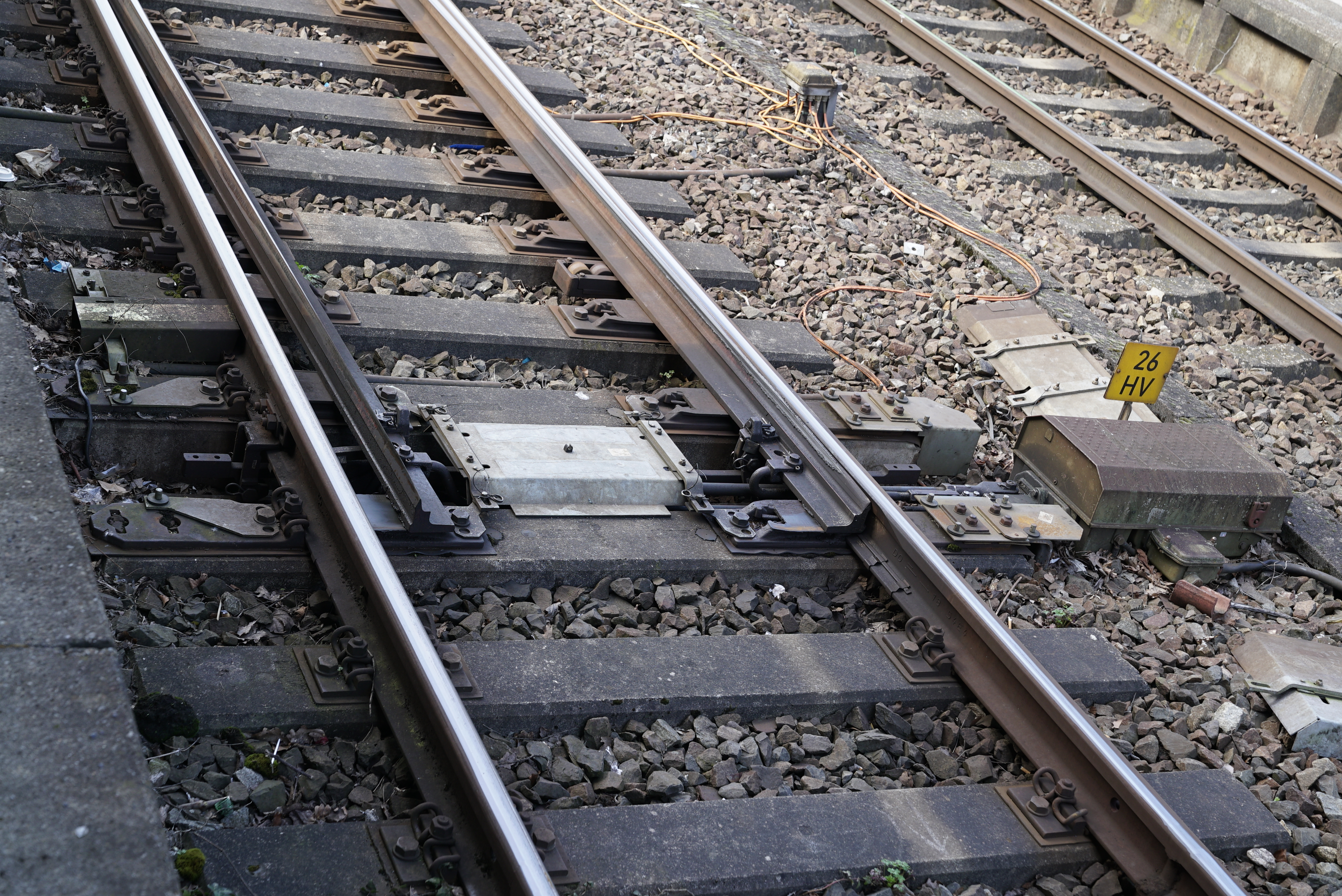
Federschienenzunge an einer Weiche im Bahnhofsbereich

Zungen und Backenschienen werden gemeinsam als Zungenvorrichtung bezeichnet (eine Backenschiene und die eine zugehörige Zunge: halbe Zungenvorrichtung). Die Backenschiene und die dazugehörende Zunge gehören zusammen und müssen bei einer Instandsetzung gleichzeitig gewechselt werden.
Die Schienen, an denen die Weichenzungen anliegen, nennt man Backenschienen (in der Schweiz Stockschienen). Die Backenschienen sind auf der Innenseite des Schienenkopfes bearbeitet, damit die Zungen plan anliegen und speziell an der Spitze nicht zu dünn und damit empfindlich werden. Für eine sichere Führung und möglichst ruckarme Ablenkung der Fahrzeuge greift die Zungenspitze der anliegenden Zunge unter die Fahrkante der Backenschiene.
Die Weichenzungen sind die beweglichen Teile einer Weiche, die die Fahrrichtung bestimmen. In vielen Ländern, darunter im deutschsprachigen Raum, werden die Weichenzungen aus besonderen asymmetrischen und in der Höhe verringerten Zungenschienenprofilen hergestellt. Die Zunge wird in diesem Fall für die richtige Höhenlage mit Gleitstuhlplatten geführt und unterstützt. Bei in Frankreich entwickelten Weichen verwendete man Regelschienen mit voller Höhe als Ausgangsmaterial für die Zungen, weshalb die Backenschienen auch im Fußbereich bearbeitet werden müssen. Eine dritte Bauart gibt es insbesondere bei Weichen nach US-amerikanischen Normen. Bei diesen ist der Schienenfuß der Backenschienen nicht bearbeitet, die Backenschiene behält durchgehend den vollen Querschnitt. Dafür weist der Fuß der Zungen eine eingearbeitete Neigung auf. Diese stützt sich in anliegender Stellung auf dem Schienenfuß der Backenschiene ab. In abliegender Lage liegen derartige Zungen nur auf einer schmalen Fläche an der Innenkante auf den Gleitplatten auf.
Für die Gestaltung des Zungendrehpunktes gibt es mehrere Möglichkeiten:
Gelenkzungen (Gz)
sind die älteste Form. Diese lassen sich verhältnismäßig kurz halten, allerdings ist das Zungengelenk aufwändig und zudem verschleißanfällig. Vorteile der Gelenkzungen sind ihre Spannungslosigkeit und der geringe Umstellwiderstand. Bei Straßenbahnen wird diese Weichenform auch heute (2016) häufig unter dem Begriff „Drehstuhlweiche“ geführt, d. h., das Gelenk wurde als „Drehstuhl“ betrachtet. Eine solche Bezeichnung gab es auch eisenbahnseitig, sie ist dort aus dem fachlichen Sprachgebrauch verschwunden. Für das Gelenk selbst gibt es unterschiedliche konstruktive Lösungen. Die älteste ist ein nur wenig vorgespannter Laschenstoß. Sie verbreitete sich ausgehend vom Ursprung in Großbritannien in viele Teile der Welt. Deutsche Hersteller führten eine Gelenkbauform mit je einer Grund- und einer Gelenkplatte ein, die durch einen ringförmigen Zapfen verbunden sind.
Federzungen (Fz)
vermeiden das Gelenk, die Federstelle liegt im Zungenprofil und wird durch eine Zungenplatte über mehrere Schwellen unterstützt. Diese Zungenplatte erschwert jedoch das Biegen der Weiche zur Bogenweiche. Das Ende der Zunge wird im Gesenk zur Regelschiene umgeschmiedet, der Anschluss an die Zwischenschiene erfolgt durch einen Regelstoß, der auch verschweißt werden kann.
Federschienenzungen (Fsch)

kommen ohne Zungenplatte aus. Die Zungenschiene wird ebenfalls an ihrem Ende zur Regelschiene umgeschmiedet und mit einem weiteren Regelschienenprofil stumpf zusammengeschweißt. Zur Sicherung gegen Brüche wird diese Schweißstelle mit Sicherheitslaschen verstärkt. Die Federstelle liegt im Regelschienenprofil, bei Weichen mit einem Bogenradius von 190 Metern und darunter (in der Vergangenheit auch bei Radien von 300 und 500 Metern) wird an dieser der Schienenfuß beidseitig bis etwa auf Kopfbreite abgefräst, um die Vorspannung zu verringern. Gemeinsamer Vorteil von Feder- und Federschienenzungen ist die Fahrkante ohne Unterbrechung durch das Gelenk. Ihre Nachteile sind die Vorspannung, die deswegen notwendige deutlich größere Länge und der höhere Kraftaufwand beim Umstellen. Federschienenzungen sind die Regelbauart bei den 1931 eingeführten und von Anfang an genormten Reichsbahnweichen und ihren Nachfolgern.
Federzungen ohne Zungenplatte (ebenfalls Fz)
sind die jüngste Entwicklung. Die Federstelle liegt wieder im Zungenprofil, eine Zungenplatte, eine Schweißstelle oder einen Querschnittsübergang in beweglichen Teilen gibt es nicht, Behinderungen beim Biegen und bei Stopfarbeiten treten nicht auf. Federzungen ohne Zungenplatten werden bei Weichen aus den Schienenprofilen S 54 und UIC 60, seit 2008 auch S 49, verwendet.
Bei der Fahrtrichtung geradeaus liegt die rechte Zunge an der rechten, nach rechts abzweigenden Backenschiene an. Die Zunge ist gerade. Die linke Zunge hat einen Abstand (genannt Zungenaufschlag) zur linken Backenschiene, welche geradeaus führt. Die rechte Zunge führt ein Fahrzeug in dieser Stellung gemeinsam mit der linken Backenschiene geradeaus.
Wenn die Fahrtrichtung nach rechts gewünscht ist, so liegt die linke Zunge an der linken Backenschiene an. Die linke Zunge weist eine Krümmung nach rechts auf. Die rechte Zunge wird von der rechten Backenschiene abgerückt. Ein Fahrzeug wird durch die linke Zunge und die rechte Backenschiene nach rechts geführt.
Durch Bewegen der Weichenzungen kann die Weiche umgestellt werden. Der bewegliche Teil der Weichenzungen liegt auf Gleitstuhlplatten auf. Wegen des hohen Wartungsaufwandes, und weil der Schmierstoffeintrag in die Bettung Umweltprobleme verursacht und die Lagesicherheit der Weiche beeinträchtigt, werden heute vermehrt wartungsarme Zungenrollvorrichtungen unterschiedlicher Bauart oder Kunststoffplatten aus hochgleitfähigem Material eingebaut.
Bei dem Begriff FAKOP handelt es sich um eine Fahrkantenoptimierung an der Zungenvorrichtung: Durch Spuraufweitung der Backenschienen um bis zu 15 mm und eine angepasste Zungengeometrie laufen die Spurkränze weniger stark an die Zunge an, wodurch der Verschleiß reduziert wird. Da durch die Spuraufweitung der Zungenquerschnitt vergrößert werden kann, steht auch mehr Verschleißvorrat an den Zungen zur Verfügung.
WITEC bezeichnet wirtschaftlich-technisch optimierte Zungenvorrichtungen. Bei einer WITEC-Zungenvorrichtung ist die Anlagefläche der Backenschiene an der Fahrkante tiefer abgehobelt, um den Querschnitt der Zunge und damit den Verschleißvorrat zu vergrößern. Damit verlängert sich die Liegedauer. WITEC-Zungen sind seit dem Jahr 2002 die Regelausführung für neu eingebaute Weichen bei den deutschen Eisenbahnen des Bundes.

### Herzstück

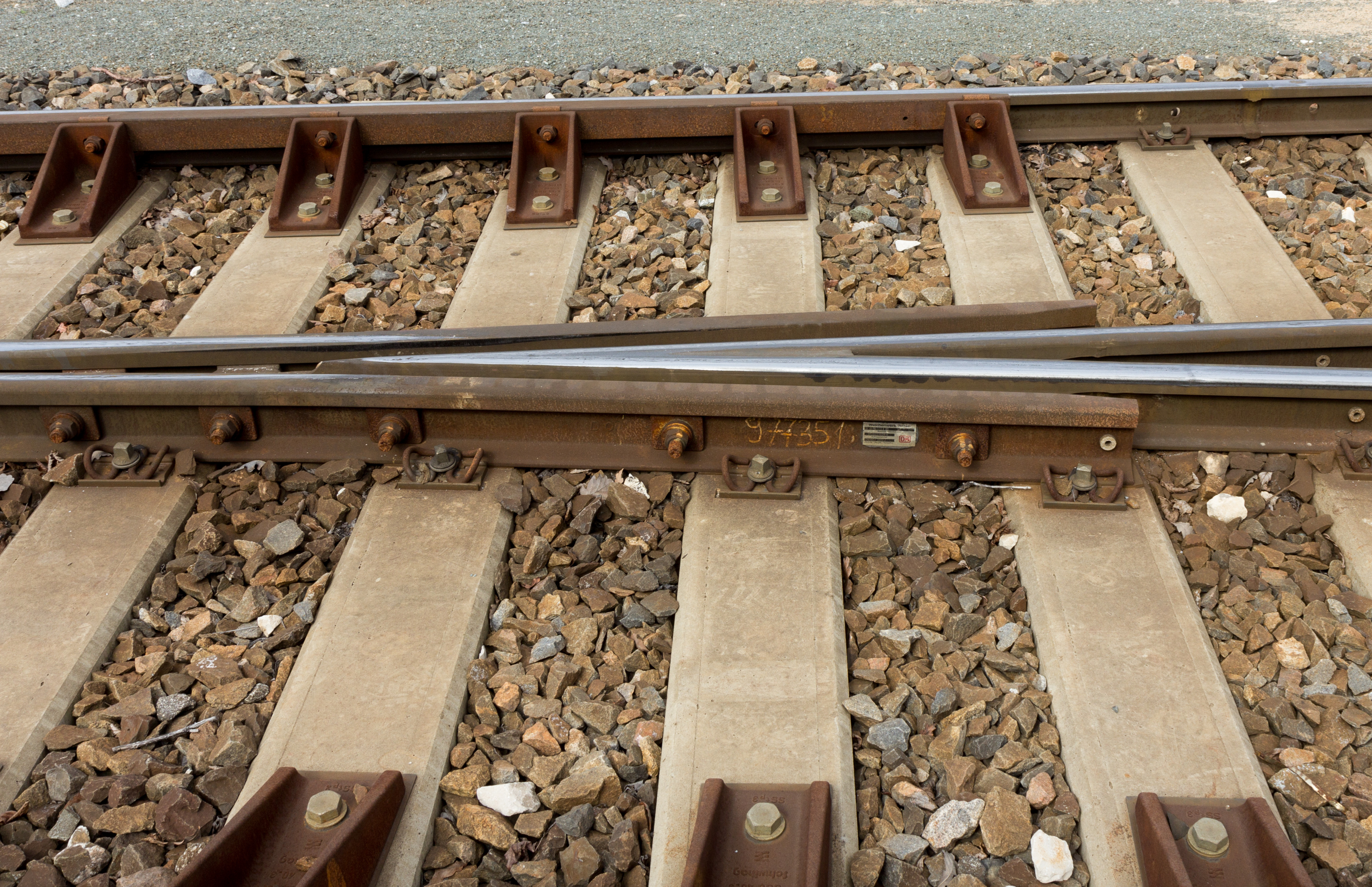
Herzstück mit Flügelschienen

Das Herzstück ist die gegenseitige Durchdringungsstelle der jeweils an die zwei Weichenzungen angeschlossenen Schienen bzw. derer Fahrkanten (die Freiräume neben den Schienen, die die Spurkränze benötigen). Bei einer einfachen Weiche ist es die zusammenfassende Bezeichnung für Herzstückspitze und zwei Flügelschienen. An einer Weiche werden zwei Gleise vereinigt oder getrennt. Die innenliegenden Stränge der Gleise schneiden sich und müssen unterbrochen werden, damit der Spurkranz eines Rades, das die andere Schiene befährt, unbeeinträchtigt durchlaufen kann. Die Flügelschienen sind Fortsetzungen der gegenüber der Herzstückspitze abgeknickten Zwischenschienen. Die Spitze des Herzstückkeils ist abgerundet. Daher fällt diese nicht mit dem Schnittpunkt der Fahrkanten zusammen. Bei geraden Herzstücken verlaufen die Fahrkanten des Herzstücks in der Regel gradlinig. Den Tangens des Winkels, den sie zueinander bilden, nennt man Neigung. Schließt sich am Zweiggleis ein Gleisbogen in gleicher Richtung an, dann ist die Unterbrechung dieses Bogens im Herzstückbereich für Laufruhe und Verschleiß nachteilig. In diesem Fall führt man den Bogen deshalb auch im Herzstückbereich unter Verwendung eines Bogenherzstückes durch. Die Endneigung ist in diesem Fall größer als bei einer Weiche mit gleichem Radius und geradem Herzstück.
Da es beim Befahren des Herzstücks eine Lücke in der Fahrfläche und führungslose Stelle gibt, wird der Radsatz durch einen Radlenker an der gegenüberliegenden Schiene geführt. Die Unterbrechung in der Fahrfläche führt immer zu Stößen. Um diesen Stößen entgegenzuwirken, werden schlanke Weichen auf Schnellfahrstrecken mit beweglichen Herzstückspitzen oder Flügelschienen ausgerüstet. Bei einer Kreuzung gibt es dementsprechend vier Herzstücke (wobei jene in den Kreuzungspunkten der äußeren Schienen zwei gegenüberliegende Spitzen aufweisen und deshalb Doppelherzstücke heißen).
Am Herzstück treten die höchsten Verschleißerscheinungen auf. Zukünftig werden daher hochbelastete Weichen mit Herzstücken aus Bainit, einem speziellen Gefüge des Stahls, ausgerüstet. Diese zeichnen sich durch eine doppelt so lange Lebensdauer aus und reduzieren daher die Instandhaltungskosten.

### Radlenker

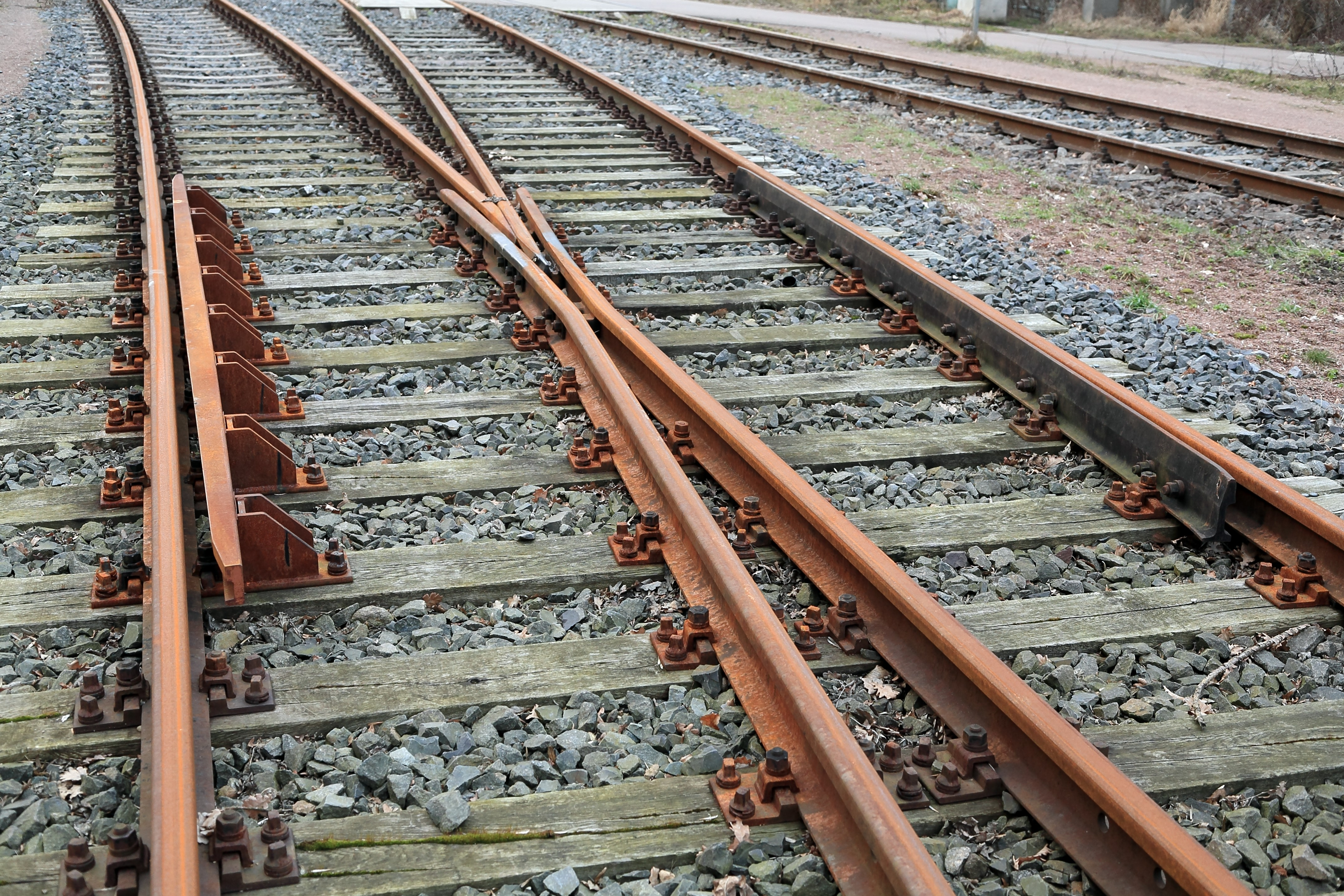
Herzstückbereich einer Reichsbahnweiche, links ein regulierbarer Stützbock-, rechts ein Verbundradlenker

Da das Rad im Bereich des Herzstücks über eine Lücke in der Schiene rollt (außer bei beweglichen Herzstücken) und damit keine Seitenführung mehr hat, muss ein Radsatz besonders geführt werden. Dies geschieht durch die an der jeweils gegenüberliegenden Schiene angebrachten Radlenker über die Rückfläche des ebenfalls gegenüberliegenden Rades. Die Lauffläche des Rades liegt während des Überfahrens dieser Lücke üblicherweise durchgehend auf Herzstückspitze und/oder Flügelschiene auf. Manchmal kann dies jedoch aufgrund der Weichen- bzw. Kreuzungsgeometrie nicht (ausreichend) sichergestellt werden, wodurch spezielle Konstruktionen nötig sind.
Radlenker existieren in unterschiedlichen Ausführungen. Die ältere Bauart sind Verbundradlenker. Bei ihnen sind Fahrschiene und Radlenkerblatt durch Schrauben verbunden, die Rillenweite wird durch Futterstücke gewährleistet. Werden die im Herzstückbereich besonders engen Toleranzen überschritten, muss der Radlenker mit der Radlenkerschiene gewechselt werden. Bei neueren Weichenbauarten werden separat an besonderen Rippenplatten oder Stützböcken befestigte Radlenker verwendet. Sie bieten den Vorteil, mittels Beilagen zum Verschleißausgleich regulierbar und einzeln austauschbar zu sein. Es ist möglich und üblich, Weichen (und Kreuzungen) mit Verbundradlenkern im Rahmen der Instandhaltung auf regulierbare Stützbockradlenker umzubauen.

### Weichenschwellen
Weichen liegen auf besonderen Weichenschwellen. Diese unterscheiden sich in der Länge, der Art und Anordnung der Schienenbefestigungsmittel sowie im Querschnitt. Sie können aus Holz, Kunstholz, Stahl oder Stahl(Spann-)beton bestehen. Mit Ausnahme der Schwellen am Weichenanfang und -ende ist jede Schwelle bei einfachen Weichen unterschiedlich und deshalb unverwechselbar gekennzeichnet.
Bei den heutigen Neubauten auf dem Gebiet der Deutschen Bahn werden vorrangig Betonweichenschwellen eingebaut. Diese zeichnen sich durch ein wesentlich höheres Eigengewicht mit einer höheren Lagestabilität aus. Allerdings werden Betonschwellen bei Entgleisungen meist erheblich beschädigt und müssen danach gewechselt werden. Bei Stahlschwellen führen Verbiegungen durch Entgleisungen zu Spurverengungen. Daher werden im Bahnhofsbereich und vor allem auf Gleisen mit lebhaftem Rangierbetrieb oft die in dieser Hinsicht robusteren Holzschwellen bevorzugt. Stahlschwellen ermöglichen mit ihrer kleineren Bauhöhe den Einbau von Gleisen und Weichen auch in Bereichen mit begrenzter Bettungsstärke, beispielsweise auf Brücken. Die Wahl von Beton- oder Stahlschwellen hing in der Vergangenheit auch von Rohstoffverfügbarkeit und -preisen ab.
Die Deutsche Bundesbahn baute erstmals im Sommer 1981 Weichen mit Betonschwellen ein. Nach guten Erfahrungen wurden bereits alle Weichen auf den in den 1980er Jahren gebauten Neubaustrecken auf Betonschwellen gelegt.

### Weichenstellvorrichtung
An der Spitze der Weiche ist die Stellvorrichtung angebracht, mit der die Weichenzungen bzw. das Herzstück bewegt werden. Die Stellvorrichtung muss dabei die Umstellwiderstände der Weichenzungen bzw. des Herzstückes überwinden, um diese bewegen zu können. Die Umstellwiderstände setzen sich bei modernen Weichen zusammen aus:
- Biegekräfte der Zungen bzw. des Herzstückes
- Reibungskräfte der Zungen bzw. des Herzstückes auf den Gleitflächen
- Kräfte für das Anheben der Zungen auf die Zungenroller

Insbesondere Handstelleinrichtungen für die Ortsbedienung wurden lange auf eine verlängerte Schwelle an der Weichenspitze aufgesetzt. Weichenantriebe für die mechanische Fernbedienung schließen diese Bauart aus. Zur Vermeidung wurden sogenannte Lagereisen in unterschiedlichen Formen entwickelt. Lange wurden sie mit Schwellenschrauben auf die Enden der beiden Schwellen, zwischen denen die Antriebsstange oder -stangen zu den Zungen verlaufen (das sogenannte Verschlussfach), geschraubt. Für eine dauerhaft formstabile Verbindung wurde diese Befestigung in den 1920ern durch verlängerte Rippenplatten mit genormten Aufnahmen für Schrauben mit Vierkantschaft ersetzt.

#### Mechanische Ortsbedienung

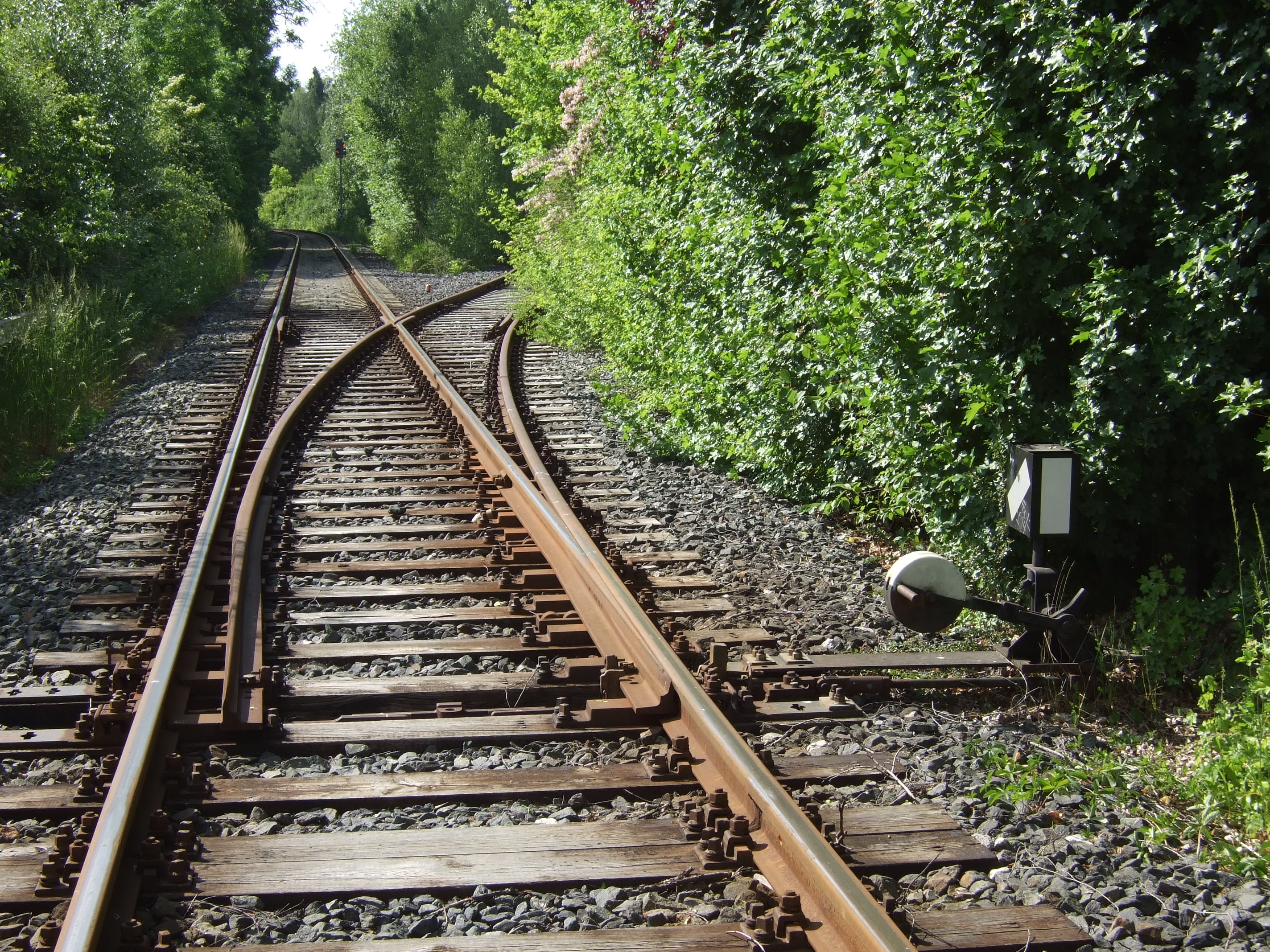
Ortsgestellte Weiche mit Stellbock und Weichensignal

An der Spitze der Weiche befindet sich eine Handstellvorrichtung, der sogenannte Stellbock, an dem die Weiche mit Muskelkraft umgestellt wird. Diese Weichen werden daher umgangssprachlich auch Handweichen genannt. Der Stellbock besteht aus dem Weichenhebel und dem Stellgewicht, das die Weiche in der jeweiligen Endlage hält. Meist ist der Stellbock mit einem Weichensignal verbunden. In der Frühzeit der Eisenbahn gab es nur ortsgestellte Weichen, die vom Lok- und Zugpersonal, von Rangierern und zur Betriebsbeschleunigung sehr bald von Handweichenwärtern gestellt wurden.
Müssen mechanisch ortsbediente Weichen gegen unbeabsichtigtes Umstellen gesichert werden oder liegen sie in Fahrstraßen und sind deshalb in die Signalabhängigkeit einbezogen, werden sie mit einem Riegelhandschloss oder Weichenriegel ausgerüstet.

#### Elektrische Ortsbedienung
Die elektrische Ortsbedienung, auch elektrisch ortsgestellte Weichen (EOW) genannt, verdrängt zunehmend die mechanische Ortsbedienung in den Rangierbereichen. Wie bei der elektrischen Fernbedienung erfolgt der Antrieb durch einen elektrischen Weichenantrieb. Elektrisch ortsgestellte Weichen sind mit einem als Lichtsignal ausgeführten Weichensignal ausgestattet.

#### Mechanische Fernbedienung

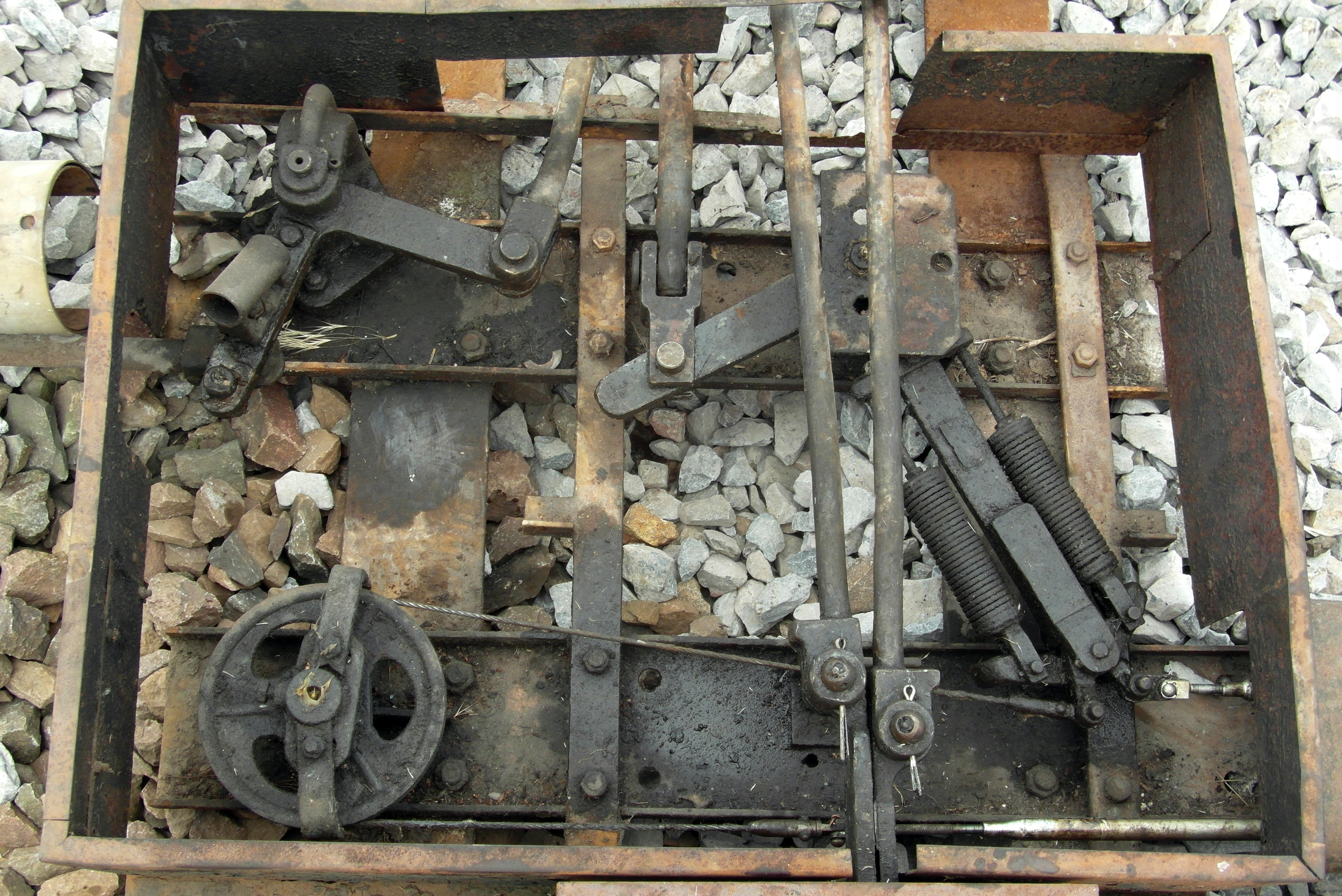
Mechanischer Winkelhebelweichenantrieb in Schweißausführung

Bei mechanischen Stellwerken wird die mechanische Fernbedienung angewandt. Hierbei werden sowohl die Umstellkräfte und im Umkehrschluss die Lageinformation mithilfe einer Gestänge- oder Drahtzugleitung übertragen. Die Umstellkräfte werden dabei durch den Stellwerksbediener erzeugt.
Bei Gestängeleitungen, die heute noch in Großbritannien, Frankreich und ehemaligen Kolonien dieser beiden Staaten verbreitet sind, genügt es, diese Leitung an die Zungenverbindungs- oder Schieberstange anzuschließen. In vielen anderen Ländern, unter anderem im deutschsprachigen Raum, setzten sich Drahtzugleitungen durch. Der Weichenantrieb ist dabei über eine Doppeldrahtzugleitung mit dem Stellhebel im Stellwerk verbunden. Viele verschiedene Bauarten waren im Einsatz. In der Anfangszeit waren Zahnstangenantriebe weit verbreitet. In Österreich wurden vor allem Antriebe mit drehenden Mitnehmern eingesetzt. In Deutschland und der Schweiz haben sich von Gestängeantrieben herrührende Winkelhebelantriebe durchgesetzt. Diese bestehen in der Einheitsform aus einem ungleichschenkligen Winkelhebel, der die 500 Millimeter Leitungsstellweg in (im Regelfall) 220 Millimeter Stellweg der Schieberstange übersetzt.
Ein mechanischer Weichenantrieb enthält eine Drahtbruchsperre, die die Weiche bei Drahtbruch in der Endlage festhält. Dafür werden federbelastete Festhaltungen verwendet oder, sofern Spannwerke verwendet werden, Anschläge, die bei Nachlassen der Drahtspannung das Umstellen verhindern.
Die Entfernung zwischen Weiche und Stellwerk ist wegen der Reibung auf etwa 450 Meter Leitungslänge begrenzt, was unter anderem der Grund dafür war, dass in größeren Bahnhöfen eine Vielzahl mechanischer Stellwerke zur Abwicklung des Betriebs erforderlich war.

#### Elektrische Fernbedienung

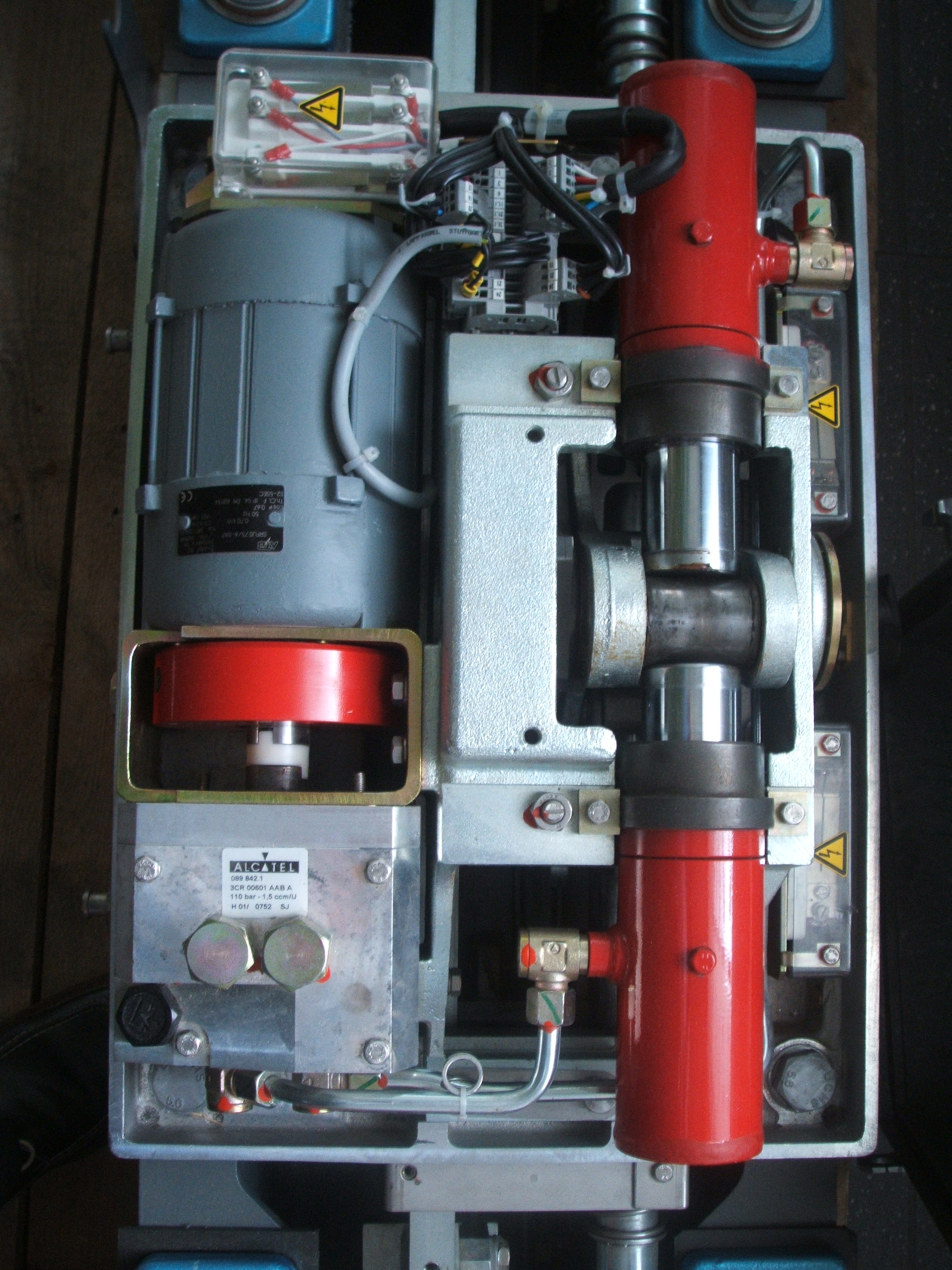
Innenansicht eines elektrohydraulischen Weichenantriebs L826H der Firma Thales

Mit dem Aufkommen elektromechanischer Stellwerke verbreiteten sich erstmals die elektrische Fernbedienung. Hierbei werden die Kräfte zur Umstellung der Weiche mithilfe eines elektrischen Antriebes erzeugt. Zwischen den Umstellvorgängen wird die Lage der Weichenzungen ebenfalls elektrisch überwacht.
Zur Ansteuerung des elektrischen Weichenantriebs werden häufig Vierdraht- oder Sechsdraht-Weichenschaltungen verwendet. Aufgrund des geringeren Adernbedarf werden in Mitteleuropa Vierdrahtweichenschaltungen am häufigsten angewandt. Hierbei werden die vier Adern sowohl für die Übertragung des Stroms für die Umstellung als auch für die Überwachung des Weichenantriebs genutzt.
Zu Anfang rüstete man Weichenantriebe mit Gleichstromreihenschlussmotoren mit getrennten Wicklungen für Rechts- und Linkslauf aus, seit den 1950er Jahren ging man in Verbindung mit dem Bau von Gleisbildstellwerken auf Drehstrom-Asynchronmotoren über. Zur Überwachung des Weichenantriebs wird auch bei Drehstrommotoren weiterhin Gleichspannung verwendet. Diese Überwachungsgleichspannung kann den Motor nicht bewegen, die Stellwechselspannung kann umgekehrt keine fehlerhafte Ordnungsmeldung auslösen. Neben dem wartungsarmen, weil kommutatorlosem Aufbau ist die Verwendung unterschiedlicher Stromarten für Umstellung und Überwachung somit sicherheitserhöhend.
Elektrische Weichenantriebe sind mit einer Rutschkupplung ausgerüstet. Sie verhindert, dass Schäden entstehen, wenn der Umstellwiderstand zu groß oder die Bewegung durch Fremdkörper zwischen Zunge und Backenschiene behindert wird. Bei Gleisbild- und elektronischen Stellwerken wird der Antrieb in diesem Fall durch eine Verzögerungseinrichtung abgeschaltet, was eine Störungsmeldung auslöst. Bei elektromechanischen Stellwerken muss der Bediener den Stellstrommesser beobachten und die Weiche bei Nichterreichen der Endlage manuell zurückstellen. Deswegen klingelt bei diesen Stellwerken während der Umstellung ein Wecker. Unterlässt der Bediener das Zurückstellen, dann schmilzt die Stellstromsicherung ab. Die Wirksamkeit der Rutschkupplung wird regelmäßig geprüft, indem während des Umstellvorganges ein Hammer zwischen Zunge und Backenschiene gehalten wird.

#### Sonstige Stellvorrichtungen
Der in den 1920er Jahren erprobte pneumatische Weichenantrieb mit Druckluft setzte sich gegenüber den heute gebräuchlichen elektrischen oder elektrohydraulischen Antrieben an der Weichenspitze nicht durch. Zuerst wurde diese Antriebsform in elektromechanischen Stellwerken verwendet. Trotzdem wurden pneumatische Weichenantriebe bis in die jüngste Zeit, etwa in den USA, eingesetzt.
Weiter verbreitet waren auch Weichenantriebe mit Druckwasserantrieb, etwa in Italien.

#### Stellsysteme

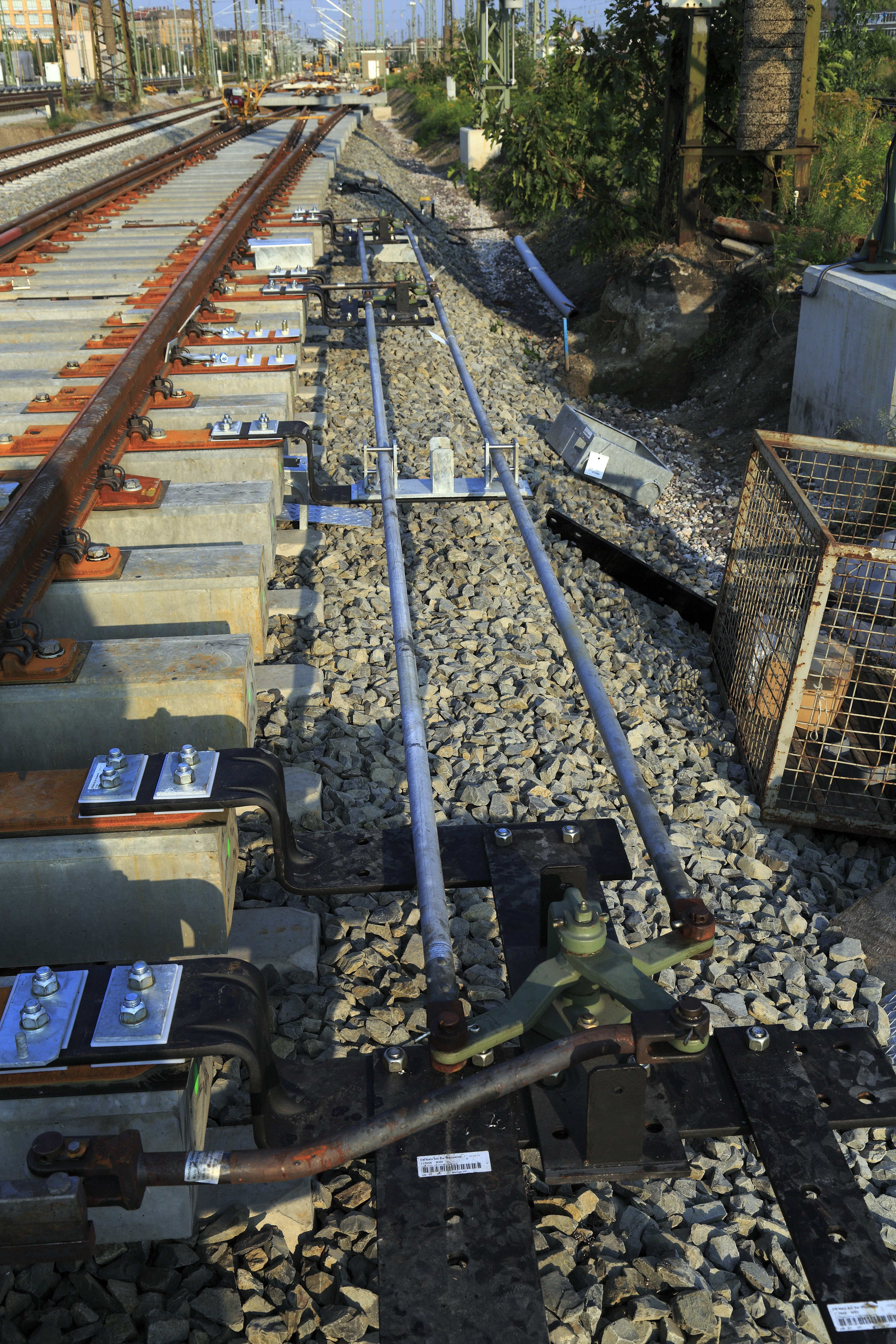
Übertragungsteile mit Doppelgestänge zum zweiten und dritten Verschluss einer deutschen EW 54-760-1:14, Vormontagezustand

Anfang des 20. Jahrhunderts wurden die ersten Weichen mit größeren Bogenradien entwickelt, die mit höheren Geschwindigkeiten im abzweigenden Strang befahren werden können. Die dadurch deutlich längeren Zungen mussten, um das korrekte Anliegen an der Backenschiene über die gesamte Länge zu garantieren und in der abliegenden Lage den notwendigen Abstand zur Backenschiene einzuhalten, mit zunächst zwei Weichenverschlüssen versehen werden.
Mit weiter steigendem Bogenradius stieg die Anzahl der Verschlüsse bis auf acht. Zunächst wurde der Antrieb an der Weichenspitze über Winkelhebel und Übertragungsstangen mit mehreren Schieberstangen verbunden. Mit Fortschritten in der Steuerungstechnik wurde es ab etwa Mitte der 1970er Jahre möglich, jeden einzelnen Weichenverschluss mit einem Antrieb zu versehen und synchron zu bewegen.
Wegen des hohen Schaltungsaufwandes und der notwendigen Antriebe mit unterschiedlichen Stellwegen werden separate Antriebe für jeden Verschluss üblicherweise nur noch eingesetzt, wenn wie in Polar- und Wüstengebieten oder Gebirgen und Tunneln regelmäßig mit erhöhten Umstellwiderständen gerechnet werden muss. Unter normalen Umständen werden auch bei Schnellfahrweichen für 200 km/h Abzweiggeschwindigkeit für die Zungenvorrichtung nur noch zwei Antriebe mit je vier Verschlüssen eingebaut. Problematisch ist das hilfsweise Umstellen von Weichen mit mehreren Antrieben durch Kurbeln der Antriebe. Um Verspannungen der Zungen und Schäden zu vermeiden, müssen die Antriebe abwechselnd und abschnittsweise nacheinander gekurbelt werden.

#### Umlaufzeiten

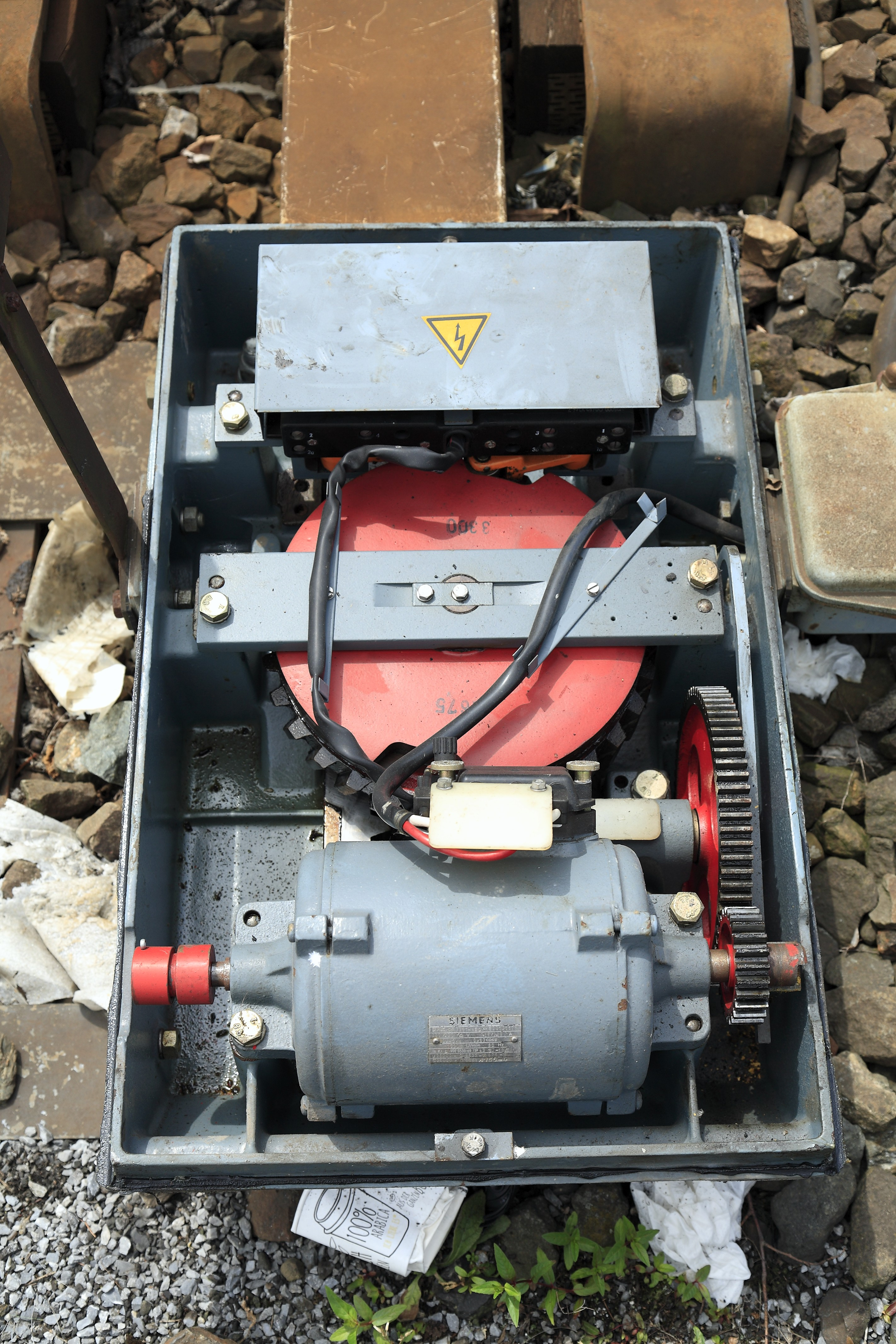
Elektromechanischer Schnellläuferantrieb S700 von Siemens

Die Umstellzeit von elektrisch gestellten Weichen ist abhängig von der Antriebsbauart und dem Umstellwiderstand. Bei lange Zeit üblichen deutschen Einheitsweichenantrieben der Bauart 1924 und den davon abgeleiteten Bauarten WA 350 (DR) und S700 (DB) liegt sie bei etwa zwei Sekunden. Neuere Bauarten wie S700K (Siemens) oder L826H (Thales) benötigen wegen der erforderlichen höheren Stellkräfte für Weichen mit großen Radien und schweren Schienenprofilen sowie zur Verschleißminderung etwa sechs Sekunden.
Für Rangier- und insbesondere Ablaufweichen der ersten Staffeln von Ablaufbergen werden sogenannte Schnellläuferantriebe oder Schnellstläuferantriebe eingesetzt. Diese in der Regel vom Einheitsweichenantrieb abgeleiteten Antriebe unterscheiden sich von diesem durch ein geringer untersetztes Vorgelege und einen Getriebeblock, der eine Drehung von nur 180° statt 270° ausführt. Der Stellweg ist entsprechend geringer. In Verbindung mit einem darauf abgestimmten Weichenverschluss beträgt die Umstellzeit eines Schnellläuferantriebes nur etwa 1 bis 3 Sekunden. Noch kürzere Umlaufzeiten von etwa 0,5 Sekunden werden bei Schnellstläuferweichen erreicht. Diese Weichen haben keinen Verschluss, und die Zungen sind starr mit Verbindungsstangen gekuppelt. Schnellläuferantriebe sind bei Weichen, die in Zugfahrstraßen liegen, nicht zulässig.

### Zungenüberwachung
Störungen an den Übertragungsteilen, beispielsweise Brüche von Verbindungsstangen oder Verschlussteilen, können zu Lageänderungen und damit insbesondere bei spitzbefahrenen Weichen zu Entgleisungen führen. Um das zu verhindern, wurden Einrichtungen zur Überwachung der Zungenlage eingeführt. Die Zungenlage wird zu diesen über besondere, von der Stellvorrichtung unabhängige, Verbindungsstangen übertragen. Erreicht eine Zunge keine Endlage, wird im Stellwerk eine Störungsmeldung ausgelöst.
In Abhängigkeit von der zulässigen Geschwindigkeit, dem möglichen Verkehren von Reise- und Güterzügen und der Stellwerksbauform werden Zungenprüfer und Riegel eingesetzt.
Nichtauffahrbare Weichen, also solche mit beweglichen Herzstückspitzen oder Flügelschienen sowie mit nichtauffahrbaren Antrieben für Geschwindigkeiten über 160 km/h ausgerüstete erhalten eine Auffahrortungseinrichtung, die bereits eine Auffahrmeldung auslöst, wenn ein Fahrzeug auf die falsch liegende Weiche zuläuft.

#### Zungenprüfer
Zungenprüfer dienen dazu, die anliegende Weichenzunge festzuhalten und die abliegende Weichenzunge beim Bruch der Zungenverbindungsstange von der Backenschiene fernzuhalten. Zungenprüfer verhindern außerdem die vollständige Bewegung des Weichenantriebs, wenn eine oder beide Weichenzungen der Bewegung nicht folgen. Zungenprüfer sind Teil des Weichenantriebes und benötigen deshalb bei mechanisch ferngestellten Weichen keine eigene Stellleitung und generell keine zusätzlichen Bedienvorgänge. Folgen die Zungen der Umstellbewegung nicht, lässt sich der Stellhebel bei mechanisch ferngestellten Weichen nicht in die Endstellung bringen. Elektrische Weichenantriebe erreichen in diesem Fall keine Endlage und damit keine Überwachung. In beiden Fällen sind damit Fahrstraßen, für die die betroffenen Weichen benötigt werden, nicht einstellbar.
Weichen mit großen Bogenradien und mehreren Weichenverschlüssen erhalten zunehmend einen oder mehrere zusätzliche Zungenprüfkontakte, um die Endlage über die gesamte Zungenlänge zu überwachen. Diese enthalten Kontakte, welche von den Weichenzungen mittels eigenen Verbindungsstangen betätigt werden und auf vergleichbare Weise wie die Antriebskontakte, die von den Zungenprüfern im Antrieb abhängig sind, in die Weichenschaltung einbezogen sind. Mechanische Mittelriegel bzw. -prüfer sind möglich, aber sehr selten. Wegen des großen Umstellwiderstandes sind solche Weichen in der Regel mechanisch nicht beherrschbar und müssen elektrische Antriebe erhalten, auch in mechanischen Stellwerksbezirken.
Bei Rückfallweichen wird durch einen elektrischen Zungenprüfkontakt an der Weichenspitze das Überwachungssignal gesteuert.

#### Riegel

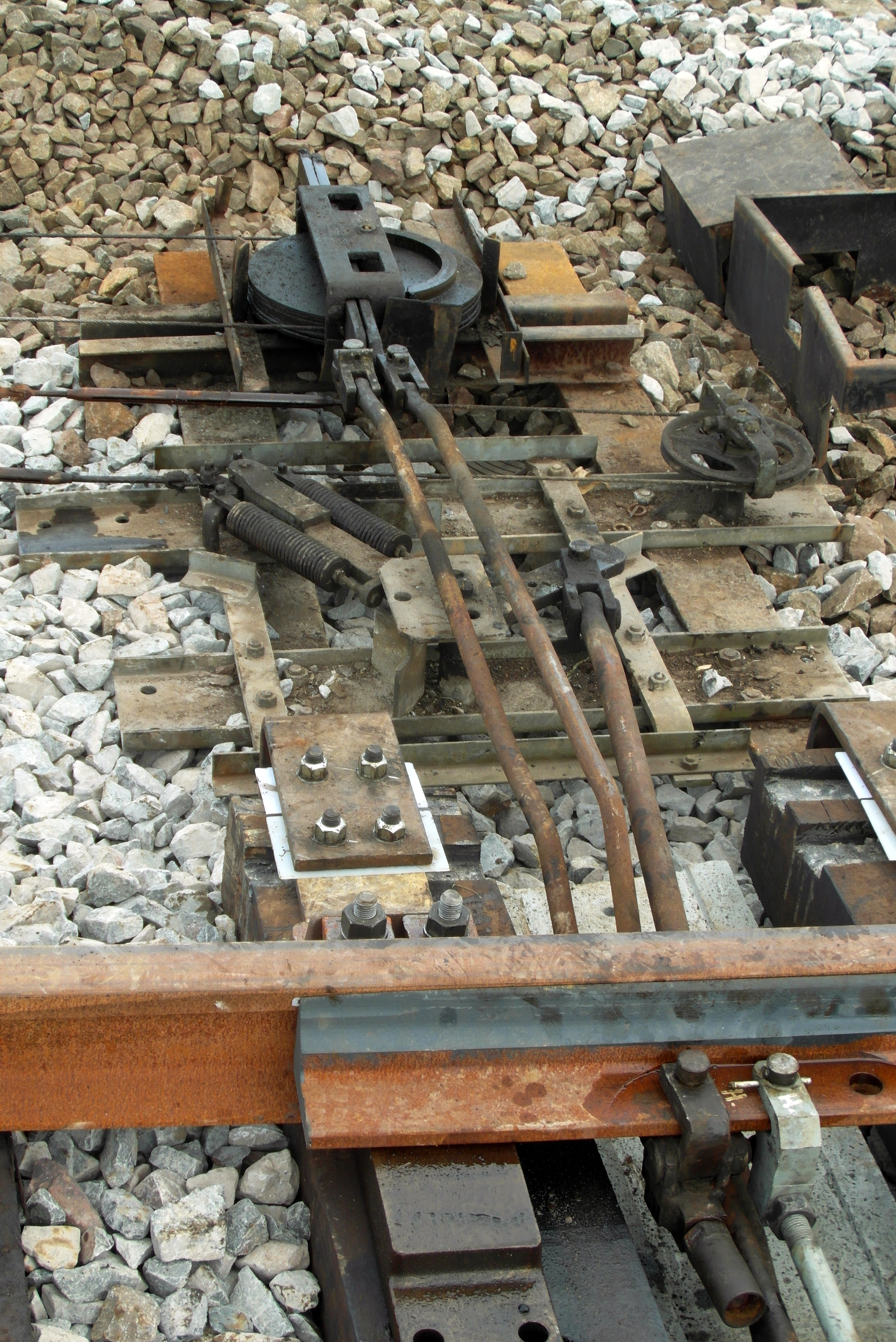
Kreuzungsweiche mit mechanischem Antrieb (Mitte) sowie Endriegel (hinten) mit entfernten Abdeckungen; die Weichenzungen sind durch die Riegelstangen mit den Riegelschiebern verbunden

Die gegenüber den Zungenprüfern sicherungstechnisch höherwertigen Riegel (auch als Weichenriegel oder Zungenriegel bezeichnet), dient ebenfalls dazu, die anliegende Weichenzunge festzuhalten und die abliegende beim Bruch der Zungenverbindungsstange von der Backenschiene fernzuhalten. Im Gegensatz zum Zungenprüfer lassen sich Riegel jedoch nur dann einlegen, wenn sich die Zungen in ihrer korrekten Endlage befinden. Durch das Einlegen des Riegels wird die Weiche zusätzlich festgelegt (»verriegelt«) und ist damit nicht auffahrbar.
Riegel werden sowohl bei fernbedienten als auch bei mechanisch ortsbedienten Weichen verwendet. Letztere lassen sich durch Riegel in die Signalabhängigkeit einbeziehen.
Mechanisch ferngestellte Riegel erfordern eigene Stellhebel und Gestänge- bzw. Drahtzugleitungen. Die Gestänge- bzw. Drahtzugleitung wirkt dabei auf eine neben der Weiche angebrachte, waagrechte Riegelscheibe, auf der ein bogenförmiger Kranz aufgesetzt ist. Dieser greift je nach Stellung in Einschnitte der zwei von den Weichenzungen bewegten Riegelschiebern ein. Befinden sich beide Einschnitte deckungsgleich an der richtigen Position, kann die Riegelscheibe gedreht und dadurch der Riegelkranz in die Einschnitte geschoben werden. Damit sind die Riegelschieber formschlüssig festgehalten. Eine Weiche, die in beiden Endlagen geriegelt werden muss, benötigt zur Betätigung im Stellwerk einen Doppelsteller- oder Umschalthebel, mit denen die Leitung aus der entriegelten Stellung in beiden Richtungen bewegt werden kann. Doppelstellerhebel bestehen aus zwei nebeneinanderstehenden Hebeln, deren Handfallen gegeneinander mechanisch verriegelt sind. Damit kann nur einer von beiden ausgeklinkt und umgestellt werden. Die Seilscheiben der Hebel sind in Grundstellung frei nach hinten drehbar, um das Umstellen des zweiten Hebels nicht zu behindern. Zur Aufwandsverringerung können mehrere Riegel in eine Leitung einbezogen werden, in Deutschland bis vier. Von diesen ist nur der letzte Riegel ein einfacher Endriegel. Die übrigen sind für den Ausgleich der thermisch bedingten Längenänderung der Stellleitung Zwischenriegel mit zwei getrennten Seilscheiben, welche durch ein Wendegetriebe mit der Riegelscheibe gekoppelt sind.
Elektrisch gestellte Riegel verwendete man in der Anfangszeit bei elektromechanischen Stellwerken, sowohl elektromagnetisch als Bestandteil von Weichenantrieben als auch als besonderes, motorbetriebenes Gerät, insbesondere bei Handweichen. Es stellte sich aber heraus, dass Zungenprüfer bei elektrischen Antrieben mit weniger Aufwand dasselbe Sicherheitsniveau gewährleisten und gleichzeitig auffahrbar sind. Mechanisch ortsbediente Weichen sind in elektrischen Stellwerken kostengünstiger durch ein Riegelhandschloss mit Schlüsselabhängigkeit zu sichern, zumal bei Benutzung ohnehin ein Bediener anwesend ist. Deshalb sind bei elektrischen Weichenantrieben nur noch Zungenprüfer gebräuchlich.
Ähnlich wie Riegel sichern auch Riegelhandschlösser über zwei Verbindungsstangen die beiden Weichenzungen.

### Weichenverschluss
Bei den meisten Weichen sind eigene Bauteile angebracht, die für das sichere und feste Anliegen der Weichenzunge an der Backenschiene sorgen. In vielen Ländern wird dafür ein sogenannter Weichenverschluss verwendet, in anderen getrennte Verriegelungen der Zungen.
Der Weichenverschluss dient dazu, die von der Stellvorrichtung erzeugten Lagen der Weichenzungen zu sichern. Die Stellvorrichtung führt nach dem Erreichen der Zungenlagen einen zusätzlichen Weg aus, womit bestimmte Verschlussmechanismen betätigt werden. Diese bewirken, dass die an der Backenschiene anliegende Zunge auch dann mit ihr verbunden bleibt, wenn elastische (in der gebogenen Zunge) oder äußere (z. B. durch Schläge der Spurkränze verursachte) Rückstellkräfte wirken. Dabei muss ein Klaffen der Zungen um mehr als etwa 3 mm sicher verhindert werden. Andererseits wird der für den Spurkranzdurchlauf ausreichende Abstand der anderen Zunge zur anderen Backenschiene gesichert. Zusätzlich gleicht der Verschlussmechanismus Unterschiede des Stellweges aus, die insbesondere bei mechanischen Antrieben durch die Reibung in den Stellleitungen auftreten können.
Bei Weichen mit großen Zweiggleisradien sind zur sicheren Führung der langen Weichenzungen zusätzliche Stellvorrichtungen mit Verschlüssen erforderlich.

#### Bauarten
Man unterscheidet zwischen zwei Grundbauarten:
- Außenverschlüsse: Der Verschlussmechanismus befindet sich außerhalb des Weichenantriebs[29] und wirkt auf kürzestem Wege entweder direkt zwischen Zungen und Backenschienen oder indirekt, aber noch innerhalb des Gleises.
- Innenverschlüsse: Der Verschlussmechanismus befindet sich im Weichenantrieb.[30]

In Deutschland und den Nachfolgeländern der ehemaligen österreichisch-ungarischen Monarchie sind bis in die jüngste Zeit fast ausschließlich Außenverschlüsse angewendet worden.

##### Außenverschlüsse
Die heute eingesetzten Außenverschlüsse stellen zwischen der anliegenden Weichenzunge und der Backenschiene eine unmittelbare, formschlüssige Verbindung her. Dies hat den Vorteil, dass auch bei etwaigen Spurerweiterungen die Weichenzunge an der Backenschiene anliegt. Des Weiteren ist bei Inspektionen die korrekte Funktionsweise des Weichenverschlusses unmittelbar ersichtlich.
Aufgrund unterschiedlicher Einbautoleranzen der Weichenelemente und des Verschleiß der mechanisch belasteten Teile müssen Außenverschlüsse im gewissen Maße einstellbar sein. Innerhalb dieses Einstellbereiches müssen Außenverschlüsse, abhängig von der Bauart, regelmäßig nachgestellt werden, um eine nicht ordnungsgemäße Lage der anliegenden Weichenzunge zur Backenschiene aufgrund von Verschleiß zu verhindern. Die temperaturbedingte Längsausdehnung der Weichenzunge müssen Außenverschlüsse ebenfalls ausgleichen.
Folgende Bauarten von Außenverschlüssen waren oder sind im Einsatz:

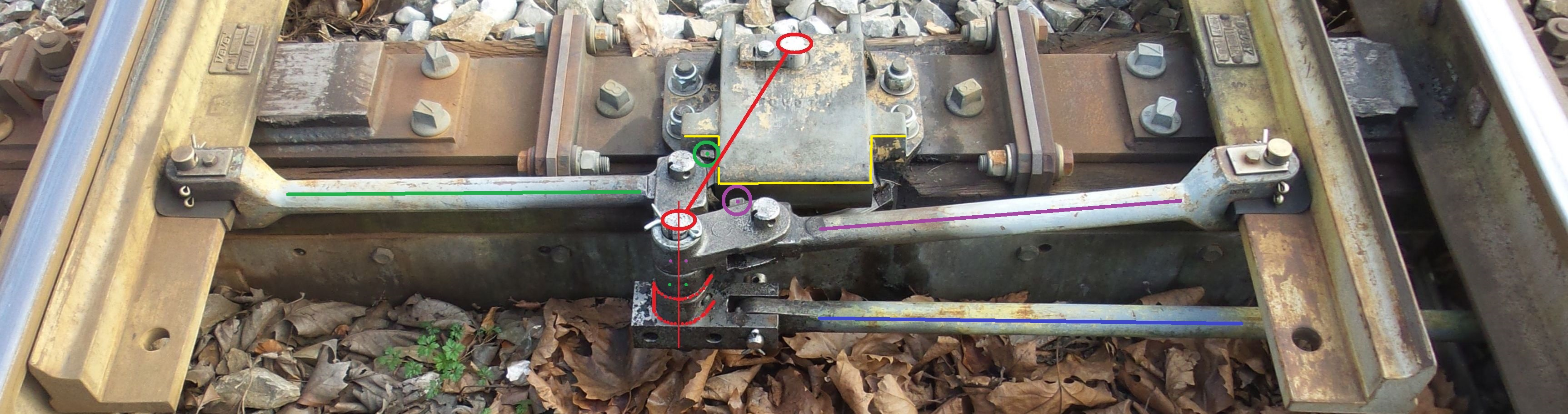
Jüdel-Verschluss (in Gleismitte liegender äußerer Verschluss, Gelenkverschluss); deutlich ist die zur zusätzlichen Sicherung des Abstandes der Backenschienen auf der Schwelle angebrachte Verbindung der Gleitstuhlplatten erkennbar

Schematische Animation eines Klammerverschlusses, die Schieberstange ist gelb dargestellt, die Verschlussklammern blau, die Verschlussstücke grün und die Schienen grau

- Der Pedalverschluss war schon vor 1900 nicht mehr zeitgemäß, die letzten Exemplare sind um 1980 aus untergeordneten Nebengleisen verschwunden.
- Der Hakenverschluss war der Regelverschluss bei den preußischen, aber auch bei bayerischen und österreichischen Bahnen. Obwohl er dort seit etwa 1930 nicht mehr neu eingebaut wurde, war er im ganzen 20. Jahrhundert in Hauptgleisen zu finden und hat in größeren Stückzahlen bis heute in Nebengleisen überlebt. In anderen Ländern wie Tschechien und der Slowakei ist er noch weit verbreitet. Hakenverschlüsse sind empfindlich gegen temperaturbedingte Längenänderungen der Zungen.
- Gelenkverschlüsse (Verschlüsse mit innerer Abstützung oder innenliegende Verschlüsse) wie die Verschlüsse der Bauformen Jüdel oder Bruchsal waren in der Schweiz bis in die jüngste Vergangenheit Regelbauarten; im Süden Deutschlands waren sie zur Länderbahnzeit verbreitet. Ihr Hauptnachteil ist die fehlende Verklammerung zwischen anliegender Zunge und Backenschiene. Jede Spurerweiterung an der Weichenspitze bedeutet Zungenklaffen.
- Der Klammerverschluss war jahrzehntelang die Regelbauart in Deutschland und Österreich. Er ist gegenüber temperaturbedingen Längenänderungen etwas toleranter, doch dafür anfälliger für Vereisen. Weil das Ausgleichsvermögen für temperaturbedingte Lageänderungen trotzdem auf wenige Millimeter begrenzt ist, wurden auf seiner Basis selbstregulierende Verschlüsse wie gleitende Verschlüsse der Bauart Peddinghaus oder bahngesteuerte Verschlussklammern BKl 60 und 61 eingeführt.
- Für Hochgeschwindigkeitsweichen wurden komplexere Verschlüsse wie der HRS-Verschluss (Abkürzung für »Heben–Rollen–Sichern«) entwickelt, die die Zunge auch in ihrer Höhenlage zuverlässig festlegen. Sie ermöglichen die Einstellung des Zungenschlusses ohne spanende Bearbeitung.[32]
- Die grundlegende Ablösung der Klammerverschlüsse erfolgt durch Klinkenverschlüsse in mehreren Bauformen. Das Prinzip ist ein um 90° gedrehter Klammerverschluss, bei dem die Klammern (hier »Verschlussklinken« genannt) auf der Oberseite der Schieberstange laufen. Der Ausgleich der temperaturbedingten Längenänderungen erfolgt durch breitere Verschlussstücke, der Zungenschluss ist durch Exzenter ebenfalls ohne spanende Bearbeitung einstellbar. Klinkenverschlüsse sind auch bei Weichen in Hochgeschwindigkeitsstrecken verwendbar, mechanisch deutlich weniger komplex als HRS-Verschlüsse und damit einfacher in der Unterhaltung.
- Gabelverschlüsse und Beistellvorrichtungen bilden die letzte Stellebene bei Weichen mit großen Zweiggleisradien und entsprechend langen Zungen. Sie verhindern Relativbewegungen dieser Zungen zur Backenschiene und gewährleisten die freie Durchfahrrille zwischen Zunge und Backenschiene, ohne die anliegende Zunge nochmals mit der Backenschiene zu verklammern.

##### Innenverschlüsse

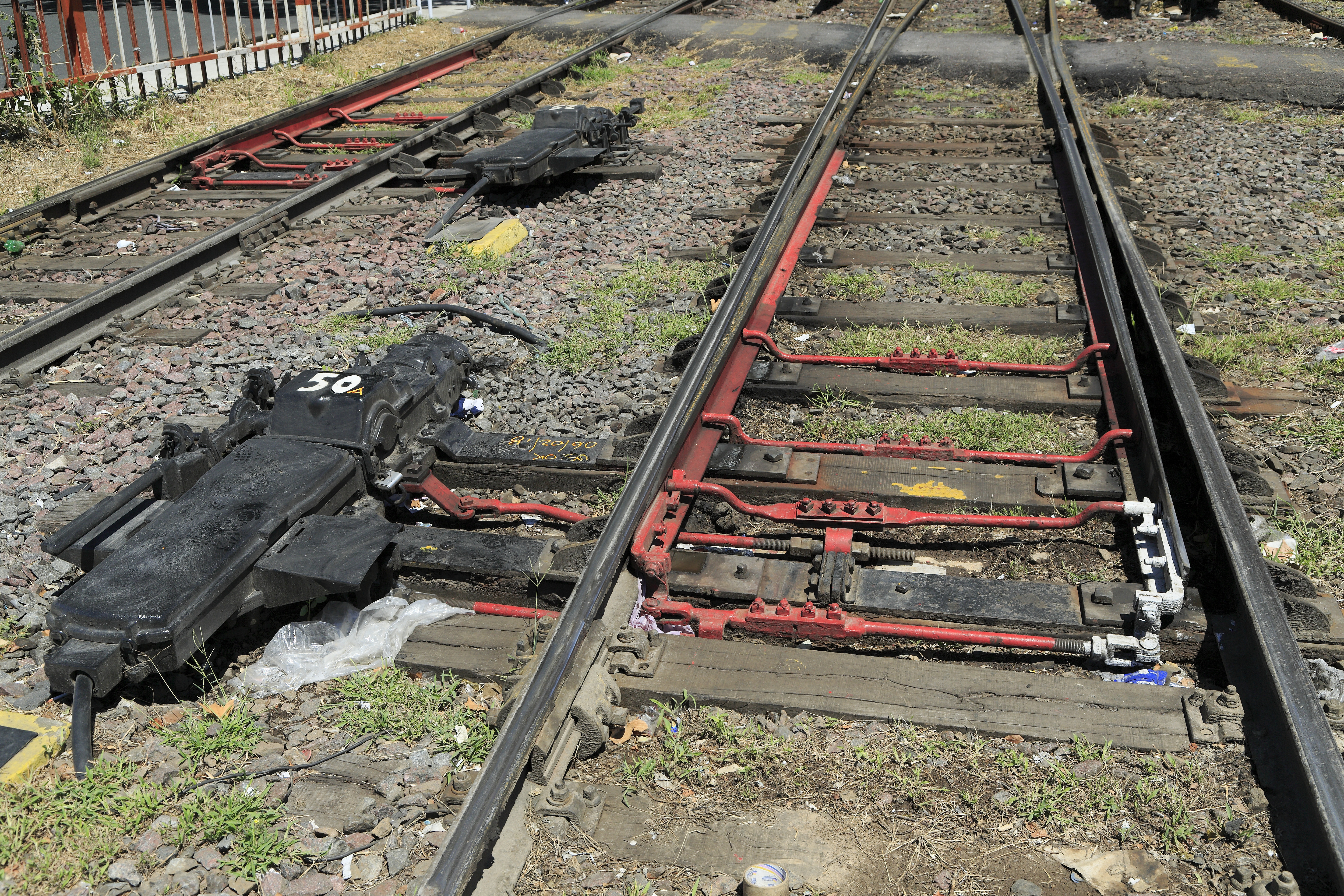
Zungenvorrichtung britischer Bauart mit im Antrieb untergebrachtem Innenverschluss (nicht sichtbar)

In anderen Ländern, wie etwa Großbritannien, werden wegen der bei entsprechender Unterhaltung hubverlustarmen Übertragung der Stellkraft durch Gestängeleitungen bei mechanisch gestellten Weichen in der Regel gar keine Weichenverschlüsse verwendet. Bei elektrisch gestellten Weichen werden dort praktisch ausschließlich Innenverschlüsse verwendet, bei denen das Anliegen der Zungen an den Backenschienen innerhalb des Weichenantriebs sichergestellt wird. Der Weichenantrieb muss dazu sehr formstabil mit den Backenschienen verbunden sein. Seit wenigen Jahren werden solche Verschlüsse auch in Österreich und der Schweiz eingesetzt. Der Einsatz in Deutschland war wenig erfolgreich, insbesondere wegen der aufwändigen Einzelsicherung der Zungen im Störungsfall.

#### Lage
Außer nach Bauart wird auch zwischen an verschiedenen Stellen der Weiche angebrachten Verschlüssen unterschieden:
- Spitzenverschlüsse: Sie sind die standardmäßig an der Weichenspitze bzw. an den Spitzen der Zungen angebrachten Verschlüsse.
- Mittelverschlüsse: Es handelt sich um einen in Zungen-Mitte oder mehrere über die Länge der Zunge verteilte zusätzliche Verschlüsse an Weichen mit größeren Radien.

##### Spitzenverschlüsse
Weichen mit kleinen Bogenradien und entsprechend kurzen Zungen erhalten nur einen Verschluss an der Weichenspitze.

##### Mittelverschlüsse
Bei Weichen mit großen Zweiggleisradien sind zur sicheren Führung und Lagesicherung der langen elastischen Weichenzungen ein in Zungen-Mitte oder mehrere über die Länge der Zunge verteilte zusätzliche Stellvorrichtungen inkl. Verschlüssen erforderlich. Im Regelfall werden alle Verstellungen und Verschließungen mit Hilfe eines Antriebs über mechanische Verbindungen vorgenommen; bei besonders langen Weichen werden sie in Gruppen zusammengefasst von mehreren Antrieben bedient. Bei schwierigen Betriebsbedingungen mit zu erwartenden höheren Umstellkräften wie in Wüstenregionen oder in höheren Gebirgslagen erhält jede Stelle einen eigenen Antrieb; allerdings steigt damit der schaltungstechnische Aufwand. Bewegliche Herzstückspitzen oder Flügelschienen erhalten immer eigene Antriebe, in schwierigen Fällen ebenfalls mehrere.

#### Auffahrbarkeit der Verschlüsse
Weichenverschlüsse sind in der Regel so konstruiert, dass die Weichen vom Herzstück her aufgefahren werden können (die Weiche wird von den Spurkränzen des ersten der durchfahrenden Fahrzeuge von der unpassenden in die passende Stellung umgestellt). Geriegelte Weichen und Weichen, die mit Geschwindigkeiten über 160 km/h befahren werden (diese erhalten wegen möglicher Kraftspitzen, die zum ungewollten Lösen der Festhalteeinrichtungen beim regulären Befahren führen könnten, nichtauffahrbare Antriebe), sind trotz des prinzipiell auffahrbaren Weichenverschlusses nicht auffahrbar. Wird eine solche Weiche dennoch aufgefahren, entstehen in jedem Fall schwere Schäden. Bewegliche Herzstückspitzen und Flügelschienen sind prinzipbedingt nicht auffahrbar, da es kein Teil gibt, das von einem Radsatz bewegt werden kann, um die Verklammerung der anliegenden Spitze zu lösen. Bewegliche Doppelherzstückspitzen von Bogen- oder Flachkreuzungen wären theoretisch auffahrbar, doch bestünde durch den Knick im Fahrweg wegen der daraufhin falsch stehenden gegenüberliegenden Doppelherzstückspitzen in jedem Fall Entgleisungsgefahr. Nicht auffahrbare, ferngestellte Weichen erhalten deshalb eine Überwachungseinrichtung, die eine Auffahrmeldung auslöst, wenn schon ein Fahrzeug auf die falsch stehende Weiche zuläuft. Innenverschlüsse können ebenfalls auffahrbar ausgelegt sein, doch wird bei vielen Betreibern darauf verzichtet. Antriebe mit nur einer Stellstange, die beide unmittelbar starrgekuppelte Zungen bewegt, wie das beispielsweise in Frankreich und vielfach bei Bahnen, die unter britischem Einfluss entstanden, üblich ist, sind vergleichbar mit beweglichen Herzstückspitzen nicht auffahrbar.

### Weichensignal
Bei Bedarf sind Stellvorrichtungen mit einem Weichensignal ausgerüstet, das die Lage der Weiche von weitem anzeigt. In Mitteleuropa werden Weichensignale bei ortsbedienten Weichen aufgestellt, bei fernbedienten nur, wenn Rangierfahrten ohne gesicherte Rangierfahrstraßen verkehren. In der Regel ist das bei mechanischen und elektromechanischen Stellwerken sowie bei vereinfachten Gleisbildstellwerken der Fall. Ist das Weichensignal als Formsignal ausgeführt, wird es in der Regel durch die Weichensignalanschlussstange gestellt, welche mit dem Weichenverschluss verbunden ist. Bei handgestellten Weichen sind die Weichensignale (mit Ausnahme von doppelten Kreuzungsweichen) im Regelfall auf die Handstellvorrichtungen aufgesetzt. Bei fernbedienten Weichen entfällt der dazugehörige Hebel, je nach Bauart des Antriebs auch das Gewicht. Die besonderen Weichensignale für doppelte Kreuzungsweichen werden neben der Weichenmitte aufgestellt und über Gestänge mit beiden Weichenantrieben verbunden.

### Zusatzeinrichtungen

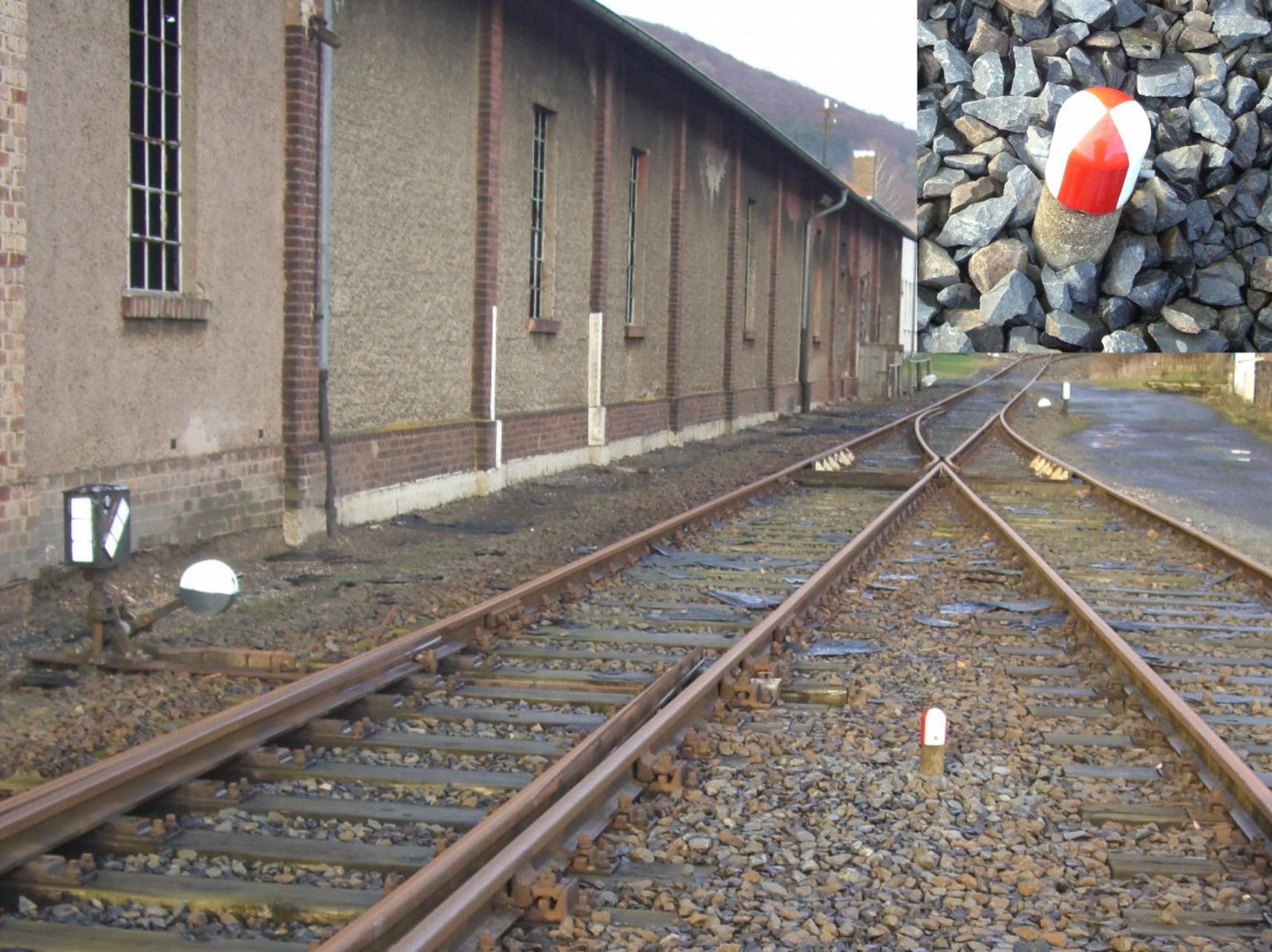
Weichengrenzzeichen (mit Detailansicht)

In vielen Ländern ist an jeder Weiche zwischen den Zweiggleisen ein Grenzzeichen anzubringen, das die Stelle kennzeichnet, an der die beiden Zweiggleise den Mindestgleisabstand erreichen, also die beiden Lichtraumprofile zusammenstoßen. Bis zu dieser Stelle kann ein Zweiggleis besetzt sein, sodass im anderen Zweiggleis noch Fahrzeuge verkehren dürfen.
Darüber hinaus kann auch eine Weichenheizung installiert sein. Der Umstellvorgang einer Weiche kann bei kalter Witterung vielfach erschwert werden: So kann Schnee die Weichenmechanik behindern, die Weichenzunge kann an der Backenschiene festfrieren, oder Eisblöcke von Zügen können in das Verschlussfach und/oder die Zungenvorrichtung fallen. Darüber hinaus kann die Reibung der Gleitstuhlplatten erhöht werden. Eine Weichenheizung verhindert in vielen Fällen diese Probleme. Sie befindet sich im Zungenbereich und im Bereich von beweglichen Herzstücken und soll ein Zusammenfrieren der beweglichen Teile (Zunge und Backenschiene), aber auch das Blockieren durch Anlagern von Schnee und Eis verhindern.

## Bau von Weichen

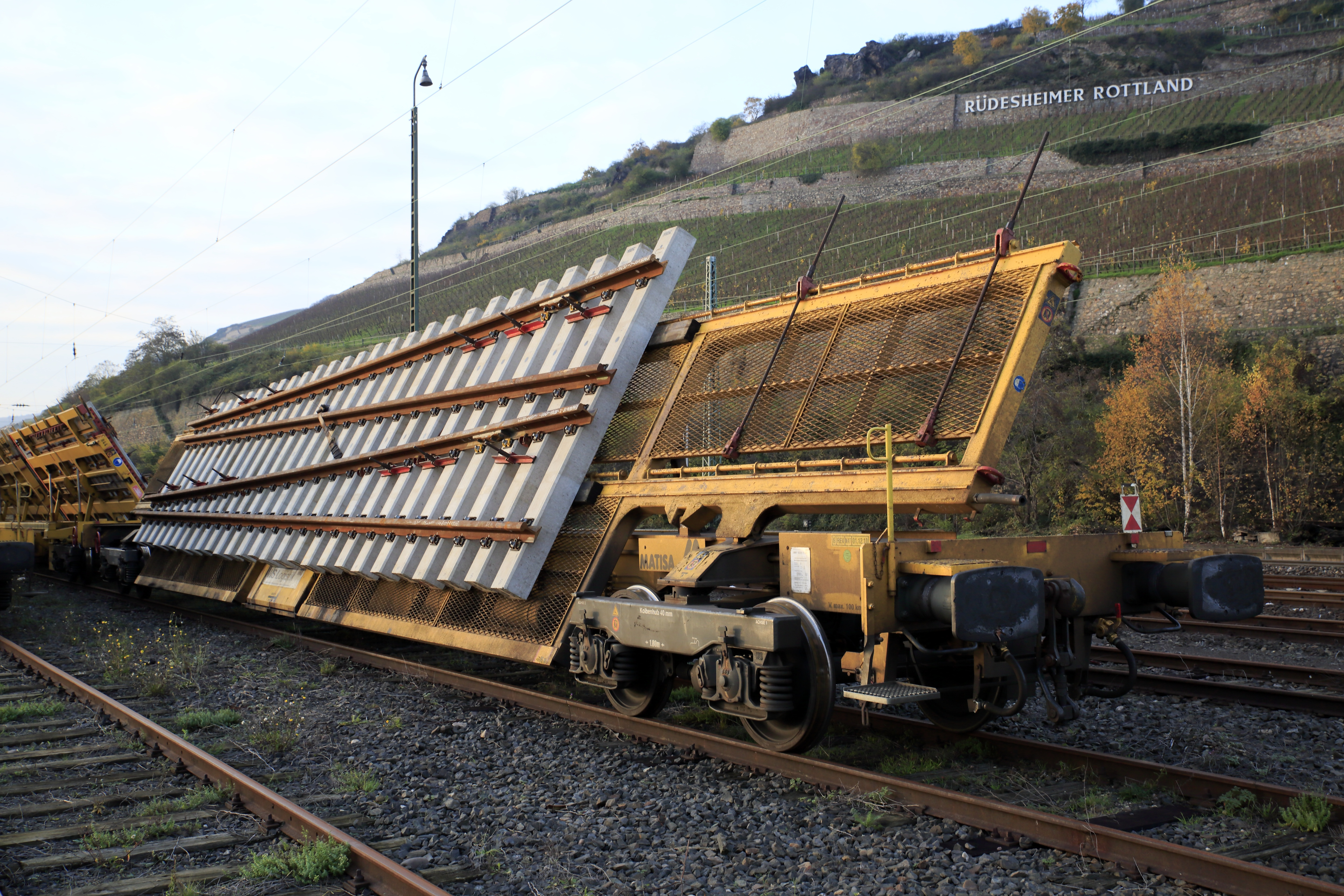
Transport einer vormontierten Weiche vom Weichenwerk zum Einbauort mit einem Weichentransportwagen

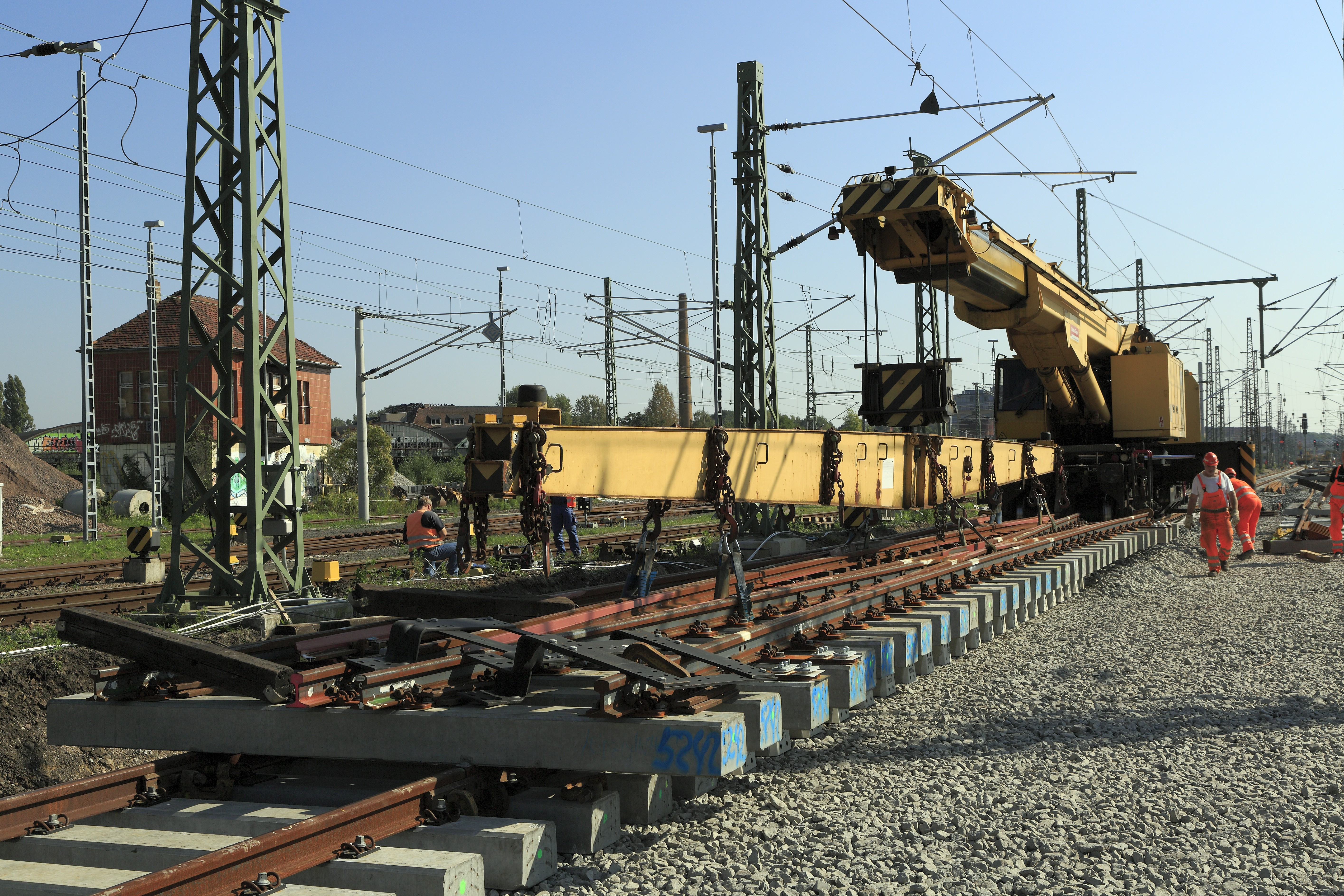
Einbau des vormontiert gelieferten Mittelteils einer DKW mit einem Weichenbaukran

Alle heute eingebauten Weichen werden im Weichenwerk vorgefertigt, wieder zerlegt, auf die Baustelle transportiert und dort auf einer freien Fläche erneut vormontiert. Nach Möglichkeit werden dabei auch Verschlüsse, Antriebe, Übertragungsteile und Zungenprüfkontakte mit eingebaut. Die so erstellten Weichengroßteile (Zungenbereich, Mittelbereich und Herzstückbereich) werden dann mit einem Weichenbaukran eingebaut, ausgerichtet, geschottert, gestopft und verschweißt. In einigen Fällen werden die Weichengroßteile schon im Weichenwerk komplett (mit oder ohne Zusatzausrüstungen wie Antriebe, Übertragungsteile, Weichenheizungen usw.) vorgefertigt, vormontiert und können sofort eingebaut werden. Sie werden mit Weichentransportwagen zur Baustelle gebracht und mit Hilfe eines Krans oder eines speziellen Weichentransport- und Einbaugeräts eingebaut. Bevorzugt werden Kreuzungsweichen sowie Weichen mit großen Radien und aufwändigen Übertragungsteilen auf diese Weise angeliefert. Die Vormontagequalität im Weichenwerk übertrifft die auf der Baustelle mögliche deutlich. Ein weiterer Grund für die Anlieferung in vormontiertem Zustand ist ein fehlender Vormontageplatz in Baustellennähe. Um das Fahrzeugumgrenzungsprofil einzuhalten, werden die Ladeflächen der Weichentransportwagen für die Fahrt schräggestellt. Weichentransportwagen sind bei vielen Bahnverwaltungen eingestellt.
Steht genügend Zeit zur Verfügung, ist es auch üblich, Weichen am Einbauort in der Gleislücke („im Loch“) auf dem vorbereiteten Grundschotter zu montieren. Bei Weichen in fester Fahrbahn ist die Montage am Einbauort erforderlich, nachdem die Fahrbahnplatte betoniert wurde.
Das Weichenwerk Witten ist die einzige Produktionsstätte der Deutschen Bahn für Eisenbahnweichen. Die Deutsche Reichsbahn unterhielt Weichenwerke in Kirchmöser und Gotha, die heute ebenso zur Voestalpine BWG GmbH gehören wie das 1920 gegründete Weichenwerk Butzbach. Voestalpine BWG beschäftigt 750 Mitarbeiter. Voestalpine hatte die Butzbacher Weichenbau Gesellschaft (BWG) 2003 übernommen.
Die frühere Oberbauwerkstätte in Hägendorf, heute SBB Bahntechnik-Center Hägendorf, ist das einzige Werk in der Schweiz, das serienmäßig Weichen herstellt. Es ist zwar im Besitz der SBB, stellt aber auch Weichen für andere Bahnverwaltungen her (inkl. Schmalspur- und Zahnradweichen). Die Regelweichen verlassen das Werk heute in der Regel, wenn möglich, zusammengebaut auf Weichentransportwagen.
Im Netz der Deutschen Bahn wurden 2012 rund 1750 Weichen erneuert.

## Bauformen

### Einfache Weiche

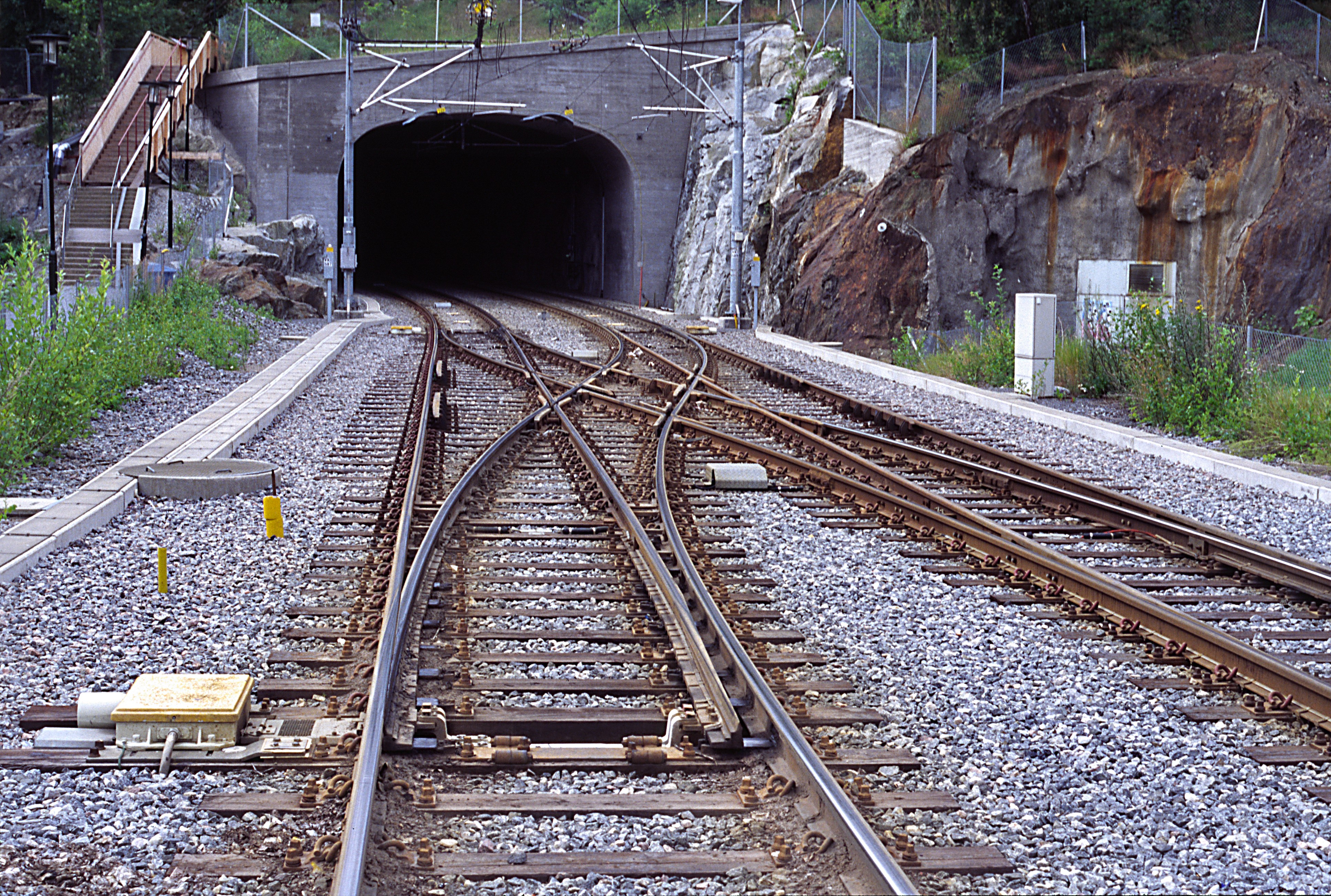
Doppelte Gleisverbindung

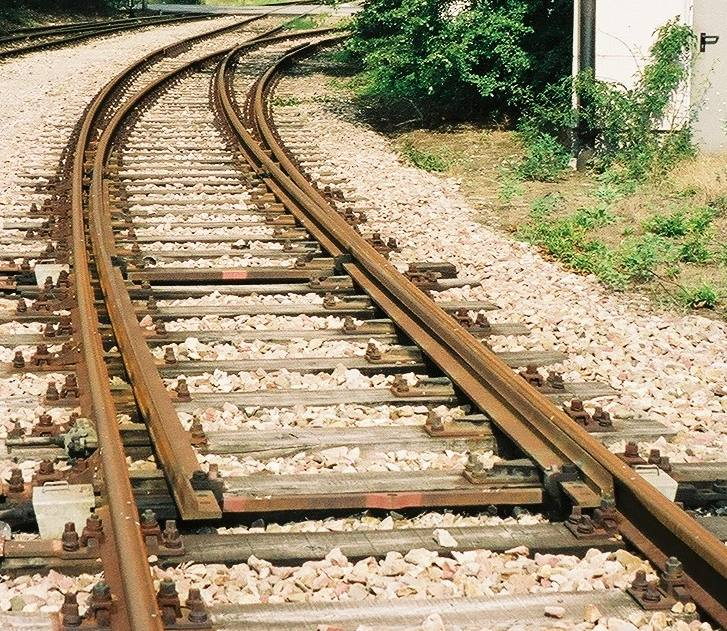
Innenbogenweiche

In einer einfachen Weiche zweigt ein Zweiggleis von einem Stammgleis ab. Ist das Stammgleis gerade, spricht man von einer geraden Weiche. Wenn auch das Stammgleis gekrümmt ist, nennt man diese Weiche Bogenweiche. Ist das Stammgleis in die gleiche Richtung gebogen wie das Zweiggleis, handelt es sich um eine Innenbogenweiche. Ist das Stammgleis dem Zweiggleis entgegengesetzt gebogen, bezeichnet man die Weiche als Außenbogenweiche.

#### Normung in Deutschland
Bei der Deutschen Bahn sind die Weichen genormt und können in ihrer Bezeichnung folgende Angaben enthalten (am Beispiel EW 60-500-1:12 L Fz H):
| Kürzel | Erläuterung     | Bemerkungen |
| ------ | --------------- | --- |
| EW     | Weichenform     | Einfache Weiche (EW), Außenbogenweiche (ABW), Innenbogenweiche (IBW), Doppelweiche (DW), einseitige Doppelweiche (EinsDW)                                     |
| 60     | Schienenprofil  | UIC 60, u. a. 49 (S 49: DR, DB, DR), 54 (S 54: DB) und 65 (R 65: DR)                                                                                          |
| 500    | Radius          | des abzweigenden Gleises (in m) |
| 1:12   | Weichenneigung  | am Weichenende (Tangens des Weichenwinkels) |
| L      | Abzweigrichtung | links (L) oder rechts (R) |
| Fz     | Zungenbauart    | Federzunge (Fz, ohne Zungenplatte, bei älteren S-49-Weichen auch mit Zungenplatte), Federschienenzunge (Fsch, Regelbauart bei S-49-Weichen), Gelenkzunge (Gz) |
| H      | Schwellenbauart | Holzschwellen (H), Hartholz (Hh), Stahlschwellen (St), Beton (B)                                                                                              |

Folgende Bauarten für einfache Weichen (Regelweichen) gibt es im Netz der Deutschen Bahn:
| Weichenbauart (kurz)                        | Herzstück | zulässige Abzweiggeschwindigkeit | Winkel α |
| ------------------------------------------- | --------- | -------------------------------- | -------- |
| EW xx-190-1:7,5/6,6                         | gebogen   | 40 km/h                          |          |
| EW xx-190-1:7,5                             | gebogen   | 40 km/h                          | 7,5946°  |
| EW xx-190-1:9                               | gerade    | 40 km/h                          |          |
| EW xx-300-1:9                               | gebogen   | 50 km/h                          | 6,3402°  |
| EW xx-500-1:12                              | gebogen   | 60 km/h                          | 4,7636°  |
| EW xx-500-1:14                              | gerade    | 60 km/h                          |          |
| EW xx-760-1:14                              | gebogen   | 80 km/h                          | 4,0856°  |
| EW xx-1200-1:18,5                           | gebogen   | 100 km/h                         | 3,0941°  |
| EW xx-2500-1:26,5                           | gebogen   | 130 km/h                         | 2,1611°  |
| Besonderheit: symmetrische Außenbogenweiche |           |                                  |          |
| sym. ABW xx-215-1:4,8                       | gerade    | 40 km/h                          |          |

(EW xx: Schienenprofil, z. B. EW 60)
Weichen mit Endneigungen kleiner als 1:9 (sogenannte Steilweichen) sollen aus Verschleißgründen vermieden werden, ihr Einbau ist im Einzelfall genehmigungspflichtig. Weichen mit Zweiggleisradien kleiner als 300 m gibt es nicht mit den schweren Schienenprofilen UIC 60 und R 65.
Bogenweichen (mit Ausnahme der besonderen symmetrischen Außenbogenweiche sym. ABW 215) werden nicht als Regelweichen hergestellt, sondern durch Verbiegen aus geraden Weichen erzeugt. Weiter als bis zur Symmetrie sollen Weichen nicht gebogen werden. Die aus dem Biegen resultierenden Längenänderungen werden in den Zwischenschienen ausgeglichen, damit die bearbeiteten Großteile (Zungen, Herzstück) austauschbar bleiben. Abhängig vom Radius der beiden Stränge ändert sich beim Biegen die jeweils zulässige Geschwindigkeit.
Der Winkel einer Weiche entspricht dem Arkustangens (arctan, atan) der Verhältniszahl als Bruch. Bei einer Weiche im Verhältnis 1:9 sieht die Rechnung (alte Grad) so aus:
1 ÷ 9 = 0,11111. arctan(0,11111) = 6,3402°.

#### „Y-Weiche“
Der Begriff Y-Weiche findet sich oft im Zusammenhang mit Modellbahn-Gleisen, hat aber keine begriffliche Entsprechung in der Fachterminologie der Eisenbahn. Tatsächlich entspricht die symmetrische Außenbogenweiche sym. ABW 215 in etwa dem, was der Modellbahner darunter versteht. Allerdings unterliegt die sym. ABW 215 in der Realität der Einschränkung, dass sie in der Regel nicht in Streckengleisen vorkommt, sondern nur in Abstellgleisen und Rangieranlagen. Zu finden ist oder war sie in älteren Ablaufanlagen besonders in Frankreich, wo auf kürzestem Wege viele Gleise erreicht werden müssen und wo es für den Ablaufbetrieb wichtig ist, dass möglichst alle Ablaufwege durch die gleiche Anzahl von Weichen und Bögen verlaufen. Dieses Ziel wird heute durch mehrere Gleisbündel nach dem Ablaufberg mit je ca. acht Gleisen erreicht. Dann sind die Weichen so angeordnet, dass nach der ersten Weiche zwei, dann vier und schließlich acht Gleise nebeneinander annähernd symmetrisch angeordnet liegen.

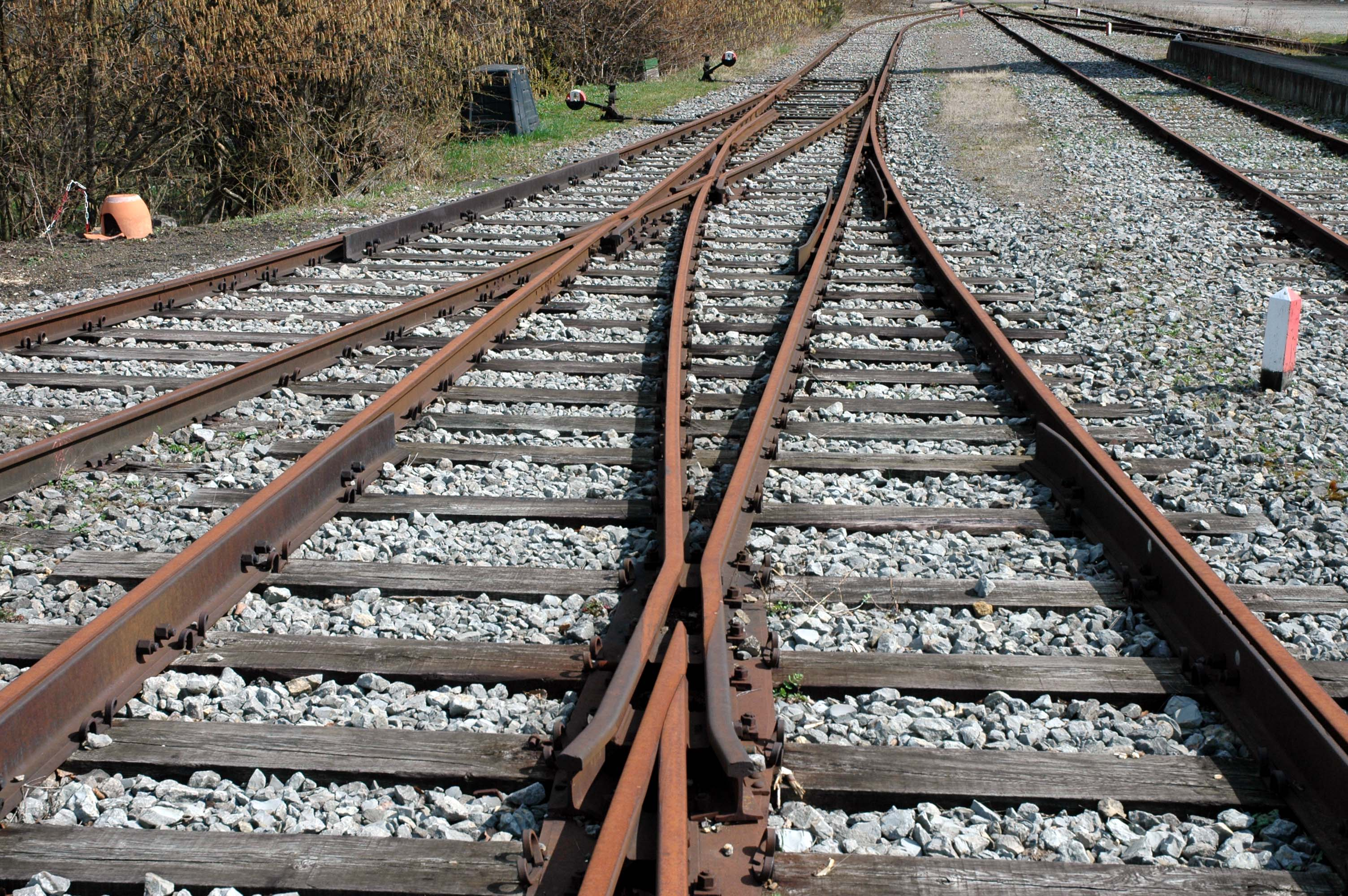
Doppelweiche von der Herzstückseite
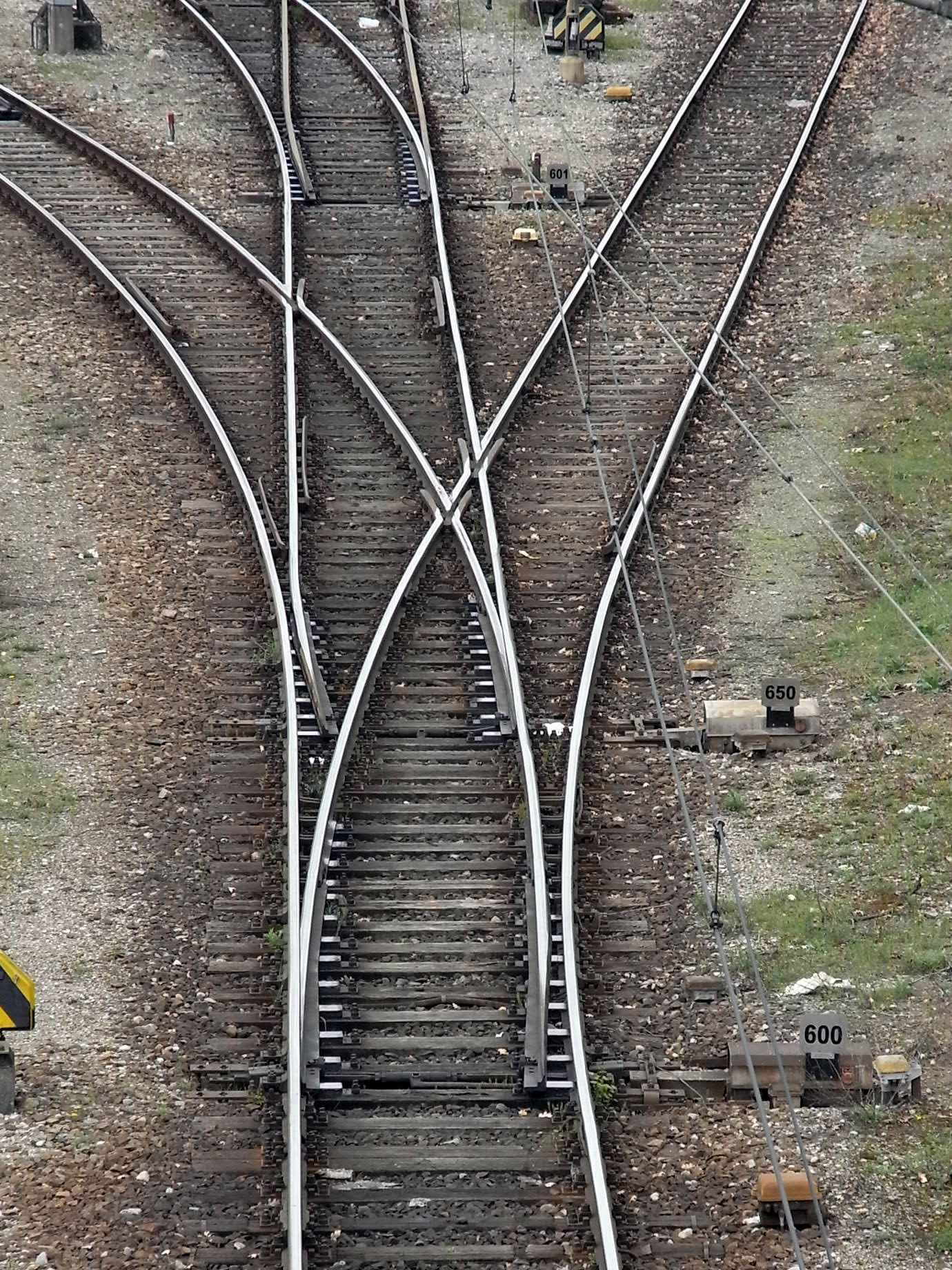
Doppelweiche von der Spitze
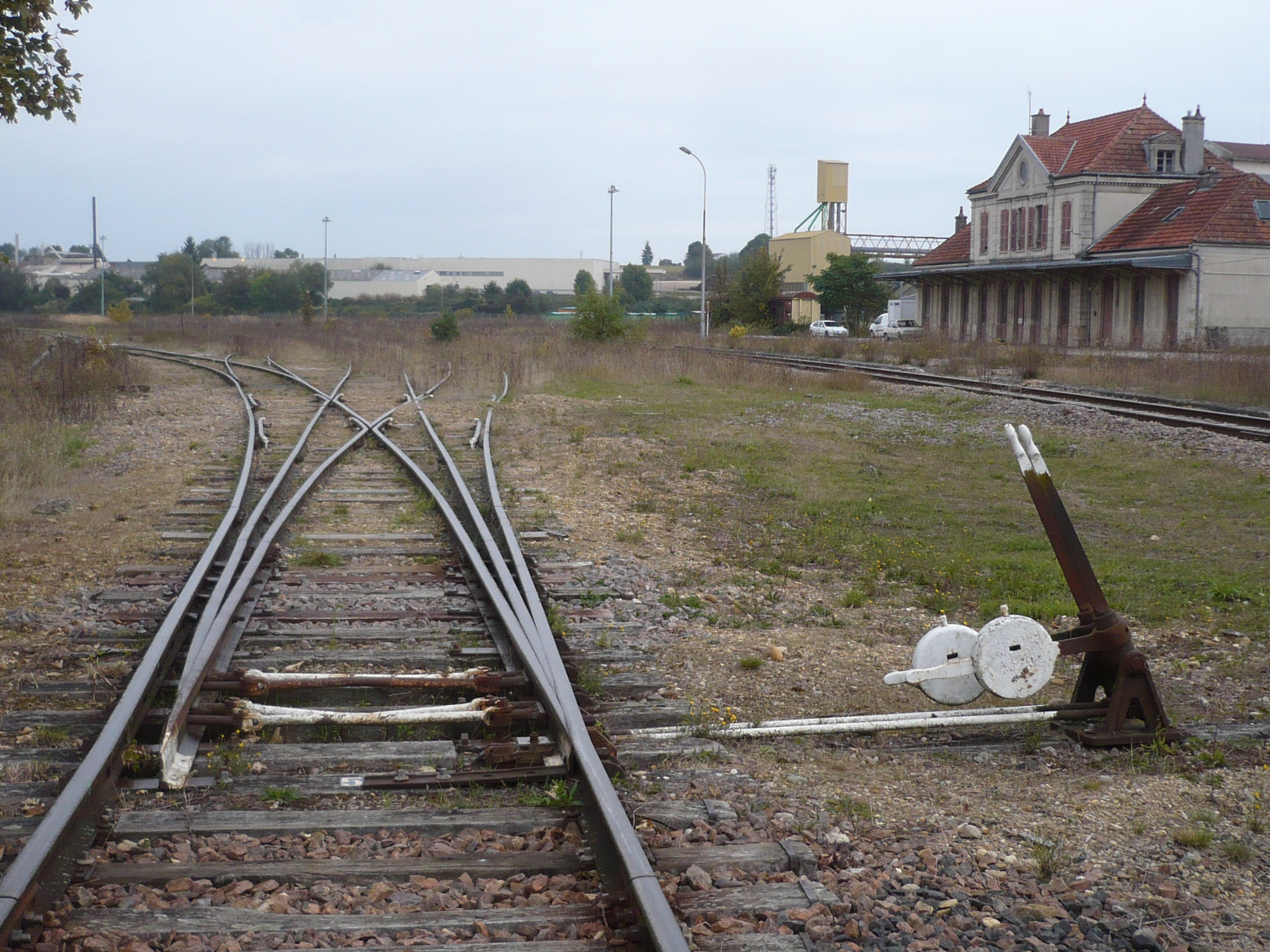
Symmetrische Doppelweiche in Châtillon-sur-Seine

### Doppelweiche
Gibt es zwei Zweiggleise, die entweder unmittelbar nebeneinander oder dicht hintereinander aus einem geraden Stammgleis abzweigen, so spricht man von einer Doppelweiche, gelegentlich auch Dreiwegweiche genannt. Im ersten Fall spricht man von einer symmetrischen Doppelweiche, im zweiten Fall von einer unsymmetrischen oder verschränkten Doppelweiche.
Da bei symmetrischen Doppelweichen die Zungen unmittelbar nebeneinander liegen, müssen sie aus Sonderprofilen hergestellt und besonders dünn ausgeführt werden. Diese sind dadurch sehr empfindlich und wartungsintensiv. Des Weiteren ist eine besondere Stellvorrichtung notwendig. Sie werden daher heute im Bereich der Eisenbahn vermutlich gar nicht mehr eingebaut.
Bei unsymmetrischen Doppelweichen unterscheidet man zweiseitige und einseitige Varianten. Im ersten Fall gehen die Zweiggleise in beide Richtungen vom Stammgleis ab, im zweiten Fall hingegen zur selben Seite hin. Die Zungenvorrichtungen können aus Regelmaterial hergestellt werden, wegen der möglichen Länge der Zungen waren Doppelweichen in Deutschland jedoch die letzten Weichen, die mit Gelenkzungen ausgeführt wurden. Der Platzmangel im Bereich der zweiten Stellvorrichtung erfordert bei Anwendung von klassischen Weichenverschlüssen auf einer Seite Sonderlösungen.
Obwohl platzsparend, werden Doppelweichen nur noch selten verwendet. Bei Straßenbahnen sind sie nach wie vor üblich, jedoch wird dann in der Regel eine Zungenvorrichtung örtlich vorgezogen, um teure Sonderbauteile zu vermeiden.

### Kreuzungsweiche

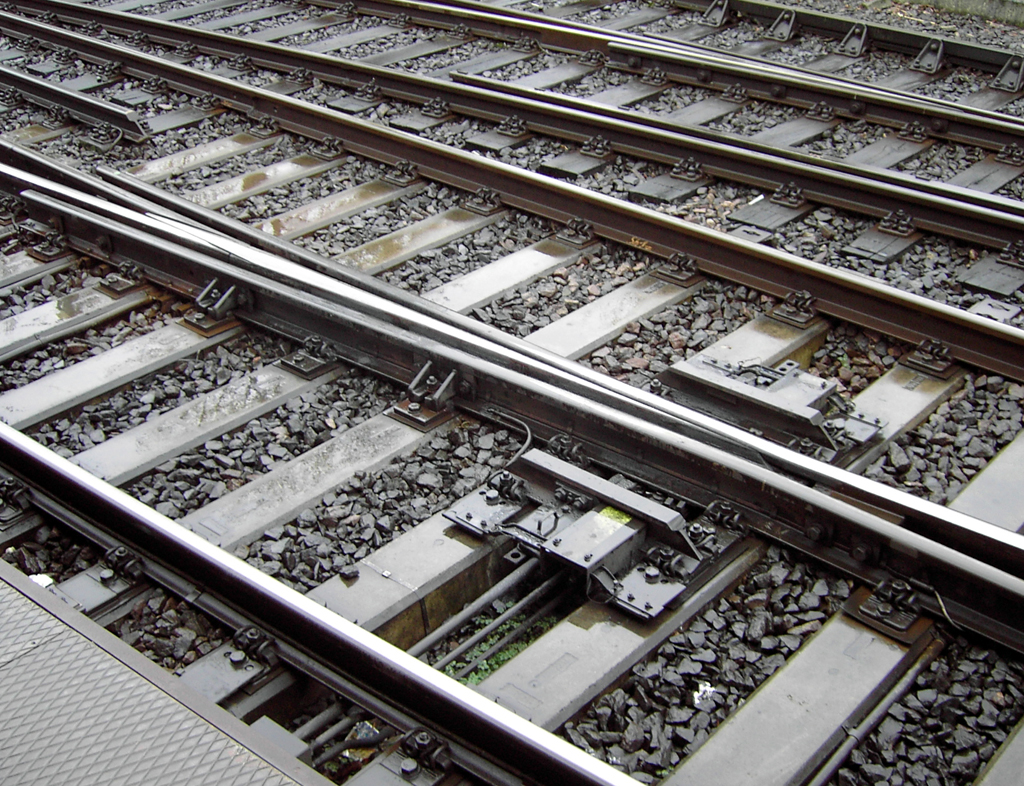
Herzstück mit gelenkbeweglicher Herzstückspitze
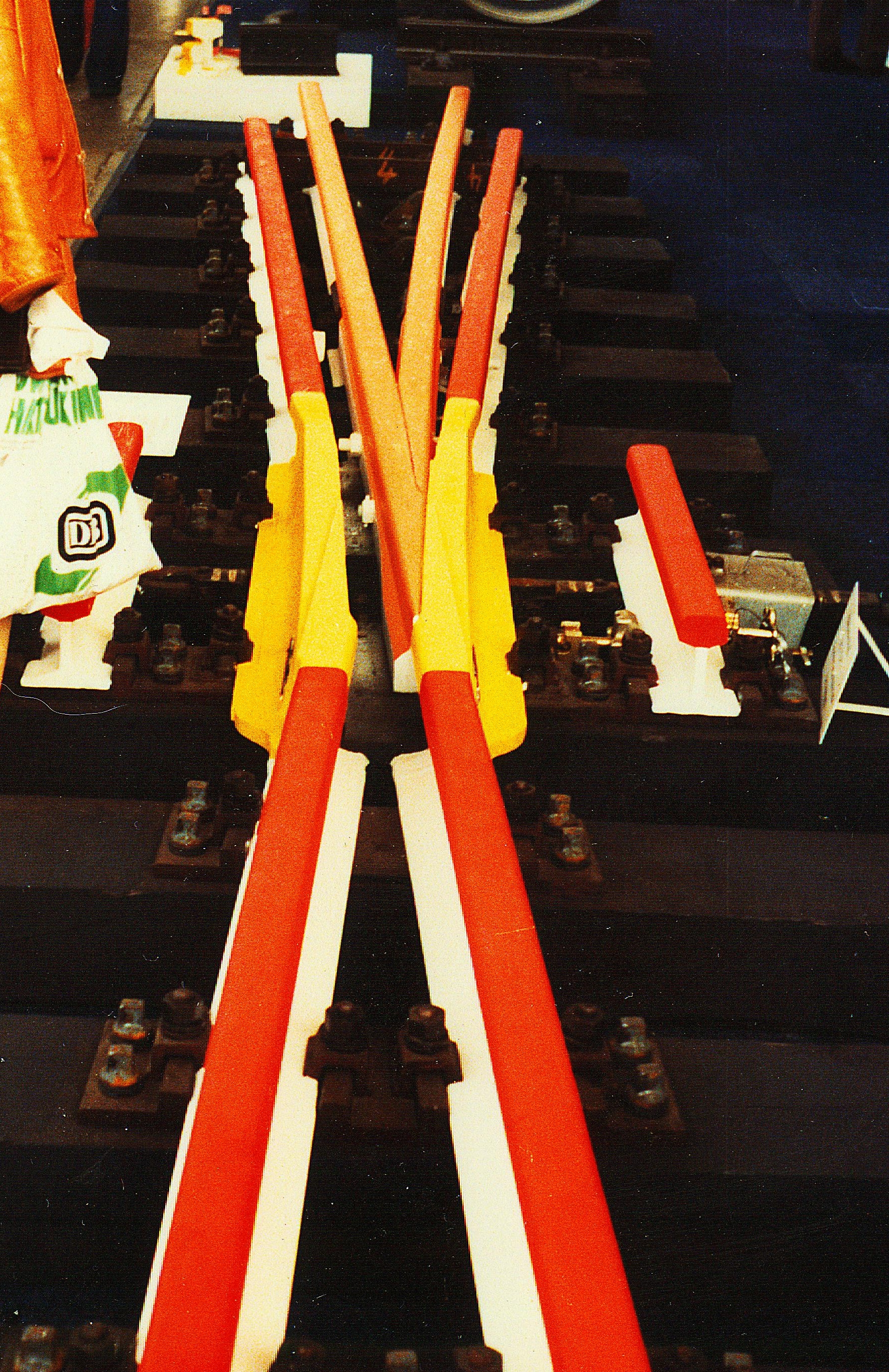
Federnd bewegliches Herzstück, Vorstellung 1979 auf der IVA Hamburg
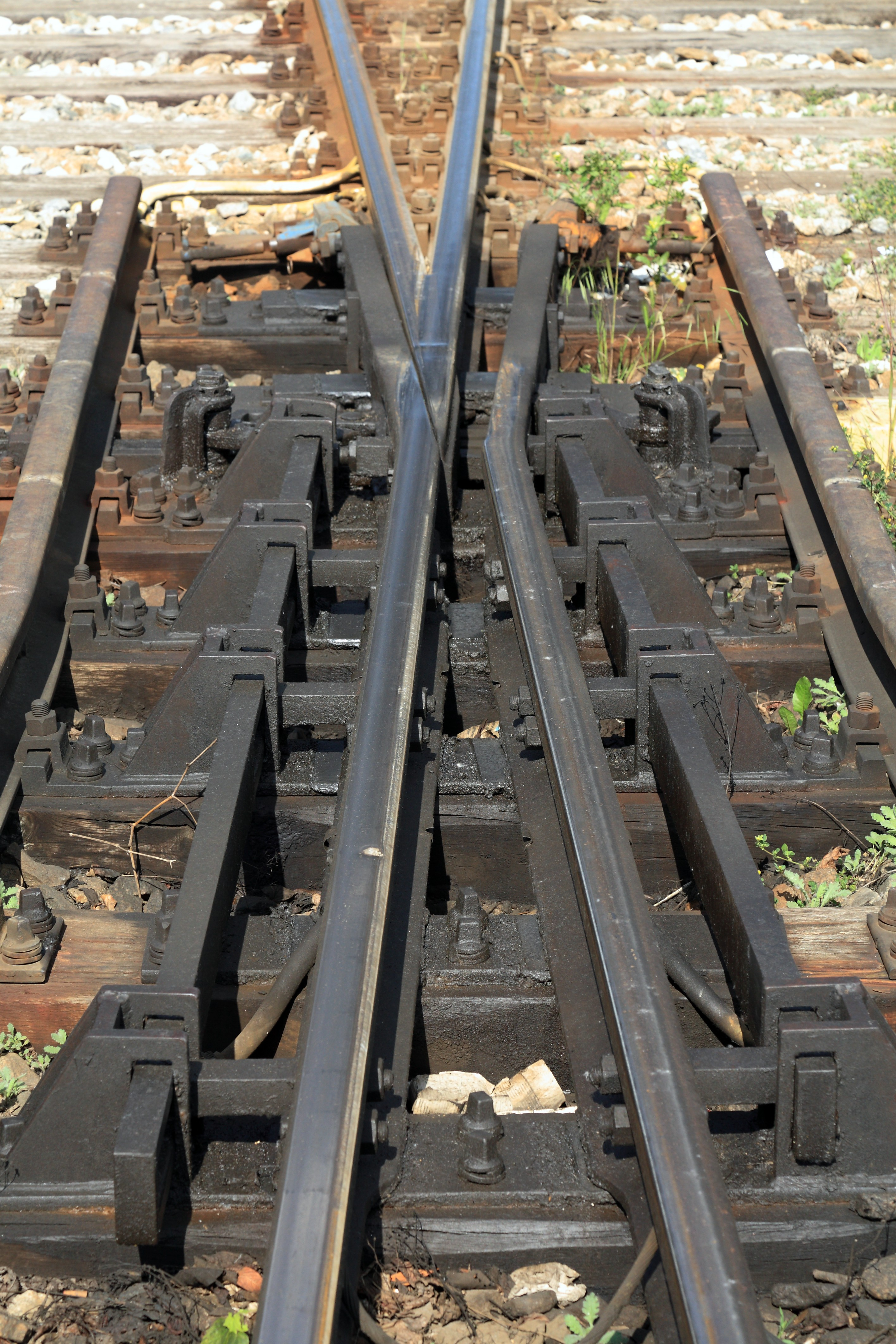
Bewegliche Flügelschienen an einer Weiche der Wiener Lokalbahn. Die Schieber an den Seiten dienen der Abstützung der Flügelschienen in jeweils anliegender Stellung.

Eine einfache Kreuzungsweiche (EKW) ist eine Kreuzung, die durch Weichen so ergänzt worden ist, dass zumindest in einer Fahrtrichtung der Übergang von einem Gleis aufs andere möglich ist (auch halber Engländer genannt). Eine doppelte Kreuzungsweiche oder Doppelkreuzweiche (DKW) ermöglicht Übergänge in beide Richtungen. Diese Weichen werden bei Neubauten aufgrund des höheren Verschleißes nur noch in Ausnahmefällen, zum Beispiel bei beengten Verhältnissen, eingebaut. Eine dritte Variante ist die Weichenverschlingung. Sie entsteht, wenn bei einer doppelten Kreuzungsweiche einer der beiden geraden Stränge weggelassen wird. Dadurch entfallen auch die Doppelherzstücke. Diese Oberbaukonstruktion ist jedoch sehr selten.
Bei beiden Typen wird zwischen den Kreuzungsweichen mit innenliegenden Zungen (meist vorkommende Bauart, wegen ihrer früheren Häufigkeit im britischen Netz auch Engländer genannt) und denen mit außenliegenden Zungen (oft als System „Bäseler“ bezeichnet) unterschieden. Die außenliegenden Zungen ermöglichen größere Bogenradien und damit höhere Geschwindigkeiten, sind aber wegen der erforderlichen Mehrfachherzstücke noch aufwendiger.
Bei besonders beengten Gleisverhältnissen wurden Doppelkreuzungsweichen mit Bogeneinlauf, von den Schweizerischen Bundesbahnen (SBB) als versteilte DKW bezeichnet, eingebaut. Bei diesen äußerst seltenen Weichen ist die Backenschiene im Bereich, wo die Weichenzunge anliegt, gekrümmt. Die Weichenneigung wird dadurch größer. Weil im Jahr 2017 in Luzern und in Basel Reisezüge auf DKW mit Bogeneinlauf entgleisten, ersetzen die SBB die kritischen Weichen und passen die Gleisgeometrie an.
Kreuzungsweichen haben drei Nachteile: Zum einen sind sie teurer und aufwendiger als zwei einfache Weichen, auch ist bei innenliegenden Zungen im Regelfall kein Platz, um jede Zunge mit einem eigenen Verschluss und Zungenprüfer auszurüsten. Jeweils benachbarte Zungen werden mit Kuppelstangen verbunden, an die nicht mit einem Verschluss ausgerüsteten Zunge werden die Zungenprüfer- oder Riegelstangen angeschlossen. Insbesondere doppelte Kreuzungsweichen mit Verschlüssen an den Innenzungen sind empfindlich gegen Längswandern dieser Innenzungen. Außerdem ist ein vollständiges Unter- bzw. Nachstopfen einer EKW/DKW nur schwer möglich, da es Stellen gibt, wo die Stopfpickel wegen der Platzverhältnisse nicht eintauchen können. Kreuzungsweichen werden heute nur noch bei stark beengten Platzverhältnissen im Gleisplan belassen bzw. neu eingebaut. Weil vorhandene Kreuzungsweichen nach Möglichkeit durch einfache Weichen ersetzt werden, nimmt ihre Zahl tendenziell ab.
- Doppelte Kreuzungsweiche mit innenliegenden Zungen („Engländer“) auf einer Nebenstrecke
- Doppelte Kreuzungsweiche mit außenliegenden Zungen (Bauart „Bäseler“)

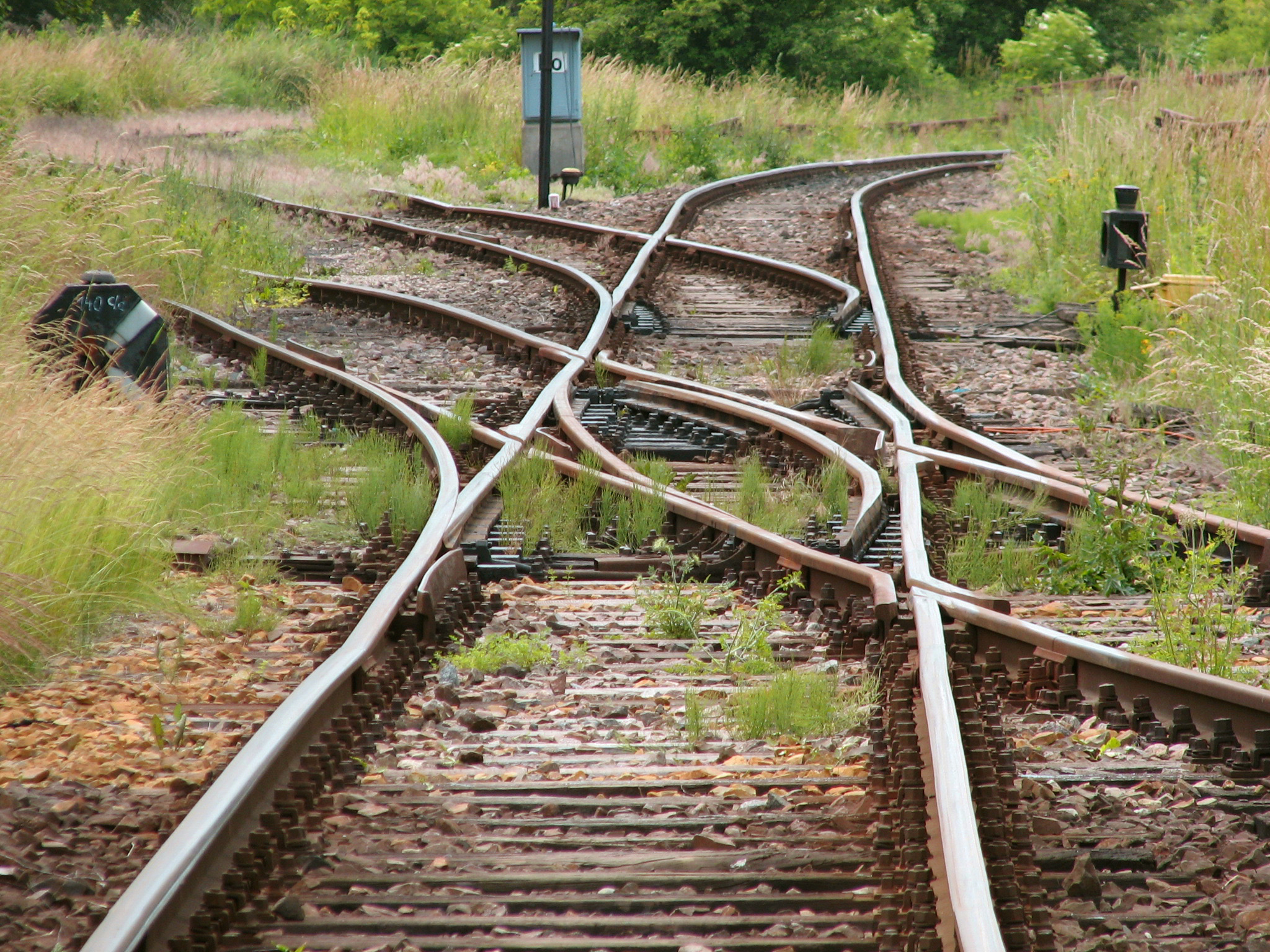
Doppelte Kreuzungsweiche mit innenliegenden Zungen („Engländer“) auf einer Nebenstrecke
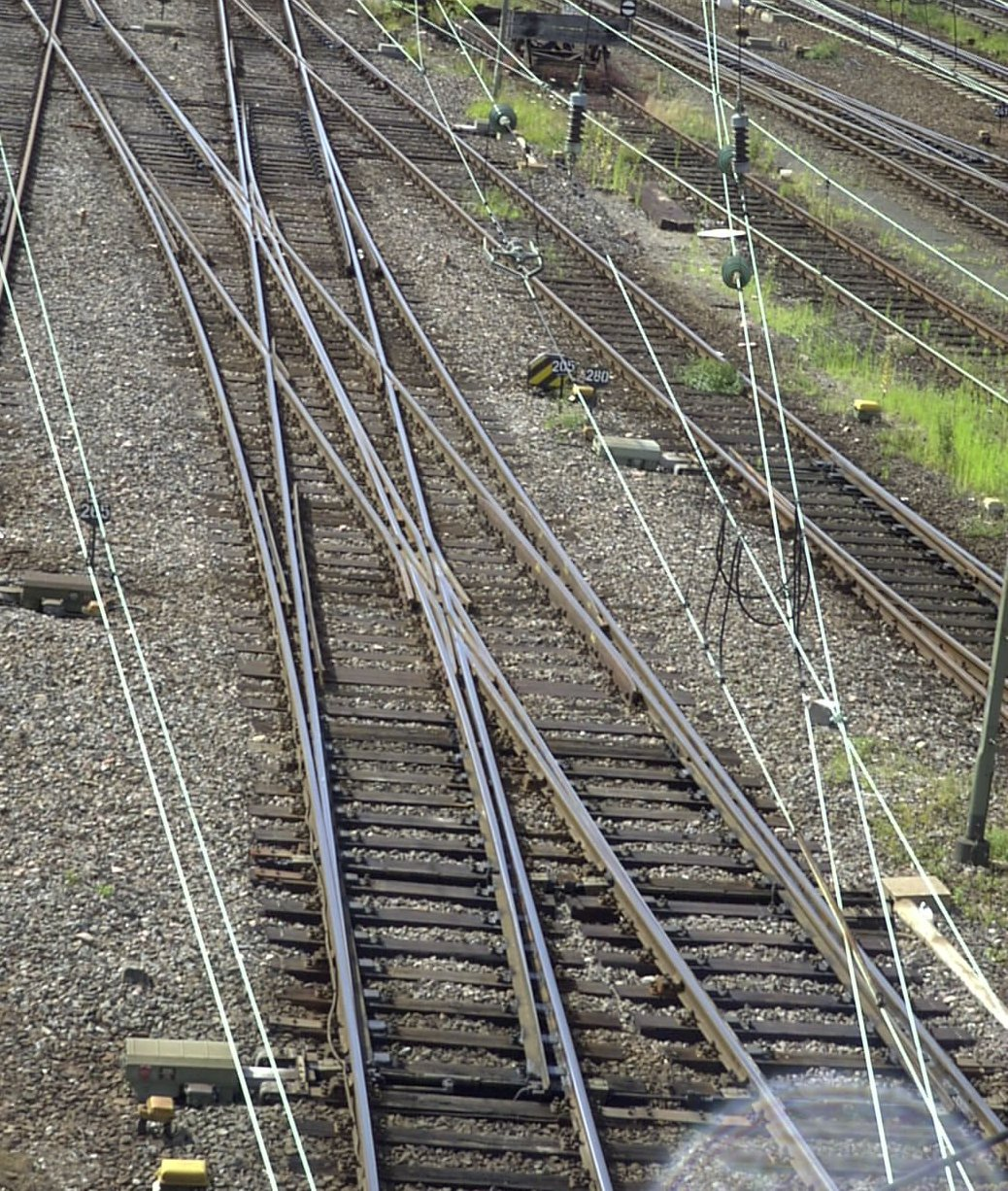
Doppelte Kreuzungsweiche mit außenliegenden Zungen (Bauart „Bäseler“)
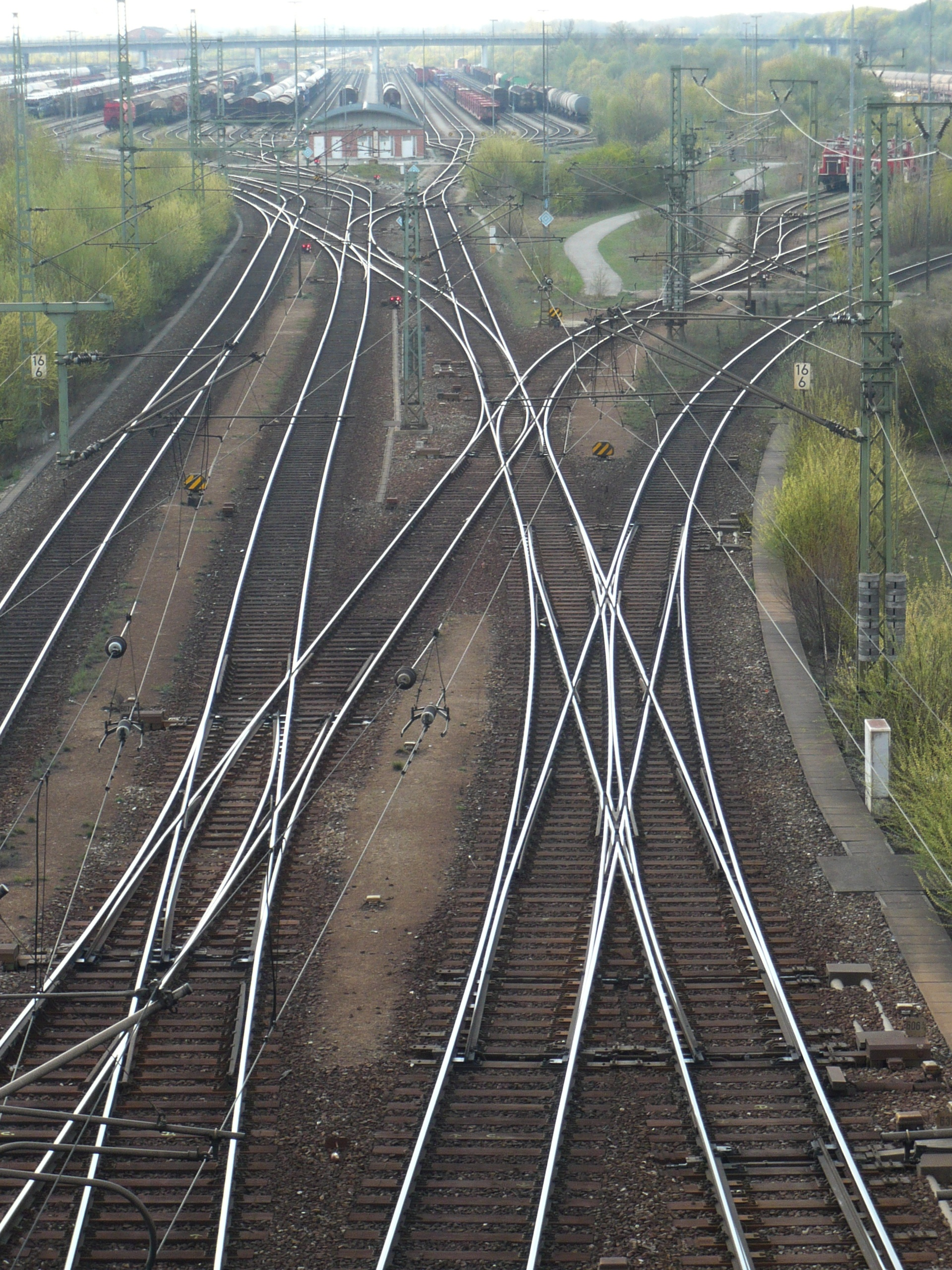
Doppelte Kreuzungsweichen (links mit innen-, rechts mit außenliegenden Zungen) im Rangierbahnhof München Nord
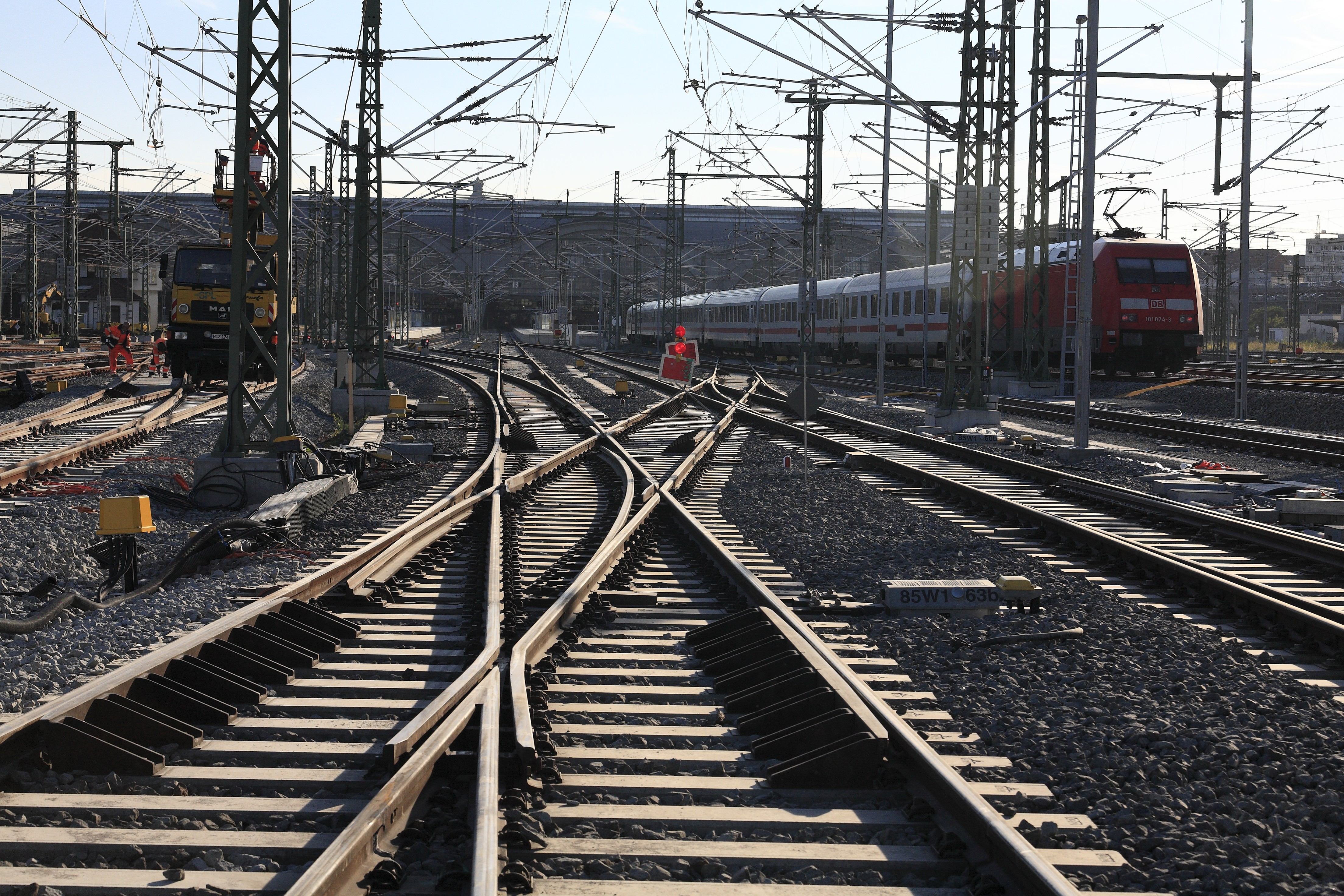
Je eine einfache Kreuzungsweiche mit (vorne) innen- und (rechts hinten) außenliegenden Zungen (Bf Leipzig Hbf)
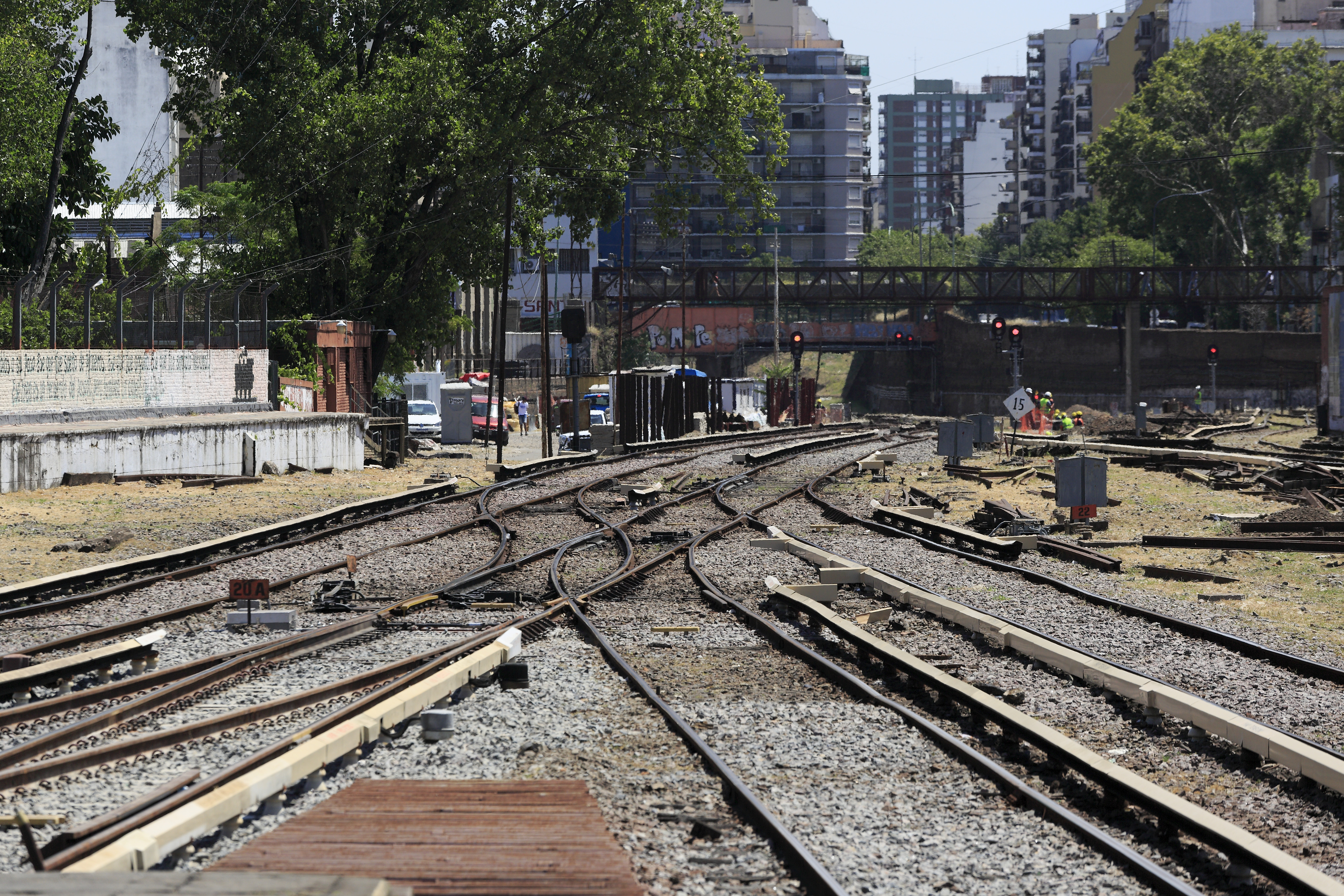
Weichenverschlingung (Bf Once de Septiembre, Buenos Aires)
Fahrmöglichkeiten einer einfachen Kreuzungsweiche (wenn beide Zungenvorrichtungen in gerader Stellung liegen wie eine Kreuzung befahrbar)
Fahrmöglichkeiten einer doppelten Kreuzungsweiche

- Weichenverschlingung (Bf Once de Septiembre, Buenos Aires)
- Fahrmöglichkeiten einer einfachen Kreuzungsweiche (wenn beide Zungenvorrichtungen in gerader Stellung liegen wie eine Kreuzung befahrbar)
- Fahrmöglichkeiten einer doppelten Kreuzungsweiche
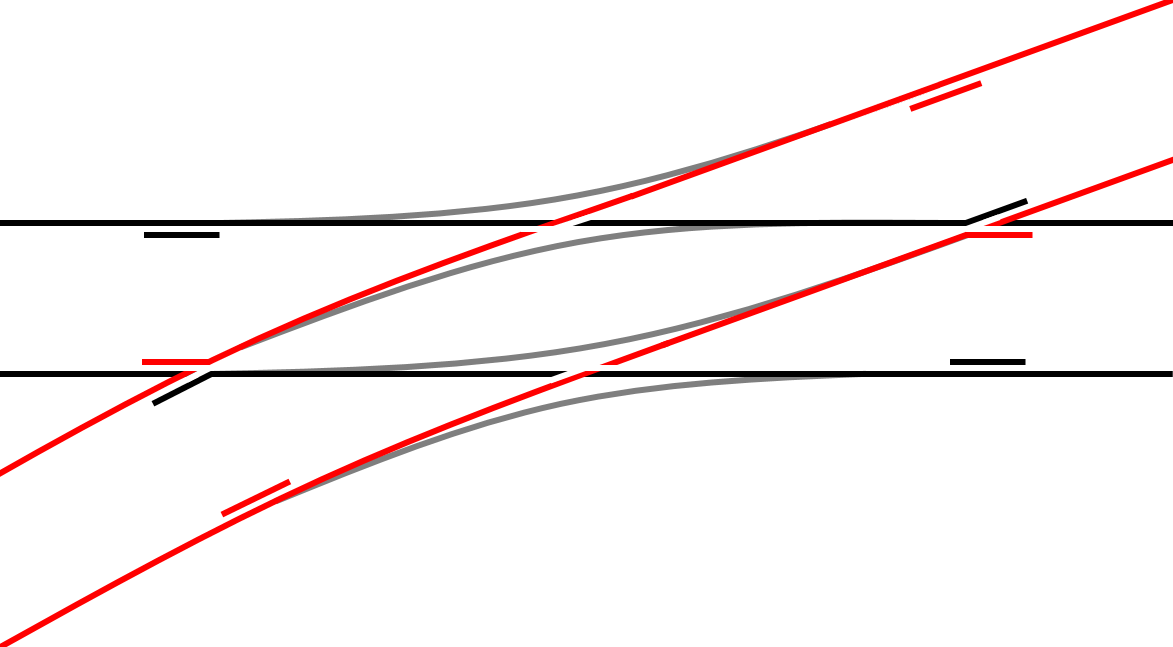
Doppelte Kreuzungsweiche mit Bogeneinlauf
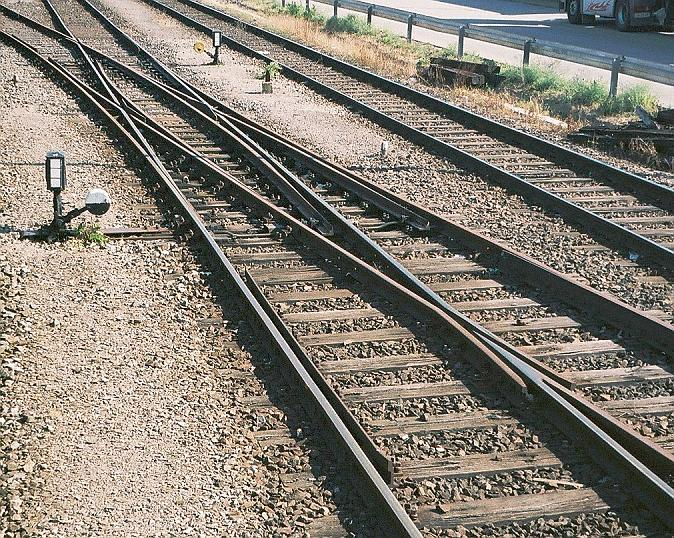
Doppelte Kreuzungsweiche mit vereinfachten Weichensignalen

- Doppelte Kreuzungsweiche mit vereinfachten Weichensignalen

- Herzstück
mit gelenkbeweglicher Herzstückspitze
- Federnd bewegliches Herzstück, Vorstellung 1979 auf der IVA Hamburg
- Bewegliche Flügelschienen an einer Weiche der Wiener Lokalbahn. Die Schieber an den Seiten dienen der Abstützung der Flügelschienen in
jeweils anliegender
Stellung.

### Weiche mit beweglichem Herzstück
Bei den herkömmlichen Weichen wird das Rad in der Herzstücklücke kurzzeitig nicht geführt (führungslose Stelle). Die Spurführung wird durch auf die Rückflächen der Räder wirkende Radlenker an der gegenüberliegenden Schiene gewährleistet. Wenn auf einer Strecke Fahrzeuge mit unterschiedlich breiten Spurkränzen und damit unterschiedlichem Rückflächenabstand eingesetzt werden (z. B. Straßenbahnfahrzeuge auf Eisenbahnstrecken), kann diese Lösung nicht eingesetzt werden. Weichen für den Hochgeschwindigkeitsverkehr (Schnellfahrweichen) haben aufgrund des flachen Kreuzungswinkels sehr lange Herzstücke und Herzstücklücken. Würde man gewöhnlich konstruierte Herzstücke verwenden, dann müsste die Last von der dann sehr langen und dünnen Herzstückspitze und von der nach außen wegführenden Flügelschiene mit nur sehr kleinen Kontaktflächen getragen werden, was zu starken Verschleißerscheinungen führen und die Laufsicherheit beeinträchtigen würde.
In beiden Fällen werden Weichen mit beweglichen Herzstücken eingesetzt, für die es zwei unterschiedliche Ausführungsarten gibt:
- bewegliche Herzstückspitze: Die Herzstückspitze ist seitenbeweglich (federnd oder drehbar) gelagert und wird wie eine Weichenzunge gegen die Flügelschiene gedrückt (siehe Bild)
- bewegliche Flügelschienen: Bei dieser Bauform werden die Flügelschienen gegen die feststehende Spitze verschoben.

In beiden Fällen wird die Herzstücklücke geschlossen. Die Spitze des Herzstücks muss keine Last mehr tragen und ist leicht abgesenkt. Sie dient nur noch der seitlichen Führung. Diese ist nun unterbrechungsfrei, sodass Radlenker nicht benötigt werden. Problematisch ist bei beweglichen Flügelschienen, dass die Fahrkante bei diesen im Fehlerfall nach außen weggedrückt werden kann. Sie müssen daher auf der Außenseite abgestützt werden, wie das bei den Weichen der Wiener Lokalbahn zu sehen ist. Ansonsten müssen an den gegenüberliegenden Fahrschienen die Radlenker doch beibehalten werden.
Auch bei vielbefahrenen Weichen und Kreuzungen werden manchmal bewegliche Herzstücke eingebaut, selbst wenn dies aus geometrischen Gründen nicht unbedingt nötig wäre. Der Grund liegt hier vor allem im wesentlich geringeren Verschleiß der lückenlosen Schiene, der die Mehrkosten für den zusätzlichen Antrieb aufwiegt.
Ein weiterer Grund ist das Verkehren von Fahrzeugen mit unterschiedlichen Radreifen- und Spurkranzformen. Typisch dafür ist Mischbetrieb von Straßenbahn- und Eisenbahnfahrzeugen auf demselben Gleis. Wegen des größeren Rückflächenabstandes eines Straßenbahnradsatzes und der in der Regel schmaleren Laufflächen ist eine sichere Führung durch den Fernbahnradlenker und ebenso das Überlaufen der Herzstücklücke nicht gewährleistet. Gut sichtbare Beispiele sind die Strecke Wien Philadelphiabrücke–Baden der Lokalbahn Wien–Baden, die im Mischbetrieb befahrenen Strecken der Stadtbahn Köln/Bonn im Zug der Linien 7, 16 und 18 und die Bahnstrecke Zwickau–Zwickau-Zentrum.
Auch außerhalb Deutschlands gab es solche Weichen, z. B. bei der 1927 von einer Lokalbahn zur Straßenbahn umgebauten Linie 11 der HTM (Den Haag, Niederlande). Um die an der Strecke angeschlossenen Industriebetriebe bis Scheveningen mit Eisenbahnwagen bedienen zu können, wurde die ganze Linie mit Weichen mit beweglichen Herzstücken ausgerüstet. Der letzte Güterzug fuhr auf dieser Strecke im Jahr 1974. Einige Weichen existieren noch heute, werden aber bei Weichenauswechslungen durch reguläre Weichen mit Straßenbahnmaßen ersetzt.
Bewegliche Herzstücke sind niemals auffahrbar. Werden sie in falscher Lage befahren, kommt es in jedem Fall zu Schäden.

#### Schnellfahrweiche

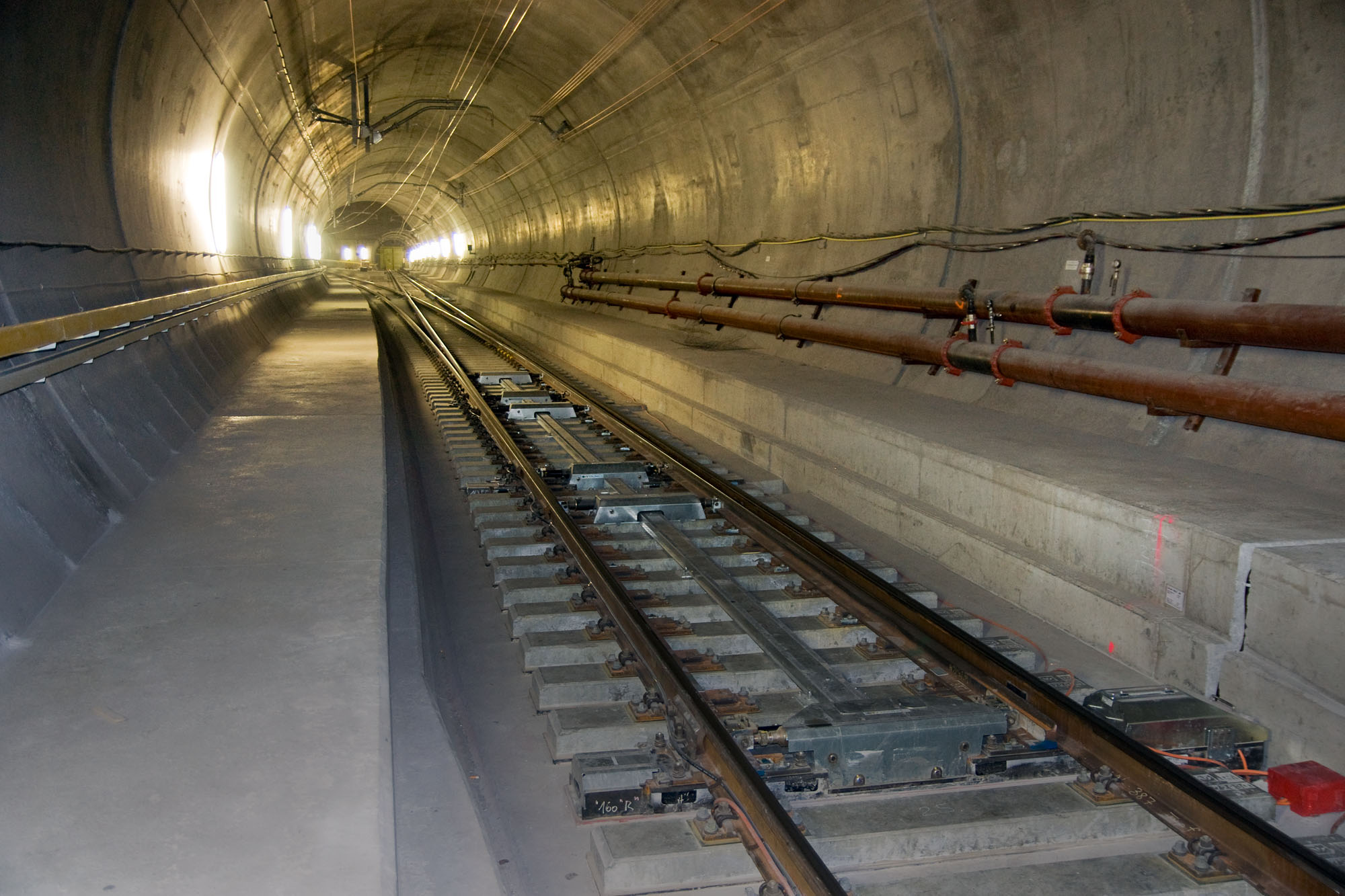
Schnellfahrweiche im Gotthard-Basistunnel

Als Schnellfahrweichen werden Weichen mit einer hohen Zweiggleisgeschwindigkeit bezeichnet. Durch bewegliche Herzstücke wird eine durchgehende Fahrfläche hergestellt, sehr schlanke, lang auslaufende Zungen sollen die aus einer Unstetigkeit resultierenden Kräfte vermindern. Durch die lang auslaufenden Zungen sind mehrere Kraftangriffspunkte notwendig.
Die seit den frühen 1970er Jahren geplanten Neubaustrecken in Deutschland erforderten neue Weichenkonstruktionen, die den erhöhten physikalischen Beanspruchungen gerecht werden konnten. Zunächst stand die zulässige Geschwindigkeit im Mittelpunkt der betrieblichen Anforderungen. Da bei selten genutzten Gleiswechseln nur das gerade Stammgleis mit hoher Geschwindigkeit befahren wird, ging man anfangs davon aus, dass einfache Weichen der Form EW 60-1200-1:18,5 mit festen Herzstücken ausreichend wären, so dass diese Bauform in den Überleitstellen der ersten deutschen Schnellfahrstrecke Hannover–Würzburg überwiegend zum Einsatz kam.
Für lange Zeit waren EW xx-1200-1:18,5 die Weichen mit der höchsten Zweiggleisgeschwindigkeit bei deutschen Bahnen. Die DB hatte bis Mitte der 1970er Jahre zwei Bauarten von Herzstücken mit beweglicher Spitze entwickelt: gelenk- und federbeweglich. Beide waren in insgesamt 32 Weichen in Erprobung. Für hohe Geschwindigkeiten wurden die Weichen EW 60-1200-1:18,5 (für 100 km/h im Zweiggleis, in je einer Ausführung für beide Herzstück-Konstruktionen) und die EW 60-2500-1:26,5 mit federnd-beweglicher Spitze (Zweiggleisgeschwindigkeit 130 km/h) entwickelt.
Als Schnellfahrweiche, die auch im Abzweig für höhere Geschwindigkeiten geeignet ist, gab es in der Anfangszeit nur die EW 60-2500-1:26,5 (zulässige Geschwindigkeit im Abzweig 130 km/h), die wegen der geometrisch bedingten großen Herzstücklücke von Anfang an über eine bewegliche Herzstückspitze verfügte. Sie eignete sich daher z. B. in der Schnellfahrstrecke Hannover–Würzburg für den Abzweig Sorsum (von und nach Hildesheim), dessen weiterer Bogenverlauf ohnehin nur eine Geschwindigkeit von 130 km/h ermöglicht.
Andere Abzweige, die mit noch größeren Geschwindigkeiten befahren werden sollten, erforderten noch längere Weichen. So wurden in der Schnellfahrstrecke Mannheim–Stuttgart erstmals die (zwei verschiedene Radien aufweisenden) Korbbogenweichen EW 60-7000/6000-1:42 und EW 60-6000/3700-1:32,5 eingebaut. Sie erfordern nicht nur bewegliche Herzstücke, sondern auch erheblich längere Weichenzungen und dadurch mehrere Antriebe. Bei Korbbogenweichen beginnt der Bogen an den Weichenzungen mit einem größeren Halbmesser (bei der EW 60-7000/6000 mit 7000 Metern), um dann etwa zur Weichenmitte hin in einen kleineren Halbmesser (hier: 6000 Meter) überzugehen. Nach dem Herzstück schließt sich im Abzweig ein Übergangsbogen an, der das Gleis wieder in die Gerade führt. Daher können Korbbogenweichen bei streckenüblichem Gleismittenabstand nicht in Überleitstellen verwendet werden.
Weichenlaternen sind vom Grundsatz her nur noch dort notwendig, wo ohne technisch gesicherte Rangierfahrstraßen rangiert wird und das Personal den eingestellten Fahrweg erkennen können muss. Abweichend davon verfügen die Schnellfahrweichen mit beweglicher Herzstückspitze zusätzlich immer noch über (mehrere) herkömmliche Weichenlaternen, um dem Instandhaltungspersonal eine Rückmeldung über die synchrone Stellung von Zungen und Herzstückspitze zu bieten.
Folgende Bauarten für Schnellfahrweichen (Regelweichen) gibt es im Bestand der Deutschen Bahn, konzipiert für die ersten deutschen Schnellfahrstrecken Mannheim–Stuttgart und Hannover–Würzburg:
| Weichenbauart (kurz)      | Antriebe / Verschlüsse Zungenvorrichtung / Herzstückspitze | zulässige Geschwindigkeit Stammgleis / Abzweig | Beispiele |
| ------------------------- | ---------------------------------------------------------- | ---------------------------------------------- | --------- |
| EW 60-1200-1:18,5-fb      | 1 / 3 + 1 / 2                                              | 280 km/h / 100 km/h                            |           |
| EW 60-2500-1:26,5-fb      | 1 / 4 + 1 / 3                                              | 280 km/h / 130 km/h                            |           |
| Korbbogenweiche           |                                                            |                                                |           |
| EW 60-6000/3700-1:32,5-fb | 2 / 7 + 1 / 3                                              | 280 km/h / 160 km/h                            |           |
| EW 60-7000/6000-1:42-fb   | 2 / 8 + 1 / 3                                              | 280 km/h / 200 km/h                            |           |

(Anmerkung: -fb = federnd bewegliches Herzstück)
Auf der britischen High Speed 2 sind bis zu 382 m lange Weichen mit Abzweiggeschwindigkeiten von bis zu 230 km/h vorgesehen. 230 km/h sind ebenfalls vorgesehen für die geplante Strecke zwischen der Schnellfahrstrecke Hannover–Würzburg und Blankenheim (bei Bebra).

#### Klothoidenweiche
Klothoidenweichen sind eine neue Bauweise von Schnellfahrweichen. Ihr Krümmungsverlauf nimmt linear zu und dient einer ruckfreien Fahrdynamik. Dabei sinkt der Radius des abzweigenden Stranges kontinuierlich, nach der geometrischen Form der Klothoide, ab. Der für Fahrgäste unangenehme Ruck beim Gleiswechsel fällt dadurch wesentlich sanfter aus als bei den bislang gängigen Korbbogenweichen, zusätzlich ist der Verschleiß geringer. Bei Klothoidenweichen für Abzweigstellen endet der abzweigende Strang als Kreisbogen. Bei Klothoidenweichen für Gleisverbindungen endet er als Gerade, um zusammen mit der Nachbarweiche eine Zwischengerade von ausreichender Länge zu erhalten.
Im Netz der Deutschen Bahn kam die neue Bauform in größerer Stückzahl erstmals auf der im September 1998 eröffneten Schnellfahrstrecke Hannover–Berlin zum Einsatz.
Seit Einführung der LuFV sind die Mehrkosten von Klothoidenweichen gegenüber Kreisbogenweichen oder Korbbogenweichen allerdings nicht mehr zuwendungsfähig. Nach dem Jahr 2008 wurden deshalb in Deutschland keine Klothoidenweichen mehr neu eingebaut, und vorhandene werden bei anstehenden Erneuerungen durch konventionelle Weichen ersetzt. Dies betraf beispielsweise im Jahr 2018 die Weiche 03 im Bahnhof Bitterfeld, eine EW 60-16000/6100, die durch eine gleichermaßen mit 200 km/h abzweigend befahrbare Korbbogenweiche des Typs EW 60-7000/6000 ersetzt wurde.
Bauarten für Klothoidenweichen im Bestand der Deutschen Bahn:
| Weichenbauart (kurz)            | Antriebe / Verschlüsse Zungenvorrichtung / Herzstückspitze | zulässige Geschwindigkeit Stammgleis / Abzweig | Bemerkungen                                                                         | Beispiel |
| ------------------------------- | ---------------------------------------------------------- | ---------------------------------------------- | ----------------------------------------------------------------------------------- | -------- |
| EW 60-3000/1500 1:18,132 fb     | 4 / 4 + 3 / 3                                              | 330 km/h / 100 km/h                            | Für Abzweigstellen                                                                  |          |
| EW 60-3000/1500/∞ 1:23,735 fb   | 4 / 4 + 3 / 3                                              | 330 km/h / 100 km/h                            | Für Gleisverbindungen                                                               |          |
| EW 60-4800/2450 1:24,257 fb     | 5 / 5 + 3 / 3                                              | 330 km/h / 130 km/h                            | Für Abzweigstellen                                                                  |          |
| EW 60-4800/2450/∞ 1:30,686 fb   | 5 / 5 + 3 / 3                                              | 330 km/h / 130 km/h                            | Für Gleisverbindungen                                                               |          |
| EW 60-10000/4000 1:32,05 fb     | 6 / 6 + 3 / 3                                              | 330 km/h / 160 km/h                            | Für Abzweigstellen                                                                  |          |
| EW 60-10000/4000/∞ 1:39,173 fb  | 6 / 6 + 3 / 3                                              | 330 km/h / 160 km/h                            | Für Gleisverbindungen                                                               |          |
| EW 60-16000/6100 1:40,154 fb    | 8 / 8 + 3 / 3                                              | 330 km/h / 220 km/h                            | Für Abzweigstellen                                                                  |          |
| EW 60-16000/6100/∞ 1:47,6539 fb | 8 / 8 + 3 / 3                                              | 330 km/h / 220 km/h                            | Für Gleisverbindungen. Diese Bauart war spezifiziert, wurde aber niemals eingebaut. |          |

### Herzstücke mit Flachrille
Auch im Falle eines zu steilen Herzstückwinkels fällt der Radsatz in die Lücke zwischen Spitze und Flügelschiene. Da solche steilen Kreuzungswinkel jedoch üblicherweise nur bei Gleisen eintreten, die mit geringen Geschwindigkeiten befahren werden (Industrieanschlüsse, Straßenbahnen etc.), wird in diesem Fall meist ein Herzstück mit Flachrille eingebaut. Hierbei läuft das Rad kurzzeitig auf dem Spurkranz und wird auf diese Weise über die Lücke gehoben. Solche Herzstücke unterliegen einem größeren Verschleiß, da die Auflagefläche des Spurkranzes wesentlich geringer ist als jene der Lauffläche.

### Rückfallweiche

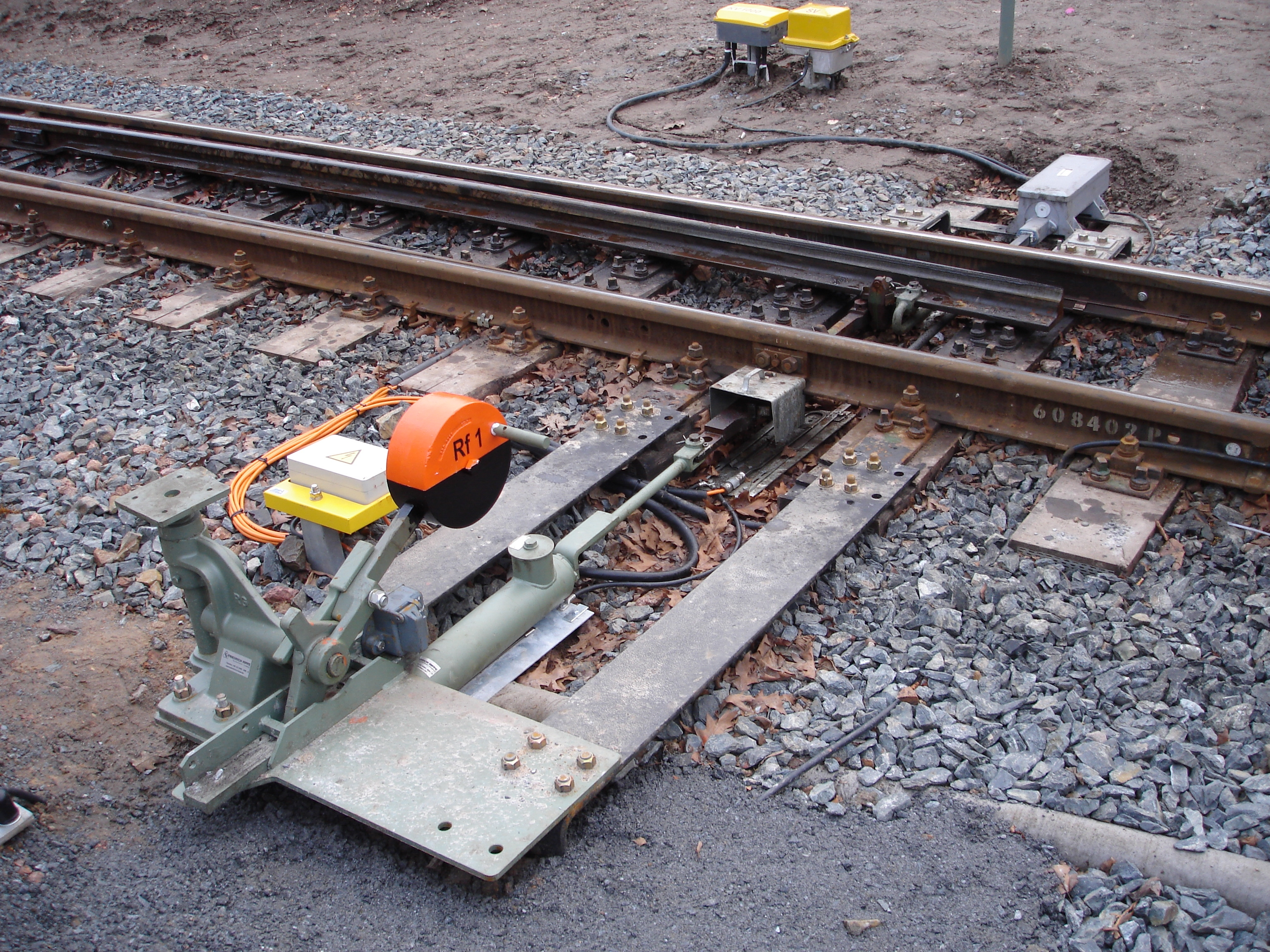
Schmalspurige Rückfallweiche (Weißeritztalbahn)

Eine Rückfallweiche kehrt nach dem Auffahren selbsttätig in ihre ursprüngliche Stellung zurück. Rückfallweichen werden häufig an eingleisigen Strecken eingesetzt, z. B. im Zugleitbetrieb. In Bahnhöfen mit mindestens zwei Rückfallweichen sind Zugkreuzungen ohne Weichenbedienung möglich. Eine Rückfallweiche wird mithilfe einer Handstellvorrichtung in einer Stellung festgehalten. Diese Handstellvorrichtung wird durch ein Weichenbockschloss verschlossen und gegen unbefugte Betätigung gesichert. Sie ist mit der Schieberstange durch ein Federglied an Stelle der Bockstange verbunden. Beim Auffahren vom Herzstück her drückt der Spurkranz der ersten Achse die bisher abliegende Zunge in die andere Lage. Dabei wird die Rückstellfeder im Federglied gespannt. Nach dem Freifahren der Zungenvorrichtung „fällt“ sie, nach einer Verzögerung von einigen Sekunden, von der Federkraft der ölgedämpften Rückstellfeder angetrieben, wieder in ihre Grundstellung zurück, daher die Bezeichnung Rückfallweiche. Eine Rückfallweiche lässt sich zum Rangieren oder im Fehlerfall wie eine gewöhnliche ortsgestellte Weiche mithilfe der Handstellvorrichtung umstellen. Zur Überwachung der korrekten Endlage der Rückfallweiche und gegebenenfalls des Verschlusses des Schlüssels in der Schlüsselabhängigkeit ist ein Überwachungssignal Ne 13 vor der Weichenspitze aufgestellt, das von einem Zungenprüfkontakt gesteuert wird. Liegt die Rückfallweiche in Endlage ihrer Grundstellung, zeigt das Überwachungssignal ein weißes Licht über einem orangen waagerechten Streifen und einem weiß-orangen schräg gestreiften Mastschild; hat die Rückfallweiche ihre Endlage nicht erreicht, ist das Licht dunkel. In Altanlagen können noch andere Signalisierungen vorkommen.
In Straßenbahnnetzen ist der Einbau von Rückfallweichen (häufig als Federweichen bezeichnet) bei Ausweichen üblich. Sie werden bei Fahrten vom Herzstück aus planmäßig durch jede Achse (bzw. Drehgestell) aufgefahren und fallen nach Durchfahren sofort in ihre Grundstellung zurück. Dadurch entsteht unter einem Wagen kurzzeitig eine „falsche“ Weichenstellung.

### Sandweiche

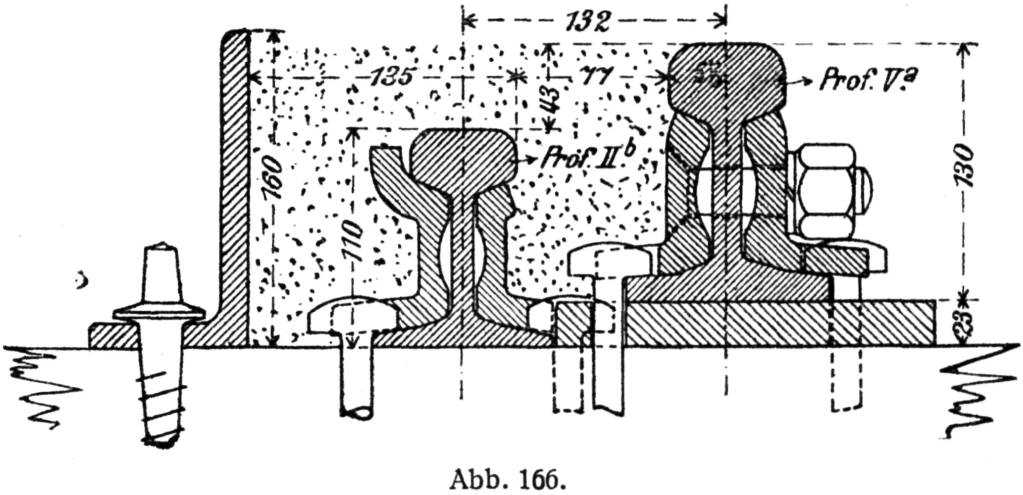
Sandkoffer mit Begrenzung durch Fahrschienen

Eine Sandweiche hat Weichenzungen ähnlich einer einfachen Weiche, der abzweigende Strang endet jedoch schon vor dem Herzstück in einem Sandkoffer. Es handelt sich hier um eine spezielle Bauform der Schutzweiche. Entlaufene Wagen in Bahnhöfen mit Gefälle wurden durch die Sandweiche in einen Gleisabschnitt gelenkt, der mit Sand gefüllt war. Häufig führte dieses Verfahren jedoch zu Entgleisungen, deswegen wird auch in der Schweiz der Begriff Entgleis-, in anderen Ländern Entgleisungsweiche benutzt. Sandweichen wirken somit ähnlich wie Gleissperren und dienen wie diese als Flankenschutzeinrichtung, durften aber auch in von Zügen befahrenen Gleisen eingebaut werden. Sandweichen oder Sandgleise werden heute nur noch selten verwendet, z. B. im Bahnhof Dresden-Friedrichstadt.

### Schleppweiche

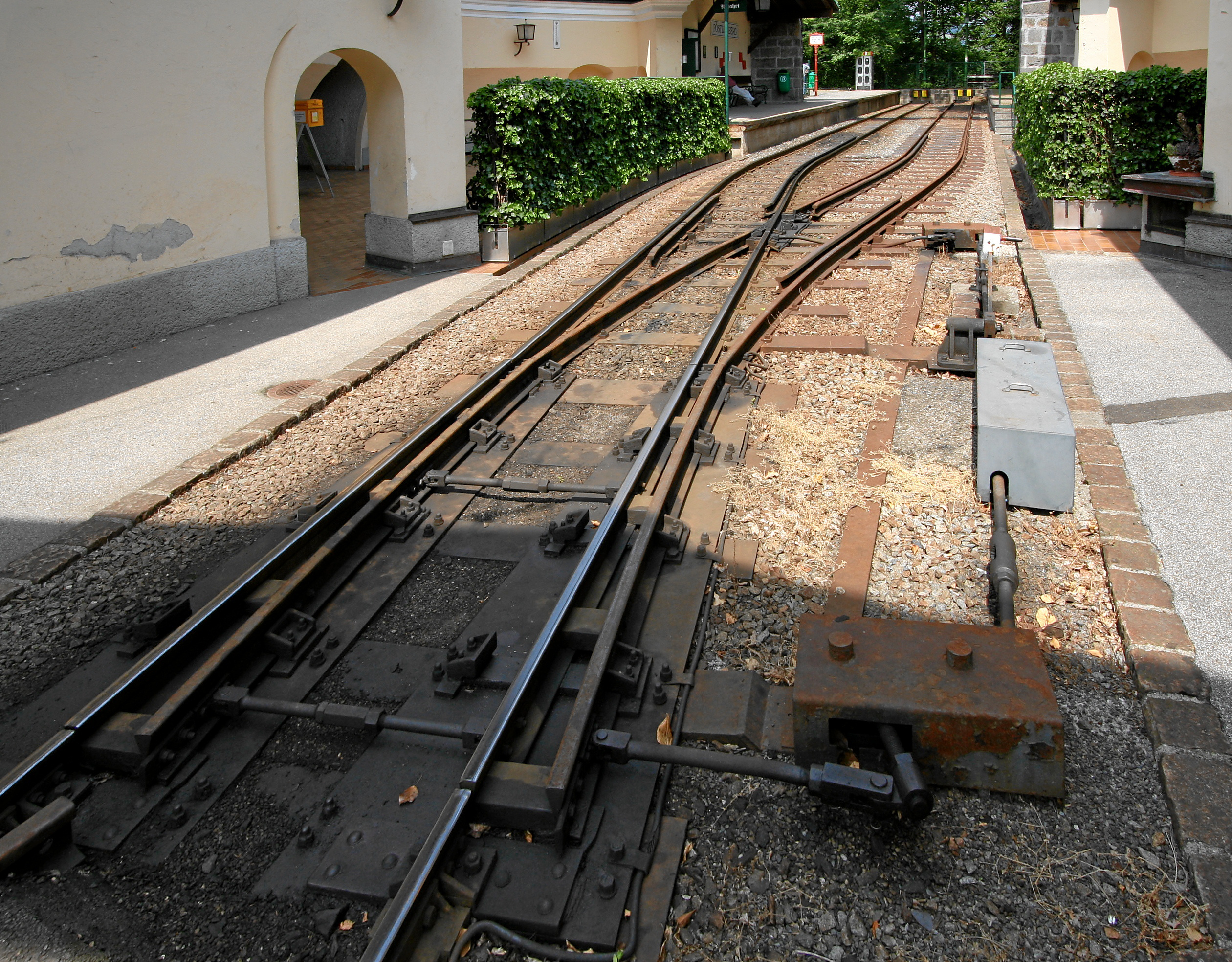
Schleppweiche der Pöstlingbergbahn (2005),
bei der Weichenspitze werden auf jeder Gleisseite die stumpfen Enden von „zwei Zungen geschleppt“.

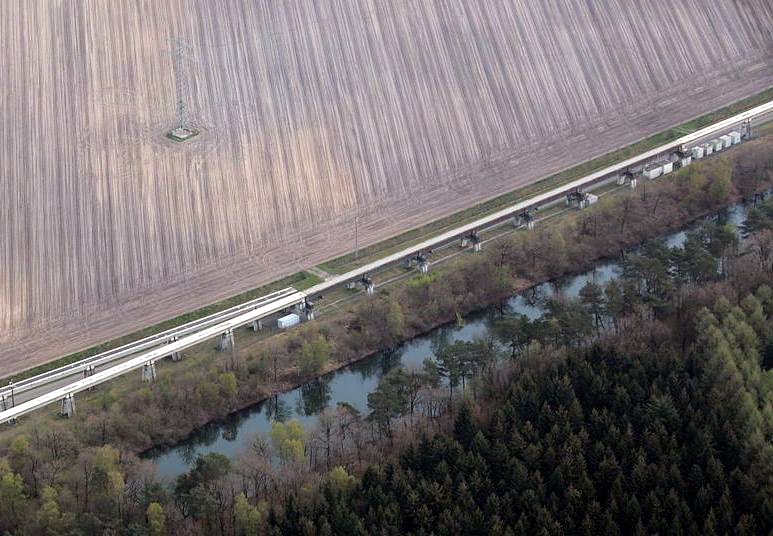
Schleppweiche der Magnetschwebebahn Transrapid auf dem Testgelände im Emsland:
Länge etwa 150 Meter

Bei einer Schleppweiche werden keine Zungen an Backenschienen angelegt bzw. eine Lücke dazwischen gelassen. Bei einer Schleppweiche werden stumpf endende Schienen fluchtend voreinander gesetzt. Die Weiche ist über einen ihrer Zweige befahrbar, wenn für jede der beiden zugehörenden, ein Gleis bildenden Schienen ein solches Fluchtpaar besteht. Beim Umstellen der Weiche werden die zusammen gehörenden Schienenenden quer verschoben („geschleppt“) und fluchtend vor den Schienenenden des anderen Zweiggleises positioniert.
Bei den traditionellen Schleppweichen sind die beiden Zweiggleise bereits miteinander verschlungen, es gibt ein Herzstück. Je nachdem, ob die quer verschieblichen Schienenenden sich bei der Weichenspitze oder nahe beim Weichenherz befinden, gibt es zwei verschiedene Lösungen.
- nahe beim Herzstück: Auf jeder Seite der Weiche fehlen ein Stück Backenschiene und die Zunge.[46] Eine Weichenzunge ist umgekehrt, d. h. schwenkbar am Ende der ankommenden Backenschiene angebracht. Sie wird wechselweise mit ihrem freien Ende fluchtend dem Ende der wegführenden Backenschiene bzw. Zwischenschiene vorgestellt.
- bei der Weichenspitze: Die beiden Zungen sind vorhanden; nur sind sie an ihren freien Enden nicht spitz, sondern stumpf. Aus einem Stück der jeweiligen Backenschiene ist eine jeweils zweite, ebenfalls stumpfe Zunge geworden.[47] Die Drehgelenke der beiden „Zungen“-Paare sind eng benachbart. Sie werden je gemeinsam geschwenkt, wobei entweder die „echte“ oder die „Backen“-Zunge dem Ende der ankommenden Backenschiene fluchtend vorgestellt wird (s. nebenstehende Abbildung einer Weiche der Pöstlingbergbahn).

Die Schleppweichen sind älter als die heute üblichen Zungenweichen. Da sie aber insbesondere bei höheren Geschwindigkeiten nicht betriebssicher sind, wurden sie bei den Eisenbahnen bald durch andere Bauformen ersetzt. Ein Einsatzgebiet sind heute noch Bergbahnen, die aus Sicherheitsgründen über doppelte Spurkränze verfügen oder mit Zangenbremsen ausgestattet sind. Ein bekanntes Beispiel dafür war die Linzer Pöstlingbergbahn, die bis zu ihrem Umbau in den Jahren 2008/2009 mit Schleppweichen ausgestattet war. Auch bei Feldbahnen sind noch vereinzelte Exemplare anzutreffen.
Spurgeführte Verkehrssysteme, die mit einem vom herkömmlichen Zweischienengleis abweichenden Führungssystem ausgestattet sind und deren Fahrzeuge den Fahrweg umgreifen oder in ihn hineinragen – insbesondere alle Arten von Einschienenbahnen (z. B. Alwegbahnen und symmetrische oder asymmetrische Hängebahnen wie die Wuppertaler Schwebebahn oder Magnetschwebebahnen) – benötigen Schleppweichen. Im Prinzip wird hier nur der balkenförmige Fahrweg geschwenkt (eins seiner Enden quer zur Fahrtrichtung geschleppt). Wegen ihres größeren Querschnitts sind sie schwerer als Eisenbahnweichen. Somit sind ihre Herstellungskosten und der Zeitbedarf für das Umstellen größer als bei diesen. Sie benötigen etwa die acht- bis zehnfache Umstellzeit. Dadurch ist die Fahrstraßenbildungszeit sehr viel länger und damit auch die Streckenkapazität geringer als bei Zweischienenbahnen. Dies ist ein wesentlicher Grund, dass solche Systeme singuläre Inselbetriebe bleiben und sich nicht zum Netz entwickeln.
Fahrdrahtweichen für den Oberleitungsbusbetrieb und in Straßenbahnnetzen mit Stangenstromabnehmern funktionieren aber noch nach dem Prinzip der Schleppweiche.

### Zungenlose Weiche

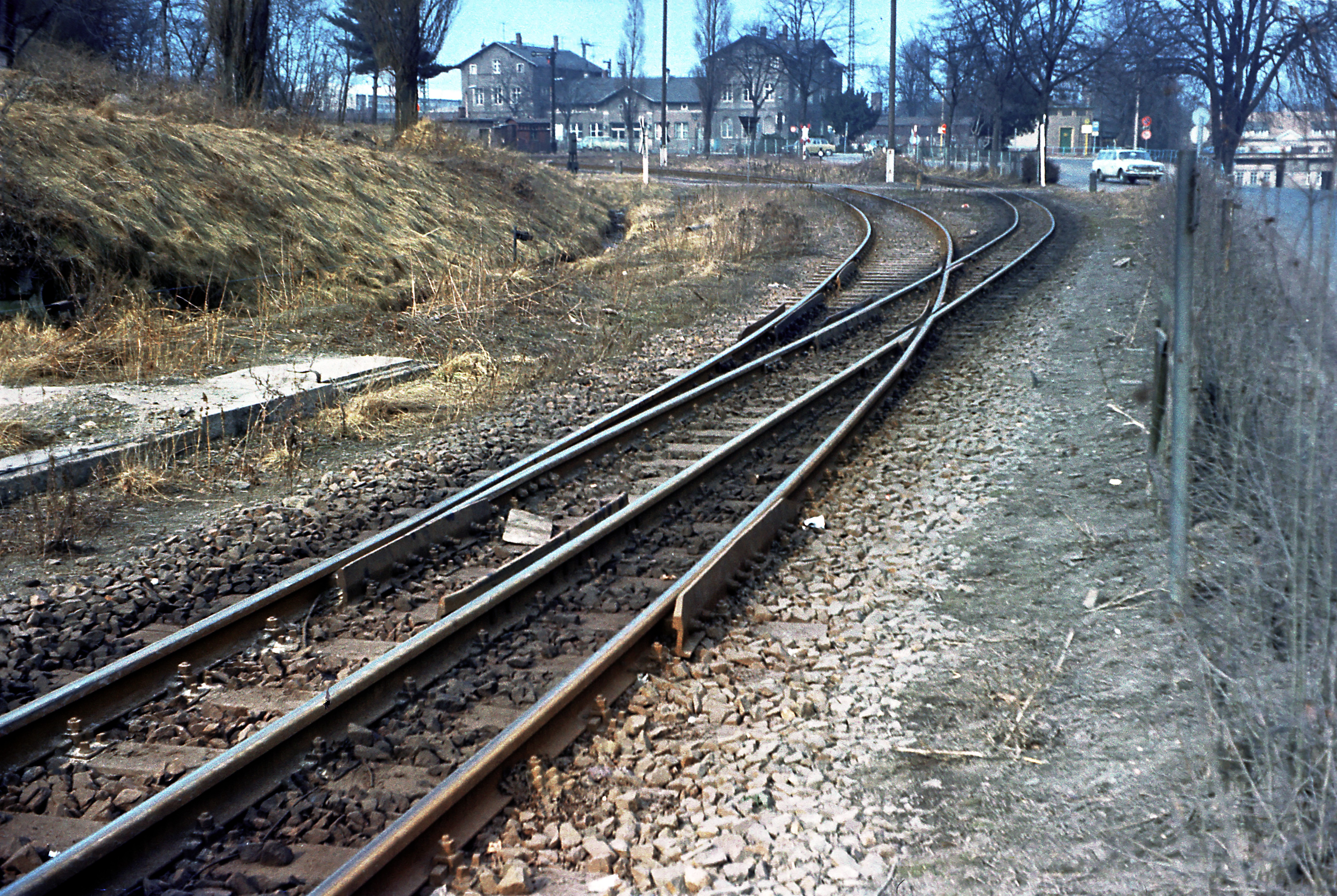
Zungenlose Zusammenführung von Regel- und Schmalspur (Bf Oschatz 1982)

#### Allgemeines
Zungenlose Weichen werden am Anfang und am Ende eines Drei- oder Vierschienengleises eingesetzt. Ob die Weiche im geraden oder im abzweigenden Strang befahren wird, hängt von der Spurweite ab. Zungenlose Weichen haben ein Herzstück, Flügelschienen und mehrere Radlenker. Um den Durchlauf der Spurkränze durch die möglichst kleine Lücke im gemeinsam benutzten Strang zu garantieren, sind auch auf der Außenseite der Fahrschienen Radlenker erforderlich. Sofern das Schmalspurgleis entgegen der Seite des gemeinsamen Stranges sowie generell bei der Auftrennung eines Vierschienengleises abzweigt, ist zusätzlich ein Doppelherzstück notwendig. Bei frühen Pferdestraßenbahnen kamen auch Weichen ohne Zunge zum Einsatz, wobei durch die Zugrichtung des Pferdes die Fahrtrichtung bestimmt wurde.

#### Zungen- und herzstücklose Anbindung (ZHA)

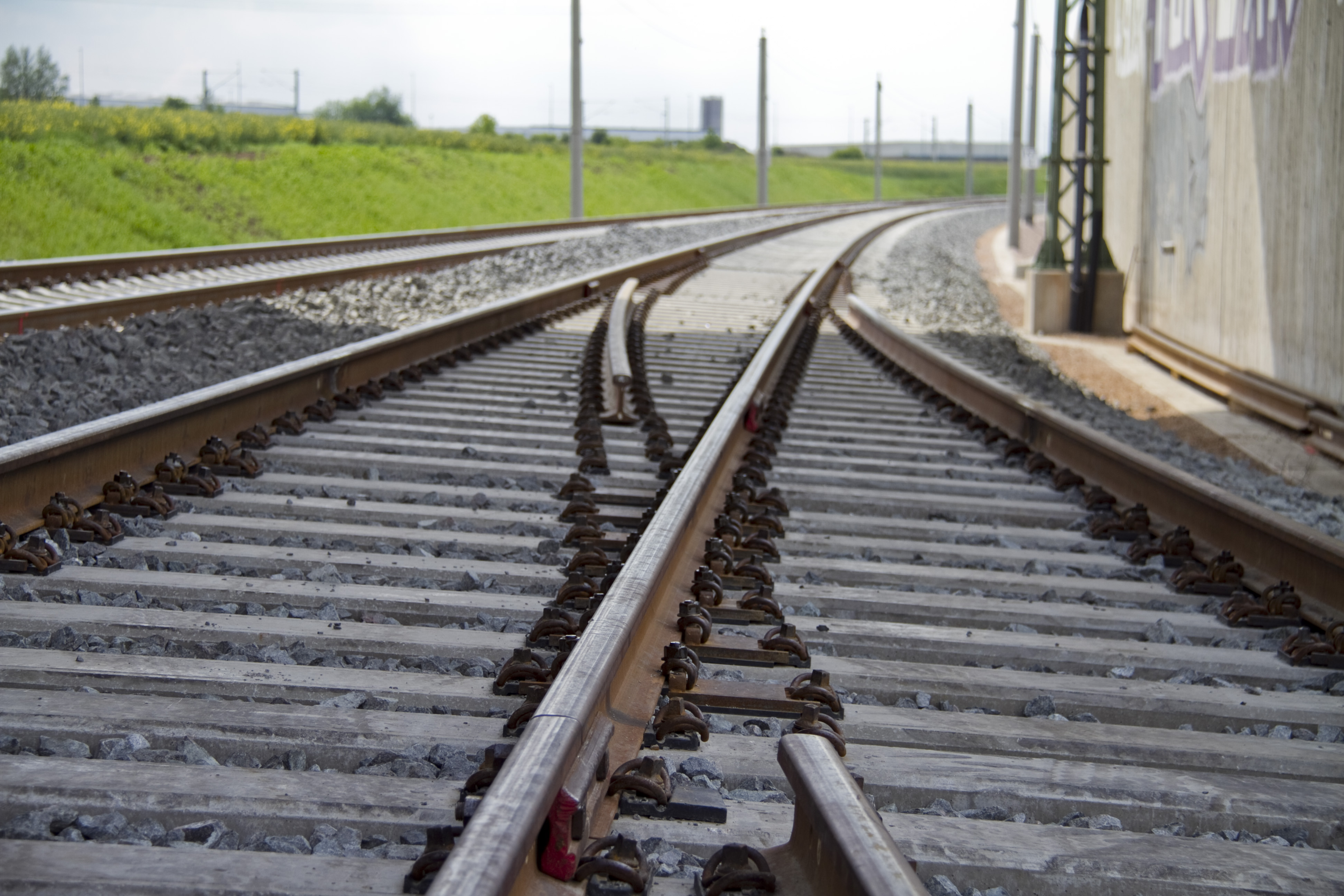
ZHA Umspannwerk Erfurt-Vieselbach (Bauzustand)

Eine Sonderform der zungenlosen Weiche ist die Zungen- und herzstücklose Anbindung (ZHA), die jedoch nicht Weiche genannt wird, und in weichenlosen Gleisanschlüssen genutzt wird. Dabei sind die beiden Schienen des Hauptgleises durchgehend, die des abzweigenden Gleises jedoch unterbrochen. Ist der Abzweig zu bedienen, werden die Schienen des Stammgleises im Bereich, wo sich bei einer vollständigen Weiche die Zungenwurzelstöße und das Herzstück befinden, getrennt, in Richtung des Zweiggleises umgesetzt und mit diesem verlascht. Nach der Bedienung werden die Schienen wieder zurückgesetzt und verschweißt. Diese Art der Abzweigung wird bei sehr selten benutzten Anschlüssen verwendet, z. B. bei Umspannwerken für Trafotransporte. Das Trennen und Wiederverschweißen ist selbst unter Berücksichtigung des gelegentlich erforderlichen Einbaues eines Passstückes günstiger als die Unterhaltung und sicherungstechnische Überwachung einer vollständigen Weiche. Beispiele in Deutschland finden sich bei Langenfeld (Rheinland) , auf der Neubaustrecke Erfurt–Leipzig/Halle am Abzweig zum Umspannwerk Erfurt-Vieselbach , an der Abzweigstelle Saalbach der Schnellfahrstrecke Mannheim–Stuttgart in der Verbindungskurve nach Karlsruhe  sowie im Bahnhof Heidelberg-Kirchheim/Rohrbach .
Zungen- und herzstücklose Anbindungen entsprechen geometrisch genormten Weichen, sie können bei Erfordernis auch zu Regelweichen hochgerüstet werden. Sind sie mit Betonschwellen ausgerüstet, müssen dafür die Schwellen im Zungenvorrrichtungs- und Herzstückbereich gewechselt werden.

### Kletterweiche

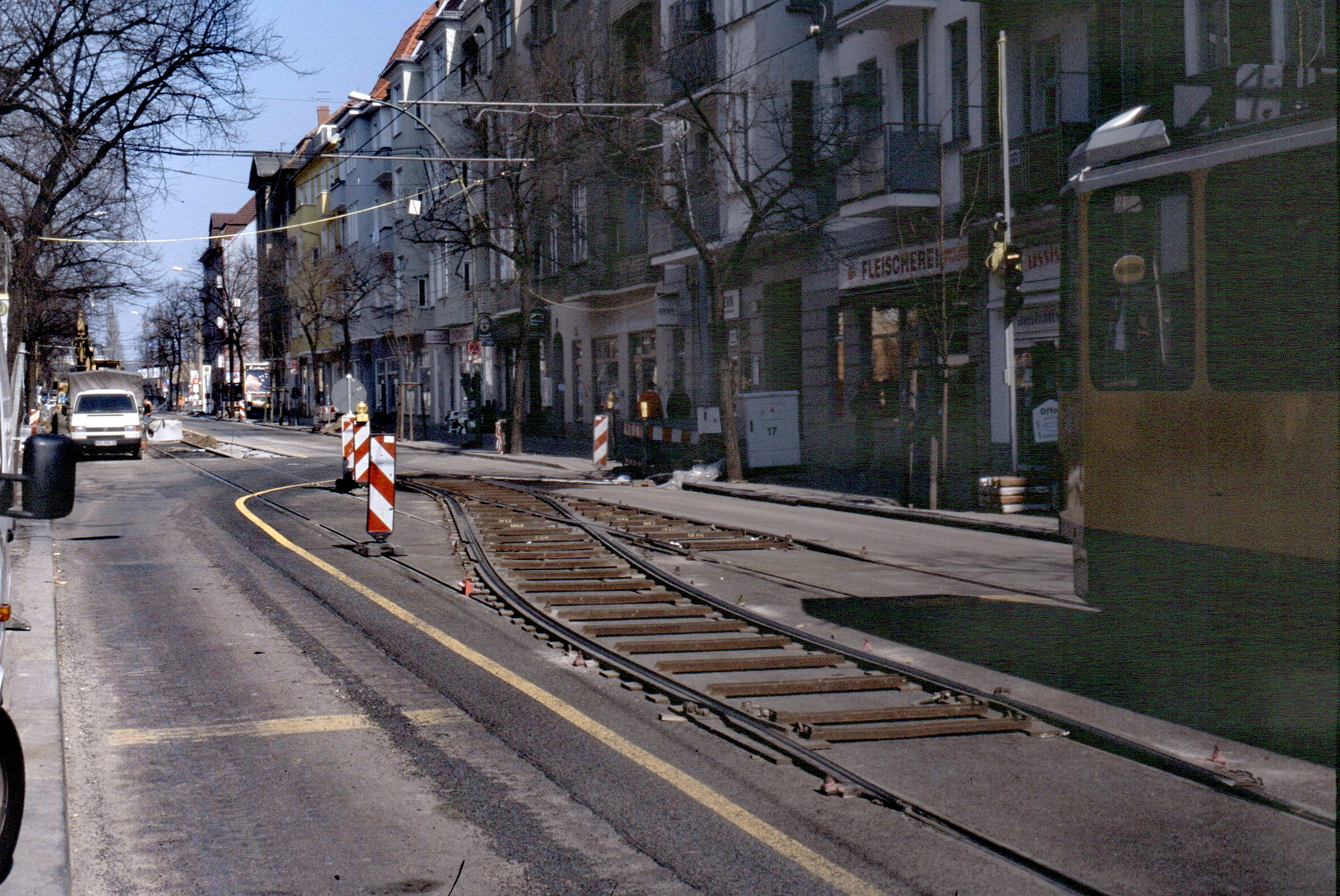
Kletterweiche in Berlin-Schöneweide, 2002

Eine Kletterweiche, auch Auflegeweiche oder Aufliegeweiche genannt, wird üblicherweise nur bei Straßenbahnen und Feldbahnen eingesetzt. Sie wird behelfsmäßig meist wegen Bauarbeiten auf das bestehende Gleis gelegt, um Züge auf ein anderes Gleis überzuleiten. Die Kletterweiche besteht hierzu aus fest miteinander verbundenen Schienenprofilen. Über abgeflachte Enden können die Züge auf die Behelfsweiche fahren und umgeleitet werden.

### Weiche im Mehrschienengleis

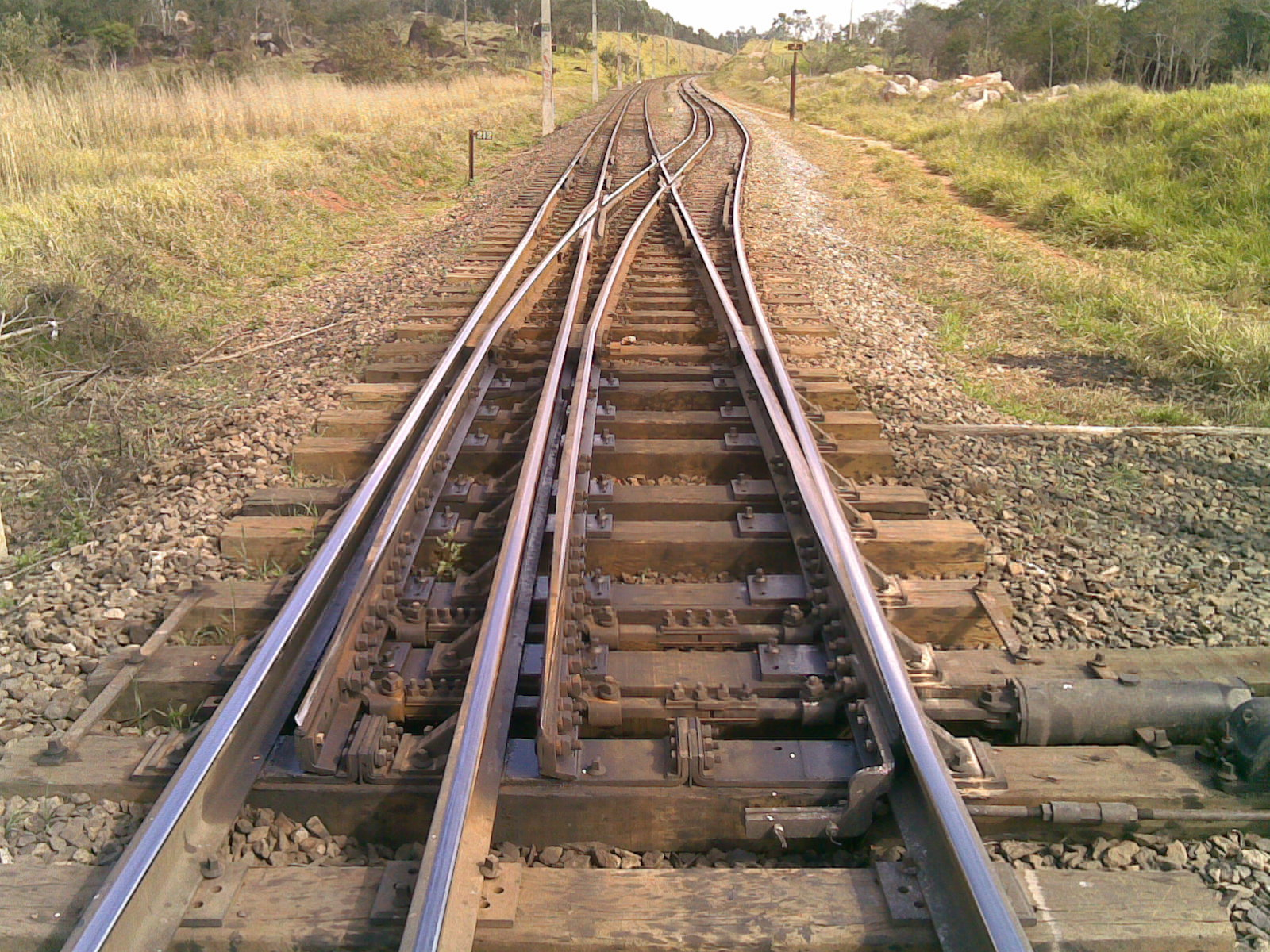
Weiche in Dreischienengleis (Brasilien, 1600 und 1000 mm Spurweite)

Im Verlauf von Drei- oder Vierschienengleisen befindliche Weichen sind Spezialkonstruktionen mit zumeist mehreren Herzstücken. Die Zahl der benötigten Herzstücke ist abhängig von der Art des Mehrschienengleises. Auch die Lage (Seite) der schmaleren Spur innerhalb eines Dreischienengleises wirkt sich diesbezüglich aus. Weiterhin gibt es Unterschiede bezüglich der Art des abzweigenden Gleises. Hier kann es sich entweder um eine der beiden Spurweiten oder auch um ein Mehrschienengleis handeln.

### Zahnradbahnweiche

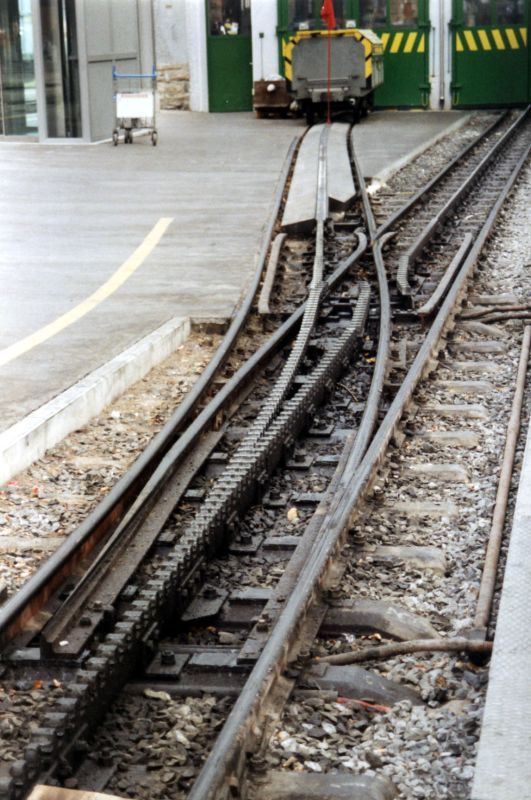
Zahnradbahnweiche mit hochliegender Zahnstange (Wengernalpbahn)

Bei Zahnradbahnweichen gibt es zwei unterschiedliche Szenarien, die prinzipiell von der Höhenlage der Zahnstange abhängig sind. Bestimmend ist, ob der Kopfkreisdurchmesser der Zahnräder mit ausreichendem Sicherheitsabstand über der Schienenoberkante liegt oder darunter.

#### Weiche mit hochliegender Zahnstange
Die Fahrzeuge der Zahnradbahnen mit hochliegender Zahnstange können auch Weichen auf konventionellen (Adhäsions-)Strecken befahren, da die Zahnköpfe ihrer Zahnräder über der Schienenoberkante liegen. Bei Strecken mit kombiniertem Adhäsions- und Zahnradantrieb wurde faktisch ausschließlich diese Variante gewählt und die Weichen befinden sich dort auch überwiegend im Adhäsionsbereich.
Zahnstangenweichen können in diesem Fall etwas einfacher konstruiert werden, wenn die Zwischenschienen nicht betroffen sind. Dabei sind die Zahnstangen an der Kreuzung mit den Zwischenschienen entweder abwechselnd einlamellig und nach der Seite beweglich (Bauart Abt, alte Version) oder sie werden über die Laufschienen geführt, sind aber geteilt und werden abwechselnd seitlich ausgeschwenkt, so dass die Zwischenschienen passend frei befahrbar sind. Das Aus- und Einschwenken findet zusammen mit dem Umstellen der Weichenzungen statt, entweder durch entsprechende Gestänge oder separate Antriebe.
Bedingt durch die heutzutage deutlich höhere Leistung der Antriebe bei möglichst weicher Federung der beiden Zahnkränze der Bauart Abt werden allerdings auch dort inzwischen fast immer beide Lamellen im Weichenbereich durchgehend verlegt, bei entsprechend höherem konstruktiven Aufwand (weil auch im Zungenbereich die beiden Lamellen doppelt geführt und schwenkbar sein müssen). Aber auch bei den anderen Zahnstangensystemen wird zunehmend diese aufwendigere Bauart gewählt, wegen ihrer höheren Belastbarkeit.

#### Weiche mit tiefliegender Zahnstange

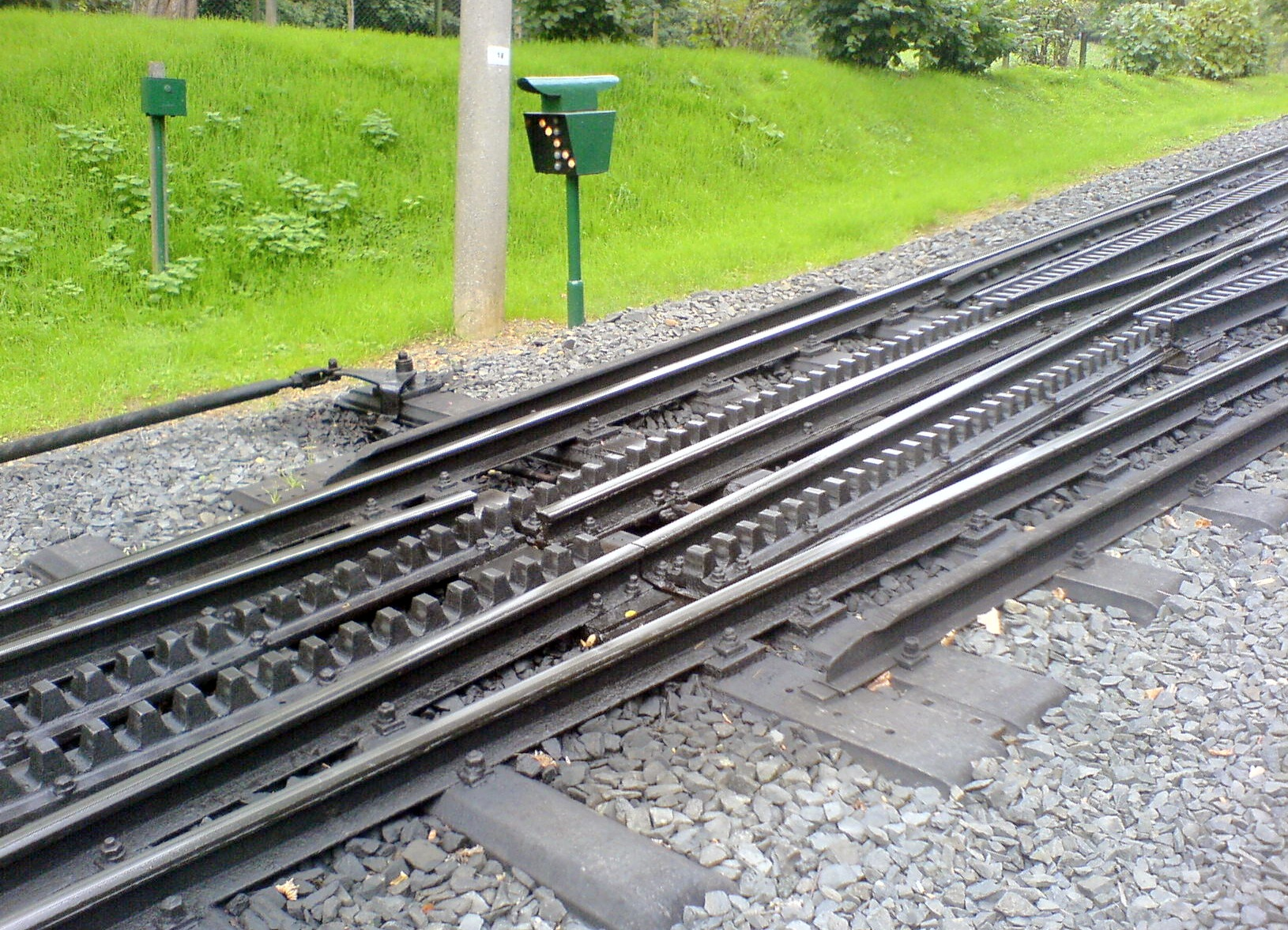
Zahnradbahnweiche mit tiefliegender Zahnstange (Drachenfelsbahn)

Bei tiefliegender Zahnstange müssen die Zahnstangen und die Zwischenschienen dagegen immer unterbrochen und beweglich sein. Das Schwenken der entsprechenden Bauteile erfolgt ebenfalls gemeinsam mit den Weichenzungen. Trotz der Mehrkosten ist diese Bauart gegenüber den in der Anfangszeit der Zahnradbahnen verwendeten Schiebeweichen betrieblich aber deutlich überlegen.

#### Federweiche

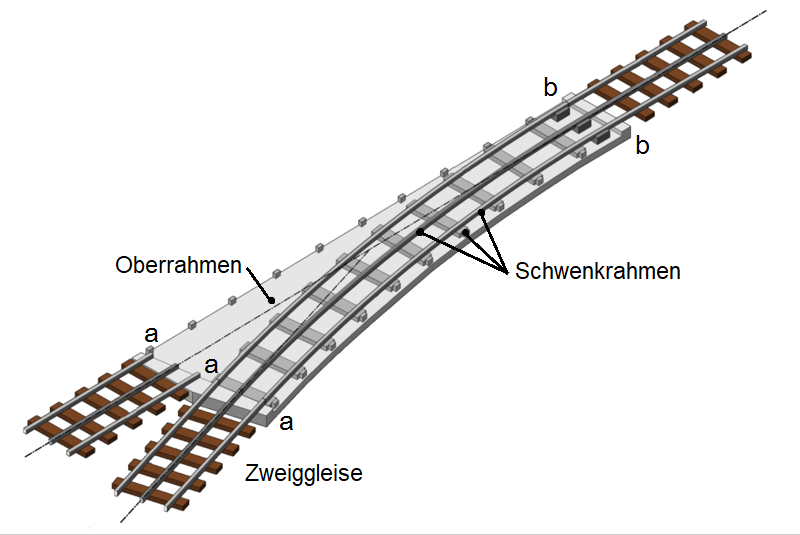
Federweiche der Rigi-Bahnen

Alternativ ist der Einsatz von Federweichen möglich, die ähnlich einer Schleppweiche ausgeführt sind. Seit 1999 setzen die Rigi-Bahnen diese neu entwickelte Bauart ein, bei welcher das freie Ende des ankommenden Gleises von der einen Endlage in die andere geschleppt und dabei entlang einer definierten Kurve gebogen wird. In jeder Endlage fluchten die Schienenenden mit den zugehörigen Schienenenden eines der wegführenden Gleise. Die Konstruktion hat weniger bewegliche Teile als eine übliche Weiche bzw. Zahnstangenweiche. Sie hat u. a. kein Weichenherz und benötigt auch keine Weichenheizung. Später kamen solche Weichen auch bei der Dolderbahn zum Einsatz.

#### Gleiswender und Schiebeweiche

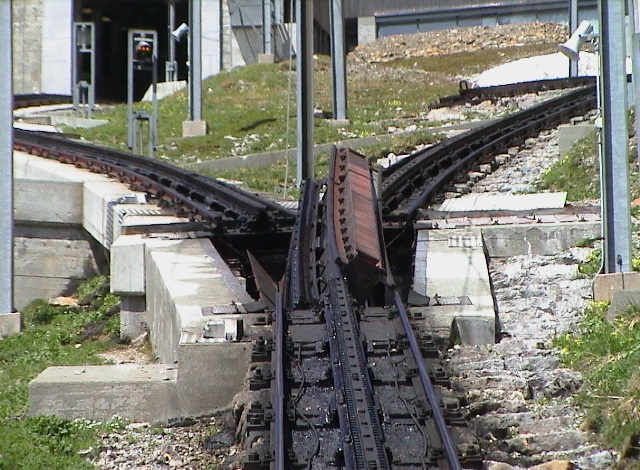
Gleiswender während des Umstellens

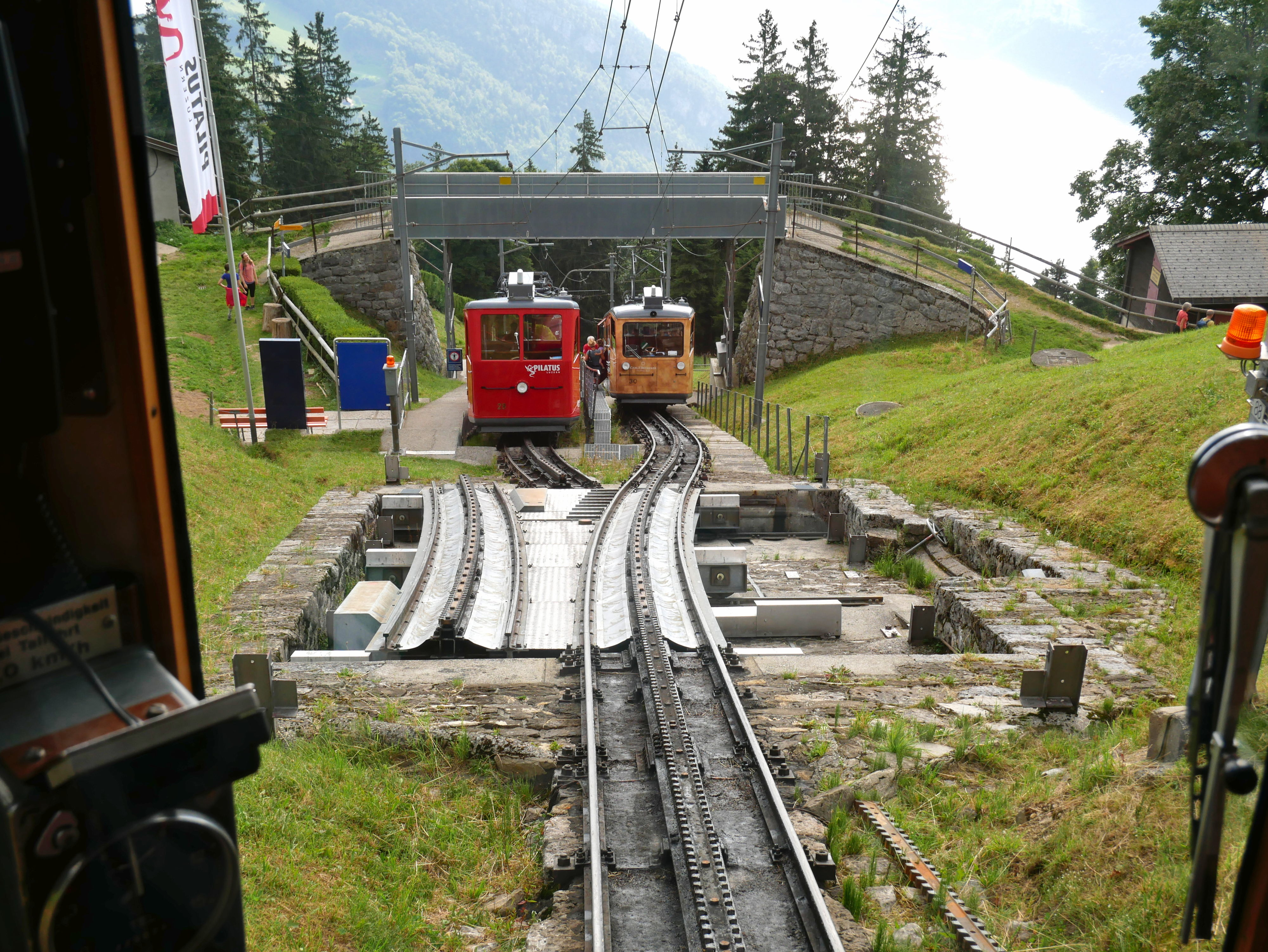
Schiebeweiche in Ämsigen

Bei der Zahnradbahn auf den Pilatus mit Zahnstangen vom System Locher werden noch heute Schiebeweichen und -bühnen sowie seit einigen Jahrzehnten sogenannte Gleiswender eingesetzt. Bei Letzteren wird das Gleis im Verzweigungsbereich von einem Balken ersetzt, dessen auf der Ober- und Unterseite angebrachtes Gleis inkl. Zahnstange für je einen Weichenstrang benutzt wird. Der Balken ist um seine Längsachse, die die Richtung des ankommenden, zu verzweigenden Gleises hat, um 180° drehbar, so dass in beiden Lagen Fahrschienen und Zahnstange durchgängig sind.
Die horizontalen Zahnräder sind nämlich relativ groß und ragen wegen der recht breiten Zahnstange und der schmalen Spurweite von nur 800 mm beidseits über die Schienen hinaus, weshalb die Zahnstange entsprechend hoch angebracht ist. Da sie von den beiden Zahnrädern eingeschlossen wird, kann sie sich nicht wie sonst üblich im Anfangsteil der Weiche verzweigen.
Bereits seit 1964 existieren zwei Gleiswender bei der Bergstation Pilatus Kulm. Beim Umbau der Talstation Alpnachstad im Rahmen der Vorbereitungen für die neuen Triebwagen wurden dort 2021 zwei zusätzliche Gleiswender eingebaut, die abweichend zur symmetrischen Ausführung am Kulm mit einem geraden und einem abzweigenden Strang ausgeführt wurden. Für die Verzweigung am oberen Bahnhofsende bei der Zufahrt zum Depot wurde statt der alten Schiebebühne mit vier Anschlussgleisen ein weiterer Gleiswender eingebaut, auch wurden die beiden Gleiswender am Kulm verstärkt. Die Schiebebühne unten in der Talstation wurde ersatzlos ausgebaut, lediglich im Depot wird noch eine solche verwendet.
Die heute noch in der Kreuzungsstation Ämsigen benutzten Schiebeweichen tragen zwei nebeneinander liegende Gleise für die beiden Stellungen und sind entsprechend breit. Sie sind damit ebenfalls durchgehend befahrbar, benötigen zum Umstellen aber vergleichsweise viel Zeit.

### Bogendrehscheibe

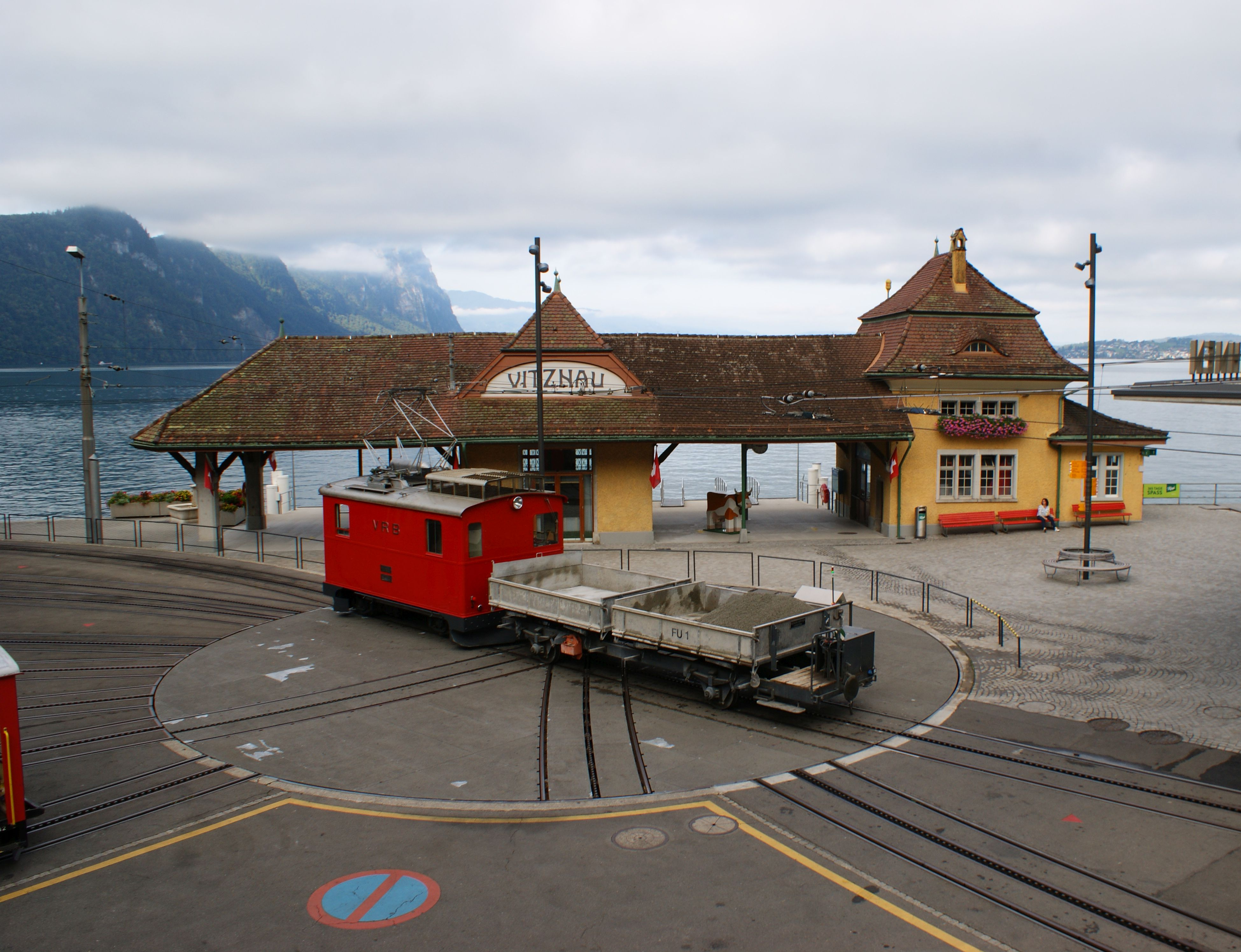
Bogendrehscheibe mit drei Gleisen im Bahnhof Vitznau der VRB

Eine Bogendrehscheibe ist eine Drehscheibe, auf der sich ein gebogenes Gleis befindet. Je nachdem, welches der beiden Bogenenden man in Richtung Einfahrtstrang dreht, zeigt das jeweils gegenüberliegende Bogenende entweder auf den linken oder rechten Ausfahrtstrang. Bei Eisenbahnen sind Bogendrehscheiben eher theoretischer Natur und werden nur sehr, sehr selten verwendet – allerdings war diese Bauform die Standardweiche der Lartigue-Einschienenbahn.
Eine Bogendrehscheibe mit zwei sich kreuzenden Gleisen, von denen eins gerade und das andere im Bogen eingebaut ist, befindet sich im Bahnhof Vitznau der Vitznau-Rigi-Bahn zur Anbindung der Fahrzeughalle an beide Bahnsteiggleise. Diese wurde im Jahr 2021 mit einem dritten, ebenfalls gebogenen Gleis versehen (mit einem anderen Radius). Durch die mehrfache Kreuzung der Fahrschienen und Zahnstangen war dabei ein recht komplexes Herzstück notwendig, nunmehr sind aber mehrere Depotgleise mit den Triebwagen der neueren Generationen erreichbar. Anders wäre das unmöglich, da diese deutlich länger als die Drehscheibe sind – nur für entsprechend kurze Fahrzeuge ist sie tatsächlich als solche nutzbar, für die längeren Fahrzeuge bzw. Garnituren erfüllt sie nur die Funktion einer Weiche.

### Abtsche Weiche bei Standseilbahnen
Die Abtsche Weiche ist eine besondere, meistens in Standseilbahnen benutzte Weiche, die an beiden Enden einer in der Mitte der Strecke befindlichen Ausweichstelle eingebaut ist. Die Weiche weist keine beweglichen Teile auf, weil die Seilbahnwagen durch Räder mit doppelten Spurkränzen auf der Außenschiene geführt werden und auf den Rädern der Innenschiene keine Spurkränze haben.

### Straßenbahnweiche

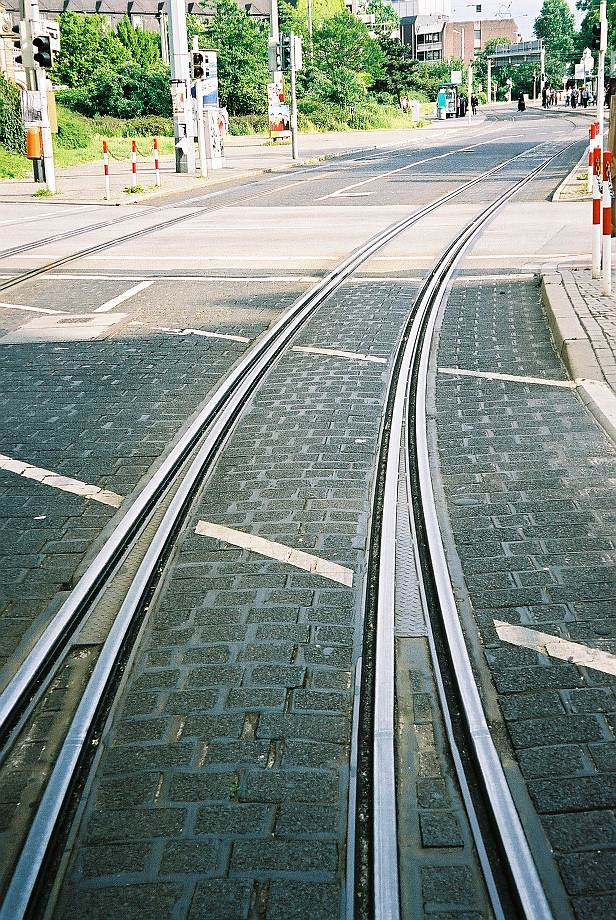
Eine mittels Mehrschienengleis verlegte Weiche einer Straßenbahn (die Zungenvorrichtung befindet sich auf Höhe des Fahrleitungsmastes)

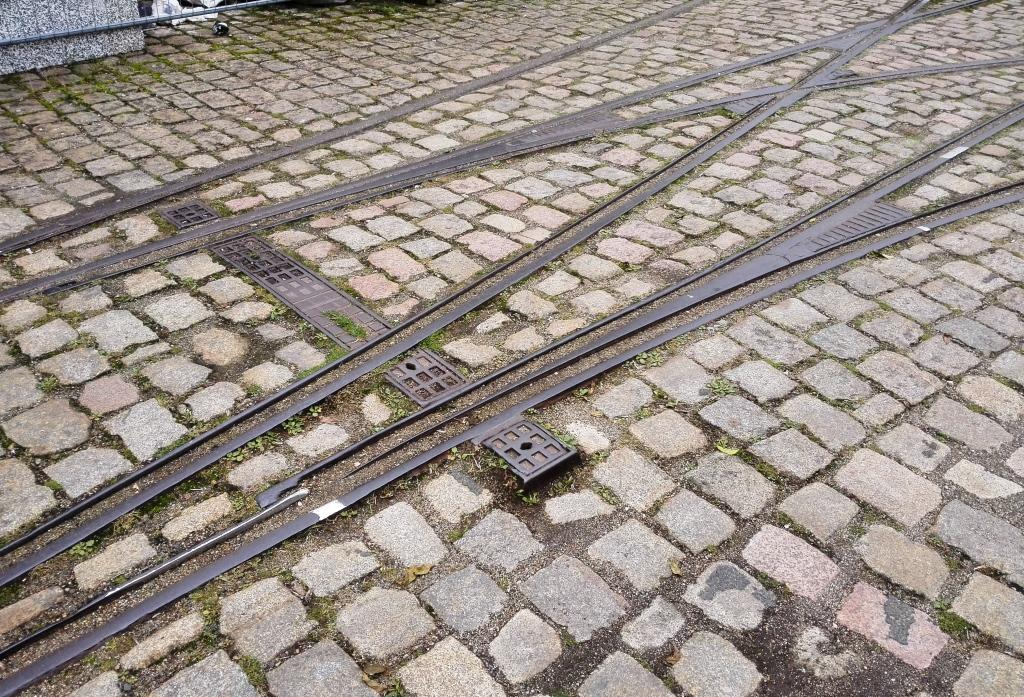
Drehstuhlweiche, Baujahr 1905, der eingestellten Vorortbahn Cotta–Cossebaude (2016)

In Straßenbahnnetzen werden zwei unterschiedliche Weichenkonstruktionen eingesetzt. Bei jenen Streckenabschnitten, die im Straßenplanum liegen, werden Weichen aus Rillenschienen verwendet. Im Radlenkerbereich verengen sich die Rillen der Rillenschienen, bei älteren Bauarten wurden im Bereich von Flachrillenherzstücken auch Radlenkerschienen mit Flachrillen eingebaut. Straßenbahntypische Weichenantriebe für Rillenschienenweichen liegen meist zwischen den Backenschienen. Weil die Zungen in der abliegenden Stellung die Innenkante der Rille bilden, ist der Zungenaufschlag nur etwa so groß wie die Rillenweite und daher deutlich kleiner als bei Eisenbahnweichen.
Straßenbahnweichen, die uneingedeckt auf einem Streckenabschnitt mit eigenem Gleiskörper liegen, entsprechen in der Regel den bei Eisenbahnen üblichen Bauarten. Sichtbare Unterschiede gibt es je nach verwendetem Radreifenprofil bei den Leit- und Rillenweiten der Radlenker und Herzstücke. Diese sind bei klassischen Straßenbahnbetrieben deutlich schmaler, die Radlenker ragen außerdem nicht über die Schienenoberkante der Fahrschienen hinaus. Straßenbahnweichen können wesentlich geringere Bogenradien aufweisen. Kreuzungsweichen sind bei Straßenbahnen selten. Werden straßenbahntypische Weichenantriebe genutzt, dann liegt der Zungenaufschlag auch bei Vignolschienenweichen im bei Rillenschienenweichen üblichen Maß.
In der Vergangenheit wurden bei vielen Betrieben, z. B. in Leipzig, Rillenschienenweichen auch auf eigenem Gleiskörper eingesetzt. Liegt eine Weiche nur teilweise im Straßenraum, dann ist ein Wechsel von Rillen- auf Vignolschienen auch innerhalb der Weiche, jedoch nicht im Zungen- oder Herzstückbereich möglich.
Auf Gleisen mit Mischbetrieb von Straßen- und Eisenbahnfahrzeugen werden grundsätzlich reguläre Eisenbahnweichen verwendet. Sollen Straßenbahnfahrzeuge ohne fahrzeugseitige Anpassungen verkehren, sind Herzstücke ohne Fahrkantenunterbrechung erforderlich. Möglich ist das durch bewegliche Herzstückspitzen oder Flügelschienen. Letztere verwenden beispielsweise die Rheinuferbahn und die Lokalbahn Wien–Baden.

#### Einfache Weiche
Rillenschienen verfügen über einen durchgehenden Spurkanal. Deshalb sind bei Weichen im Straßenplanum keine besonderen Radlenker und Flügelschienen erforderlich. Im Radlenkerbereich verengt sich die Rillenweite allerdings. Da bei Straßenbahnen die Lauffläche der Räder in der Regel schmaler ist als bei Vollbahnen, führt dies insbesondere im Bereich der Herzstücke zu stärkeren Stößen, da die Auflagefläche des Rades kleiner ist. Im Herzstück- und im Radlenkerbereich wird daher die Rillenschiene häufig als Flachrille ausgeführt, bei denen der Spurkranz auf dem Grund der Rille rollt. Seit einigen Jahren werden meist etwas breitere Radreifen eingesetzt, damit wurden in vielen Fällen Tiefrillenherzstücke möglich. Die Laufruhe der Fahrzeuge ist auf diesen deutlich besser.
Bei den frühen Pferdestraßenbahnen waren zungenlose Weichen üblich. Beim spitzen Befahren wurde über die Zugrichtung des Pferdegespannes die Fahrtrichtung auf der Weiche bestimmt. Insbesondere an Kreuzungsstellen wurden auch tiefer ausgearbeitete Rillen für die Vorzugsfahrrichtung verwendet. Mit dem Einsatz von Straßenbahntriebwagen wurden Zungen zur Steuerung der Fahrtrichtung notwendig, wobei häufig Weichen mit nur einer Zunge ausgerüstet wurden.

#### Einzungenweiche

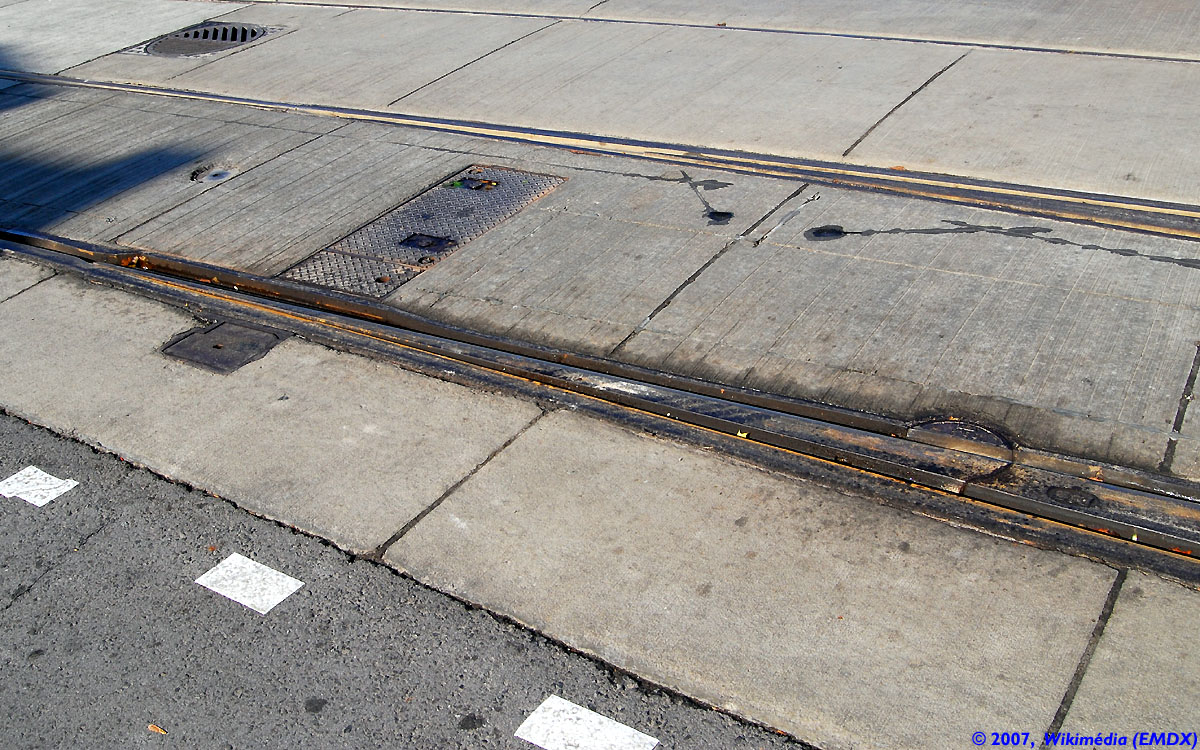
Einzungenweiche in Toronto. Die vom Betrachter entfernt liegende Seite hat keine Weichenzunge.

Einzungenweichen sind Weichen, die nur über eine Zunge verfügen. Sie wurden früher aufgrund ihrer günstigeren Herstellungskosten auf der ganzen Welt eingesetzt, inzwischen findet man sie noch in den Städten der ehemaligen Sowjetunion sowie zum Beispiel in Toronto (Kanada) und San Francisco (Vereinigte Staaten). Die Zunge wirkt an der Backenschiene anliegend wie bei einer gewöhnlichen Weiche, abliegend dagegen als Radlenker. Diese Einzungenweichenkonstruktion ist nur als Gelenkzungenweiche bei kleinem Bogenradius und Rillenschienen möglich. Die zungenlose Seite der Weichenspitze ist in der Regel eine Flachrille mit Spurkranzauflauf.
Trennungen von Dreischienengleisen mit großen Bogenradien werden zur Gewährleistung einer durchgehenden Fahrkante ebenfalls als Einzungenweiche ausgeführt.

#### Vorgezogene Zungenvorrichtung

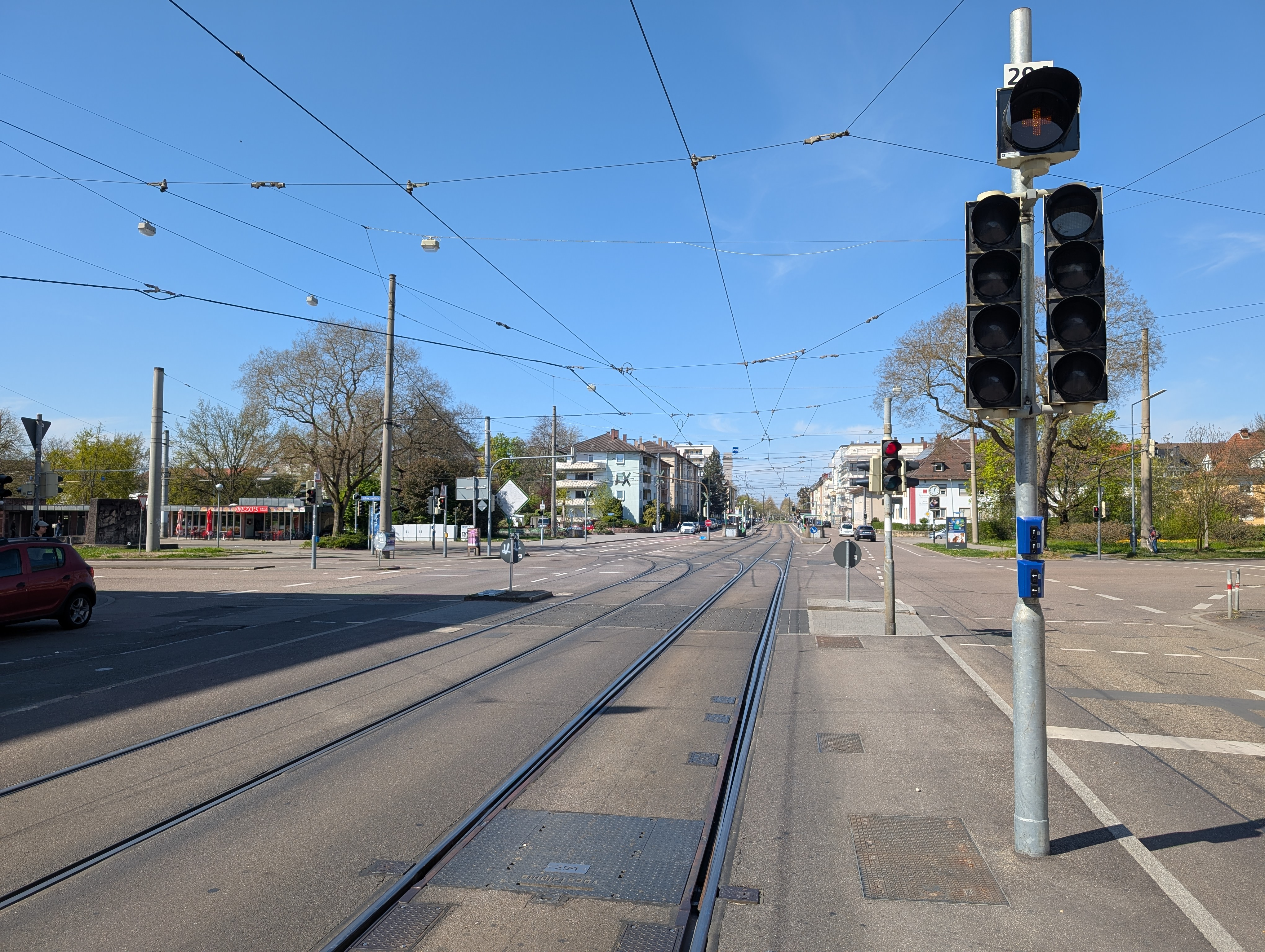
Weiche mit vorgezogener Zungenvorrichtung am Karlsruher Albtalbahnhof

Straßenbahngleise verzweigen sich oft an Straßenkreuzungen. Um Störungen des übrigen Verkehrs auf einer Kreuzung durch Begegnungsverbote im Weichenbereich oder Geschwindigkeitsbeschränkungen (auf unverriegelten spitzbefahrenen Weichen besteht z. B. in Deutschland eine Begrenzung auf 15 km/h) und damit verbundenen längeren Räumzeiten der Kreuzung zu minimieren, wird bei stark durch den Individualverkehr belasteten Kreuzungen die Zungenvorrichtung der Weiche schon einige Meter vor der Straßenkreuzung angeordnet. Die Gefahr für Beschädigungen der Weichenzungen durch andere die Kreuzung passierende Straßenfahrzeuge wird dadurch ebenfalls minimiert.
Diesen Vorteilen steht der Nachteil des höheren Investitionsaufwandes beim Bau entgegen: Vorgezogene Weichenzungen erfordern eine den Örtlichkeiten angepasste relativ komplizierte Weichengeometrie. Zwischen der vorgezogenen Zungenvorrichtung und dem Beginn des Zweigleisbogens bei Kreuzungseinfahrt liegen überdies jeweils zwei Schienen unmittelbar nebeneinander, das entspricht konstruktiv einer Sonderform eines Vierschienengleises.

#### Vorsortierweiche
Bei einer nur bei Straßenbahnen eingesetzten Vorsortierweiche wird das Mehrschienengleis soweit verlängert, dass es beispielsweise über die komplette Länge einer Haltestelle reicht, und mehrere Züge in sie einfahren können. Dies ermöglicht es den Triebwagenführern, bei der Einfahrt in die Haltestelle langsam zu fahren, um die Weichenstellung zu kontrollieren. Solange die Weichenumstellung oberstromabhängig erfolgte, war es damit zusätzlich möglich, den Fahrleitungskontakt im Auslauf und damit fallweise ohne Stromaufnahme zu befahren.
Die Ausfahrt aus der Haltestelle kann nun schneller erfolgen, da auch beim dichten Aufeinanderfolgen von mehreren Zügen keine Weiche mehr gestellt werden muss und auch nicht irrtümlich umgestellt werden kann. Auch nach der Einführung von fahrstromunabhängigen Weichenstellvorrichtungen und unter dem Zug verriegelten Weichen entlasten derartige Vorsortierweichen das Fahrpersonal, das seine Aufmerksamkeit stärker auf das Verkehrsgeschehen richten kann. Der Nachteil besteht darin, dass bei plötzlich auftretenden Störungen (z. B. Unfälle) die Fahrtrichtung in einem solchen Fall nicht mehr kurzfristig geändert werden kann.

## Weichen mit besonderen Aufgaben

### Schutzweiche

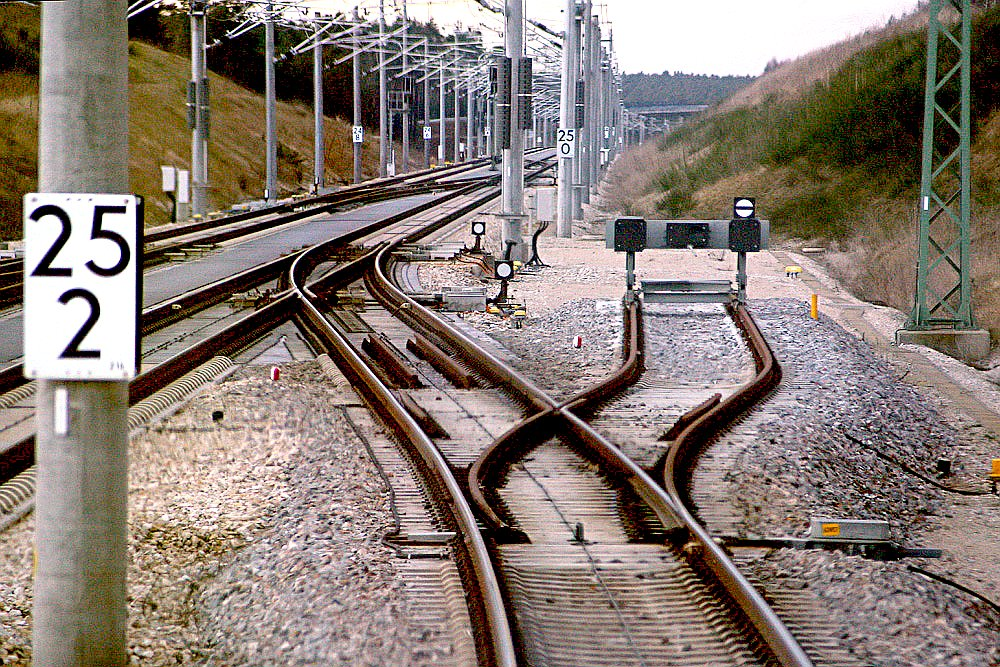
Schutzweiche im Ausweichgleis des Bahnhofs Allersberg

Als Schutz- oder Entgleisweichen bezeichnet man Weichen, deren einzige Aufgabe es ist, durch ihre ablenkende Stellung zu verhindern, dass eine Zugfahrt durch andere Zug- oder Rangierfahrten gefährdet wird (Flankenfahrt). Der ablenkende Strang der Weiche führt meist in ein kurzes Stumpfgleis, das oft von einem Prellbock abgeschlossen wird. In Bahnhöfen findet man Schutzweichen z. B. als Abschluss von Kreuzungs- oder Überholgleisen sowie bei Anschlussgleisen, wenn diese ein Gefälle zum Streckengleis aufweisen.
Eine Sonderform stellen dabei Streckschutzweichen dar. Fährt ein langer Zug in ein Überholgleis ein und löst nach dem Halt die Bremsen wieder etwas, so entspannen sich die Federn in den Puffern der Wagen, was dazu führt, dass sich der Zug nach hinten hin streckt. Um zu verhindern, dass ein sich streckender Zug in das Lichtraumprofil des Nachbargleises gelangt, gibt es dann besondere Weichen, die nach Einfahrt des Zuges umgestellt werden müssen, damit das Strecken des Zuges in ein anderes Gleis erfolgt.
In den Grenzbahnhöfen der DDR wurden Schutzweichen zur Verhinderung von Fluchten aus der DDR eingesetzt. War dies aus Platzgründen nicht möglich, wurden als Sonderlösung dafür auch Gleissperren genutzt.

### Auffangweiche
Aufgabe einer Auffangweiche ist es, das Entlaufen von Fahrzeugen in eine Gefällestrecke zu verhindern. Die Weiche liegt in Grundstellung auf dem ablenkenden Strang, der, ähnlich wie bei der Schutzweiche, meist in ein kurzes Stumpfgleis mit Prellbock führt, aber im Gegensatz zu dieser im Fahrweg des Zuges liegt und erst kurz vor dem Befahren umgestellt wird. Auffangweichen findet man sowohl im Ausfahrweg des bergseitigen als auch hinter dem Einfahrsignal des talseitigen Bahnhofs.

## Gleiswechsel
Bei zweigleisigen Strecken mit Vorzugsfahrtrichtung (Rechtsverkehr in Deutschland) führen auch Gleiswechselbereiche von Überleitstellen eine entsprechende Nomenklatur. Die dabei verwirrende Bezeichnung Gleiswechsel beinhaltet lediglich die Möglichkeit, nicht die Notwendigkeit desselben.
In Straßenbahnnetzen wurden häufig stumpf befahrene Gleiswechsel eingebaut, weil bei diesen keine Gefahr durch irrtümliches oder unbeabsichtigtes Stellen eines Fahrwegs in das Nachbargleis besteht. Klassische Tramnetze haben in der Regel keine Fahrstraßensicherung, die solche Fehlbedienungen verhindern könnte. Außerdem ist so die Gefahr des Entgleisens geringer, da das Auffahren dieser Weichen in der Regel gefahrlos möglich ist.
Um bei einer Baustelle während der Reparatur oder Erneuerung einer Straßenbahnstrecke Spitzkehrenfahrten zu vermeiden, wird das intakte Gleis in beiden Richtungen befahren. Dafür wird vor der Baustelle eine Gleisverbindung mit einer Kletterweiche aufgelegt, über die die Straßenbahn vom Baustellengleis auf das Gleis der Gegenrichtung wechseln kann. Hinter der Baustelle wird der fest eingebaute, jetzt spitz befahrene Gleiswechsel befahren, um wieder zurück auf das ursprünglich befahrene Gleis zu gelangen.

Gleiswechsel links: spitz befahren (zwei Linksweichen) rechts: stumpf befahren (zwei Rechtsweichen)
links: regulärer Gleiswechsel rechts: Kletterweiche

## Weichenrekorde

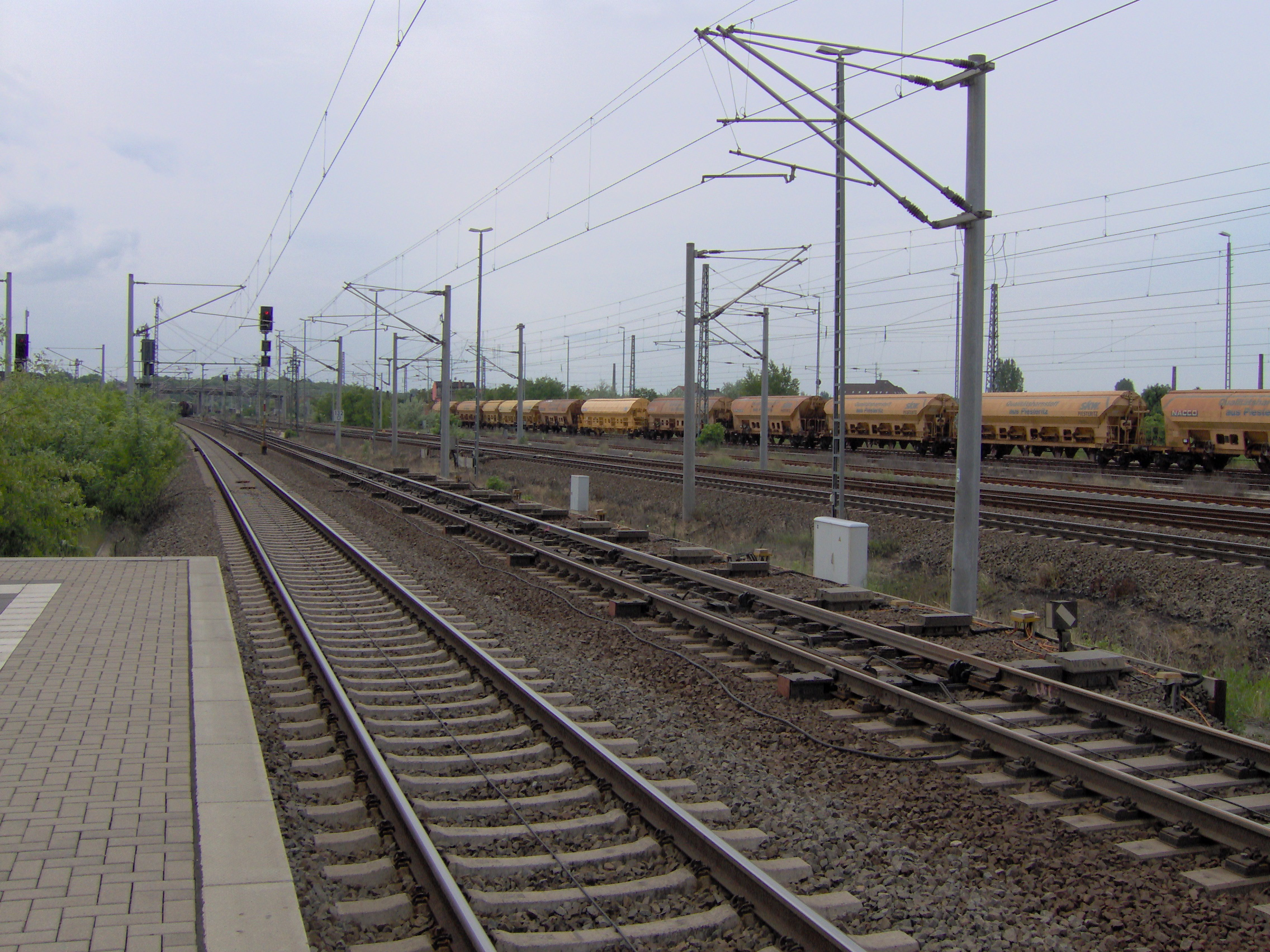
Mit einem Radius von bis zu 16 000 m gelten die beiden 1998 im Bahnhof Bitterfeld eingebauten Weichen vom Typ EW 60-16000/6100-1:40,15 als die längsten und schnellstbefahrbaren Weichen in Deutschland.

Die zurzeit größten Weichen Deutschlands liegen auf der Bahnstrecke Berlin–Halle im Bahnhof Bitterfeld, sie dienen der Trennung in Richtung Halle und Leipzig und waren damals die größten Weichen der Welt. Der Radius des abzweigenden Stranges dieser Klothoidenweichen vom Typ EW 60-16000/6100-1:40,15 verkleinert sich von anfangs etwa 16 000 Metern zur Weichenmitte hin auf 6100 Meter und steigt anschließend wieder auf den Ausgangswert an. Acht Antriebe sind zum Umstellen der Zungen und weitere drei Antriebe zum Umstellen der Herzstückspitze erforderlich. Die Gesamtlänge dieser planmäßig abzweigend mit 200 km/h befahrenen Weichen liegt bei je 169,2 Metern. Sie sind bis heute (Stand: 2011) die längsten Weichen im Netz der Deutschen Bahn. Die erste der beiden Weichen, die Weiche 61, wurde im Januar 1998 südlich der Bahnsteige eingebaut. 1999 folgte mit der Weiche 03 eine zweite Weiche (51° 38′ 6,2″ N, 12° 19′ 11″ O) ähnlichen Ausmaßes im nördlichen Bahnhofskopf. Beide sind Linksweichen.
An der Abzweigstelle Saalbach der Schnellfahrstrecke Mannheim–Stuttgart (Inbetriebnahme: 1987) sowie am Abzweig zur Nantenbacher Kurve der Schnellfahrstrecke Hannover–Würzburg (1994) kamen erstmals mit 200 km/h abzweigend befahrbare Weichen in Deutschland zum Einsatz. Die Korbbogenweichen EW 60-7000/6000-1:42 wurden neu entwickelt und sind insgesamt 154 Meter lang und 210 Tonnen schwer, der Radius beträgt im Bereich der Zungen 7000 Meter und etwa ab Weichenmitte 6000 Meter. Die Länge der Zungenvorrichtung liegt bei 56 Metern.
Diese sechs Weichen sind heute die im abzweigenden Strang schnellstbefahrenen Weichen in Deutschland. Zwei weitere abzweigend mit 200 km/h befahrbare Weichen (EW 60-7000/6000) entstanden bis Ende 2010 zur Einbindung der Verbindungskurve Weißig–Böhla in die Bahnstrecke Berlin–Dresden an der Abzweigstelle Kottewitz.
Auf der Schnellfahrstrecke Madrid–Barcelona–Französische Grenze kommen inzwischen, vor allem an Überleitstellen, insgesamt 136 noch größere Weichen zum Einsatz (EW 60-17000/7300-1:50). Der Radius der 180 Meter langen und planmäßig mit 220 km/h abzweigend befahrbaren Konstruktionen liegt zwischen 7300 und 17 000 Metern.
Im Juni 2001 gingen mit der LGV Méditerranée an der Abzweigstelle Les Angles (Relation Paris–Montpellier) mit 220 km/h abzweigend befahrbare Weichen in Betrieb.
Die weltweit schnellstbefahrene Weiche liegt auf der LGV Est européenne und wurde im Rahmen der Rekordfahrt V150 am 3. April 2007 mit 560 km/h im Stammgleis befahren.